# Siècles obscurs
Pour les articles homonymes, voir Âge sombre (homonymie).
Les siècles obscurs (Dark Age(s), « Âge(s) sombre(s)/obscur(s) » suivant l'expression anglaise d'origine) sont une période de l'histoire de la Grèce antique, une époque qui va approximativement du début du XIIe au VIIIe siècle av. J.-C., entre la civilisation mycénienne et l'époque archaïque. 
Elle doit son nom au fait qu'elle est traditionnellement vue comme une période de déclin du monde égéen, après l'effondrement de la civilisation des palais mycéniens, et une phase de transition avant la formation de la Grèce des cités. Les études récentes ont néanmoins approfondi les connaissances sur cette période et tempéré cette sombre impression. Ces cinq siècles posent les bases de l'émergence de la civilisation grecque sous sa forme « classique », qui naît en bonne partie des expérimentations qui ont eu lieu durant les âges obscurs, en particulier à partir du début du Ier millénaire av. J.-C.. Elles ont également mis en avant la diversité des situations rencontrées dans le monde égéen durant cette période.

## Contours et définitions

### Périodisation et chronologie
Les siècles obscurs débutent avec la fin de la phase palatiale de la civilisation mycénienne, vers 1200 av. J.-C., ce qui dans la périodisation archéologique de la partie méridionale de la Grèce continentale correspond à la fin du Helladique récent IIIB, auquel succède le Helladique récent IIIC, équivalents des Minoen récent IIIB et Minoen récent IIIC de Crète. Les siècles obscurs débutent donc durant la dernière phase de l'âge du Bronze égéen.
La fin des siècles obscurs peut être située vers 800 av. J.-C., ou plus souvent 700 av. J.-C. Elle chevauche donc le début de l'époque archaïque, au VIIIe siècle av. J.-C., qui correspond aussi à l'époque de la céramique géométrique. Ainsi que le résume I. Morris : « Certains historiens mettent fin (au premier âge du Fer) en 776 av. J.-C., avec les premiers Jeux Olympiques, mais la plupart voient une plus longue transition du VIIIe siècle av. J.-C., marquée par la croissance démographique, la formation de l'État, la colonisation et le retour de l'alphabétisation, de l'art figuratif et de l'architecture monumentale ».
Les synthèses de R. Osborne et de J. Hall englobent les siècles obscurs avec l'époque archaïque, dessinant ainsi une période de continuité qui va de la fin de la période mycénienne jusqu'aux guerres médiques, atténuant le rôle révolutionnaire du VIIIe siècle av. J.-C. pour mettre en évidence une évolution plus graduelle dans le processus de formation des cités,.
Il n'y a pas de « siècles obscurs » dans la périodisation archéologique, mais une succession de phases définies par leurs types de céramique, qui peuvent varier selon les régions. Les siècles obscurs s'étendent sur les phases suivantes (dont les bornes chronologiques peuvent varier d'un spécialiste à l'autre) :
- Helladique récent IIIC, v. 1200-1070/1050 av. J.-C.
- Submycénien, v. 1070/1050-1020/1000 av. J.-C.
- Protogéométrique, v. 1020/1000-900 av. J.-C.
- Géométrique, v. 900-700 av. J.-C.

### La notion d'«âge obscur»
La longue période séparant la civilisation mycénienne de l'époque des textes d'Homère et d'Hésiode est traditionnellement perçue comme une époque de déclin, un temps d'incertitudes succédant à une période de destructions massives. Ce « recul » a pu être désigné comme un « Moyen-Âge grec », avant que l'expression d'« âge obscur »/« âges obscurs » (Dark Age(s)) ne s'impose à partir des études en langue anglaise au milieu du XXe siècle. Ce que recouvre la notion d'« âge obscur » est expliqué par Anthony Snodgrass dans son ouvrage fondamental sur la période (The Dark Age of Greece, 1971) : « premièrement, une chute de la population qui est détectable avec certitude et peut avoir été dévastatrice ; deuxièmement, un déclin ou une perte de certaines compétences purement matérielles ; troisièmement, un déclin ou une perte similaire dans quelques-uns des arts les plus élevés, dont la perte de l'art d'écrire est ce qu'il y a de plus frappant pour nous, bien que pour les contemporains ce besoin n'a en aucun cas été perçu ainsi ; quatrièmement, une baisse du niveau de vie et peut-être de la richesse globale ; cinquièmement, une rupture générale des contacts, commerciaux et autres, avec la plupart des peuples établis au-delà de la région égéenne et même avec certains de ceux qui s'y trouvent. À ces caractéristiques, certains ajouteraient une croissance de l'insécurité aiguë ».
Cela s'inscrit dans une vision « progressiste » de l'évolution des sociétés humaines : les civilisations évoluent suivant une trajectoire ascendante (progressent) vers des stades de plus en plus développés (ou « complexes » selon la terminologie évolutionniste), qui sont vus sous un jour positif, comme les accomplissements les plus significatifs des sociétés humaines, quand elles sont organisées autour d’États puissants assurant la sécurité, d'un réseau de villes, de réseaux d'échanges dynamiques, ont des expressions artistiques et littéraires jugées comme exemplaires, etc. Les périodes durant lesquelles ces traits se perdent sont alors considérées comme leur contrepartie négative, des phases de recul, de déclin, de « simplification », d'« âge obscur », ou encore des « effondrements ». Une approche alternative s'est développée à partir des années 1980, s'éloignant des conceptions progressistes et d'une vision linéaire de l'histoire, pour préférer envisager ce type de période comme des phases de transition ou de transformation voire de régénération, créatrices de nouvelles opportunités et de nouveaux développements culturels, ce qui s'accompagne du développement de nouvelles notions comme celle de résilience. Ce qui est commun aux deux approches est l'idée de rupture et de fin d'une culture archéologique, marquée notamment par une chute démographique, mais aussi le fait que la rupture n'est pas radicale (ce n'est pas une « extinction »), car il y a des survivances.
C'est dans ce contexte qu'à partir des années 1990 la vision des siècles obscurs grecs a commencé à être nuancée par de nouvelles découvertes et d'autres travaux. Ainsi ceux de S. Langdon (New Light on a Dark Age, 1997), pour qui cet âge est « moins « sombre » que ce qu'on pensait auparavant ». Plusieurs approches ont mis en avant le fait que la rupture et la reprise ne se font pas brutalement : il y a des signes avant-coureurs annonçant la civilisation des cités qui émerge durant l'époque archaïque. Ceux-ci trouvent leurs origines durant ces cinq siècles, qui sont dès lors vus comme une longue phase de transition entre le monde des palais minoens et mycéniens et celui des cités grecques. Les études ont donc eu tendance à s'éloigner d'une vision pessimiste et catastrophiste de l'époque, et à préférer à l'expression d'« âge obscur », qui implique un jugement négatif, des appellations plus neutres, en particulier celle de « premier âge du Fer » (Early Iron Age, abrégé EIA),.
Il n'empêche que, malgré ces nuances, cette période correspond bien à un âge durant lequel se produit une perte de nombreuses pratiques par rapport à la phase antérieure. C'est une époque « durant laquelle l'autorité centralisée a disparu, durant laquelle les obligations et les loyautés sont plus proches du foyer, et durant laquelle l'autosuffisance est devenue essentielle plutôt que souhaitable ». Ainsi que le souligne O. Dickinson, le monde égéen de l'âge du Bronze connaît plusieurs de ces phases de rétractation, qui touchent plus ou moins de régions, à la fin du Bronze ancien (v. 3000 av. J.-C.), du Bronze moyen (v. 1500 av. J.-C.), et la crise du monde mycénien à la fin du Bronze récent constitue une dernière manifestation du phénomène. Sur la longue durée, cela donne l'impression d'une « alternance cyclique entre une période d'expansion, alimentée par l'exploitation intensive de la terre et la participation aux échanges avec l'étranger, puis de contraction à un niveau « villageois » plus proche de l'autosuffisance ». On repère bien dans le monde grec de la fin de l'âge du Bronze et du début de l'âge du Fer la dynamique d'effondrement puis de régénération (au VIIIe siècle av. J.-C.) telle qu'elle est mise en avant dans un certain nombre d'études récentes pour les sociétés préhistoriques et antiques dans plusieurs parties du monde, pour lesquelles on choisit aussi parfois d'appliquer le qualificatif d'« âge obscur » à certaines périodes.
L'âge obscur grec coïncide à l'échelle « globale » antique avec une période marquant la transition entre l'âge du Bronze et celui du Fer, s'ouvrant sur une crise (l'« effondrement de l'âge du bronze ») puis débouchant sur des recompositions qui affectent en particulier les régions bordant la Méditerranée orientale, et plus largement l'espace allant du détroit de Gibraltar jusqu'au plateau Iranien. Cette période voit émerger de nouvelles cultures (Phéniciens, Araméens, Néo-hittites, Israélites, Philistins, Phrygiens, Mèdes, Perses, Étrusques, Tartessos, etc.), aussi s'amorcer un essor des empires (Assyrie) et des échanges matériels et immatériels entre les différentes aires géographiques et culturelles voisinant la Méditerranée, accompagnant leur développement et y participant. Ces phénomènes sont à prendre en compte pour comprendre l'évolution de la Grèce durant cette période,.

## Sources

Localisation des principaux sites archéologiques de la Grèce des âges obscurs.

La connaissance des siècles obscurs provient avant tout de fouilles archéologiques, en premier lieu la dizaine de milliers de tombes qui ont été mises au jour sur des sites de la période. Les travaux les concernant ont d'abord porté sur leurs céramiques et leur classification, puis leur étude a été approfondie, en premier lieu par les chercheurs de l'école de Cambridge (A. Snodgrass, puis I. Morris, J. Whitley) qui ont introduit une approche sociologique et quantitative. La documentation architecturale a surtout été mise au jour à partir des années 1980, sur des sanctuaires et des habitats, permettant un accroissement considérable des données. Les fouilles du site de Lefkandi en Eubée, avec ses tombes et ses bâtiments, ont particulièrement contribué au changement du regard porté sur la période. Durant les années 1990 les prospections au sol ont complété la documentation. Les études florales et faunales sont restées en retrait.
Concernant la documentation textuelle, les études sur les siècles obscurs sont marquées par leur rapport avec les épopées attribuées à Homère, l’Iliade et l’Odyssée, qui relatent les péripéties des héros de la guerre de Troie, situées dans un passé lointain. Leur élaboration est désormais datée de la seconde moitié du VIIIe siècle av. J.-C., soit l'extrême-fin de la période, certes à partir d'une part indéterminée de matériaux plus anciens. Elles décrivent une société aristocratique marquée par la guerre, la domination d'une élite à la tête de maisonnées disposant de terres, troupeaux et dépendants, où les échanges commerciaux sont limités, les mécanismes de dons et redistributions importants. M. Finley a proposé que ce monde homérique renvoie à une société existant autour de 900 av. J.-C., durant les siècles obscurs. La position actuelle est plutôt de les replacer dans leur contexte de rédaction, donc le VIIIe siècle av. J.-C. Il ne faut pas considérer que tout ce qu'ils exposent renvoie à une réalité sociale, car ce sont des œuvres de fiction : le monde homérique est avant tout une création poétique, artificielle, et d'ailleurs pas toujours cohérente. Mais ces récits renvoient manifestement à un ensemble de références communes partagées entre le poète et son auditoire, donc à la société de leur temps. Cela rend ces textes exploitables pour tenter de reconstituer la société du VIIIe siècle av. J.-C., en les confrontant aux données issues des fouilles archéologiques. Il est en revanche plus difficile d'exploiter les textes d'Homère pour décrire des sociétés antérieures à cette époque, dont les siècles obscurs avant 800 av. J.-C. et a fortiori l'époque mycénienne, quoiqu'il semble qu'ils contiennent quelques réminiscences de ces époques,. Les textes attribués à Hésiode (la Théogonie, Les Travaux et les Jours), qui a manifestement été actif peu après Homère (vers 700 av. J.-C. ou dans les premières décennies du VIIe siècle av. J.-C.) peuvent également contenir des éléments sur les sociétés de la fin des âges obscurs.
Ainsi que le résume I. Morris : « Pour la période 1200-750, nous devons nous fier presque entièrement à l'archéologie ; après 750, il faut combiner textes et artefacts ».

## Évolutions générales
La période des âges obscurs grecs s'ouvre par une phase de disparition de la civilisation mycénienne, qui s'étend sur le XIIe siècle av. J.-C. et le début du suivant. Puis s'ouvre une période plus vaguement définie qui s'étend au plus large sur trois siècles, de 1100 à 800 av. J.-C. environ, comparativement moins documentée que les autres, qui correspond aux âges obscurs à proprement parler. Enfin, le VIIIe siècle av. J.-C. est couramment vu comme une phase de « renaissance », marquant la transition vers l'époque archaïque et la civilisation de la Grèce des cités. Ces phases successives débouchent sur la constitution progressive d'une nouvelle civilisation grecque, certes très liée aux régions voisines de la Méditerranée orientale, mais aussi très originale par la forme de bien des solutions qu'elle propose aux problèmes qui lui sont posés. Selon I. Morris : « Nous devons les étudier à grande échelle ; il y eut une crise générale de la Méditerranée orientale aux XIIe et XIe siècles, et une explosion démographique générale et un épisode de formation étatique aux VIIIe et VIIe. Mais une grande partie de la réponse des Grecs aux vastes forces impersonnelles du climat et de la démographie fut unique ».

### La fin des palais mycéniens (v. 1200-1180 av. J.-C.)
Les premières décennies du XIIe siècle av. J.-C., approximativement les années 1200-1180, voient des destructions se produire sur les principaux sites mycéniens, et la fin de l'âge des palais avec leur administration, notamment la tenue des archives en linéaire B. Plusieurs régions du monde mycénien voient le nombre de sites occupés se réduire. Il y a manifestement d'importants mouvements migratoires. Les causes de ce phénomène sont discutées. Une explication traditionnelle mettait les destructions au débit d'un peuple d'envahisseurs venus du nord, les « Doriens », en extrapolant une tradition postérieure, mais il n'y a aucun élément en ce sens. En tout cas des migrations à longue distance impliquant le monde égéen semblent se produire en direction du Proche-Orient et de l'Égypte, les « Peuples de la Mer » dans la terminologie des historiens, mais là encore la composition, les modalités et les causes du phénomène sont débattues. D'autres ont avancé des révoltes internes à la Grèce, donc des causes internes. Il est aussi possible que des facteurs climatiques, comme une période de sécheresse, ou bien des tremblements de terre par endroits, soient à prendre en compte. Le fait que cette crise prenne place dans un effondrement plus général impliquant à des degrés divers les pays de la Méditerranée orientale incite à élargir les perspectives, par exemple prendre en considération la possible rupture des échanges à longue distance et leurs conséquences sur les élites, plus généralement à articuler les explications locales, régionales et internationales. Il est donc probable qu'il y ait plusieurs facteurs à l’œuvre, aggravant le phénomène,,.

### La disparition de la civilisation mycénienne (v. 1180-1050/1000 av. J.-C.)
La culture mycénienne survit à la fin du système palatial, durant la période désignée comme un « Helladique récent IIIC », la phase finale de la culture helladique qui s'est épanouie en Grèce continentale durant l'âge du bronze et dont l'apogée est la civilisation palatiale mycénienne. Des tentatives de réorganiser les populations autour d'anciens sites palatiaux sont visibles en particulier en Argolide ou en Crète, au point qu'on peut parler par endroits de reprise, mais sans aboutir à la reconstitution d'une administration étatique (on parle parfois de période « post-palatiale »), les élites dirigeantes de l'époque ayant avant tout un caractère guerrier. La culture matérielle s'appauvrit, de nombreux traits caractéristiques de la civilisation mycénienne ayant disparu, même si les styles de céramique témoignent d'une indéniable continuité. La cohérence culturelle de l'époque palatiale a pris fin, pour laisser la place à plusieurs traditions régionales. La période est sans doute aussi marquée par d'importantes mobilités géographiques, le tout dans un probable climat d'insécurité et d'incertitudes. Durant les premières décennies du XIe siècle av. J.-C. se produit un déclin plus marqué, marqué par de nouveaux épisodes de destructions (à Mycènes et Tyrinthe), aboutissant à la disparition définitive de la civilisation mycénienne dans les décennies suivantes (période de la céramique « submycénienne », v. 1070-1020 av. J.-C.),,.

### Protogéométrique et Géométrique ancien (v. 1020-850 av. J.-C.)
La fin du XIe siècle av. J.-C. voit la mise en place du style de céramique « protogéométrique » (v. 1020-900 au plus large), qui donne son nom à la période durant laquelle il s'épanouit, auquel succède le style « géométrique », dans sa phase ancienne (v. 900-850 av. J.-C.), servant également de référence chronologique, en sachant que la datation de ces styles reste approximative et que le moment de passage de l'un à l'autre peut varier selon les régions (la chronologie de référence étant celle de l'Attique). Cette phase située au cœur des âges obscurs constitue une sorte de « long dixième siècle », qui voit le début de l'âge du Fer, qui provoque de grands changements dans la culture matérielle avec le début du travail du fer et la diffusion progressive de divers objets forgés dans ce métal. La culture matérielle a connu un appauvrissement important. Le monde égéen est marqué par une grande diversité régionale, visible aussi bien dans les structures et l'organisation de l'habitat que les pratiques funéraires, la période est marquée par une grande créativité et des expérimentations dans divers domaines. Les découvertes effectuées sur plusieurs sites, notamment Lefkandi et Cnossos, témoignent de la présence de chefs qui dirigent sans doute ces communautés, mais dont le pouvoir n'a manifestement pas un caractère fort et stable. Les échanges semblent limités, mais quelques céramiques protogéométriques se retrouvent au Levant, et quelques objets de style oriental se trouvent dans des tombes grecques, ce qui indique que la rupture des contacts avec l'extérieur n'est pas totale. De fait, de nouvelles communautés grecques se forment en Asie Mineure, et elles prennent une importance croissante à Chypre.

### La «renaissance» duVIIIesiècleav. J.-C.
Les dernières décennies du IXe siècle av. J.-C., correspondant au début du Géométrique moyen (v. 850-760/750 av. J.-C.) voient des signes d'un essor du monde grec survenir par endroits : les tombes athéniennes sont plus richement fournies que par le passé, les grands sanctuaires comme Olympie reçoivent de plus en plus d'offrandes, des habitats nouveaux sont fondés comme celui de Zagora sur Andros, le monde grec s'ouvre plus au monde extérieur que par le passé.
La fin des âges obscurs est associée au renouveau du VIIIe siècle av. J.-C., couramment présenté comme une « renaissance » du monde grec, si ce n'est une « révolution », même si les recherches récentes ont réévalué les aspects novateurs des deux siècles précédents. Le nombre de sites habités connaît une croissance, ce qui semble refléter une croissance démographique, les tombes sont plus nombreuses et souvent de mieux en mieux dotées, les campagnes exploitées plus intensément, les objets en fer se diffusent, le monde égéen s'ouvre plus vers l'extérieur, les échanges se développent à toutes les échelles, l'écriture fait sa réapparition sous la forme de l'alphabet grec, adapté de l'alphabet phénicien. Les styles de céramique géométrique deviennent de plus en plus élaborés, développant une imagerie de plus en plus complexe (Géométrique récent, v. 760/750-700 av. J.-C.). Les communautés s'organisent de mieux en mieux, posant les bases du système de la polis qui devient caractéristique de la civilisation grecque antique, et l'architecture sacrée se développe, avec l'élaboration des prémices du modèle classique du temple grec. Les grands sanctuaires grecs se développent rapidement. Ce phénomène s'accompagne d'un début de mouvement d'expansion des communautés grecques vers l'ouest, en Sicile et dans la péninsule italienne, où sont fondées les premières colonies grecques,,. La seconde moitié du VIIIe siècle av. J.-C. est également considérée comme étant celle qui transparaît dans les textes d'Homère (qui vit vers cette époque) et d'Hésiode (sans doute de la génération suivante, au début du VIIe siècle av. J.-C.), même s'il est probable qu'ils intègrent aussi quelques éléments des époques précédentes, et qu'il s'agit avant tout d’œuvres de fiction qui ne sont donc pas à prendre comme des descriptions fidèles des sociétés de leur temps,,.

## Les mutations des âges obscurs

### Peuplement et population

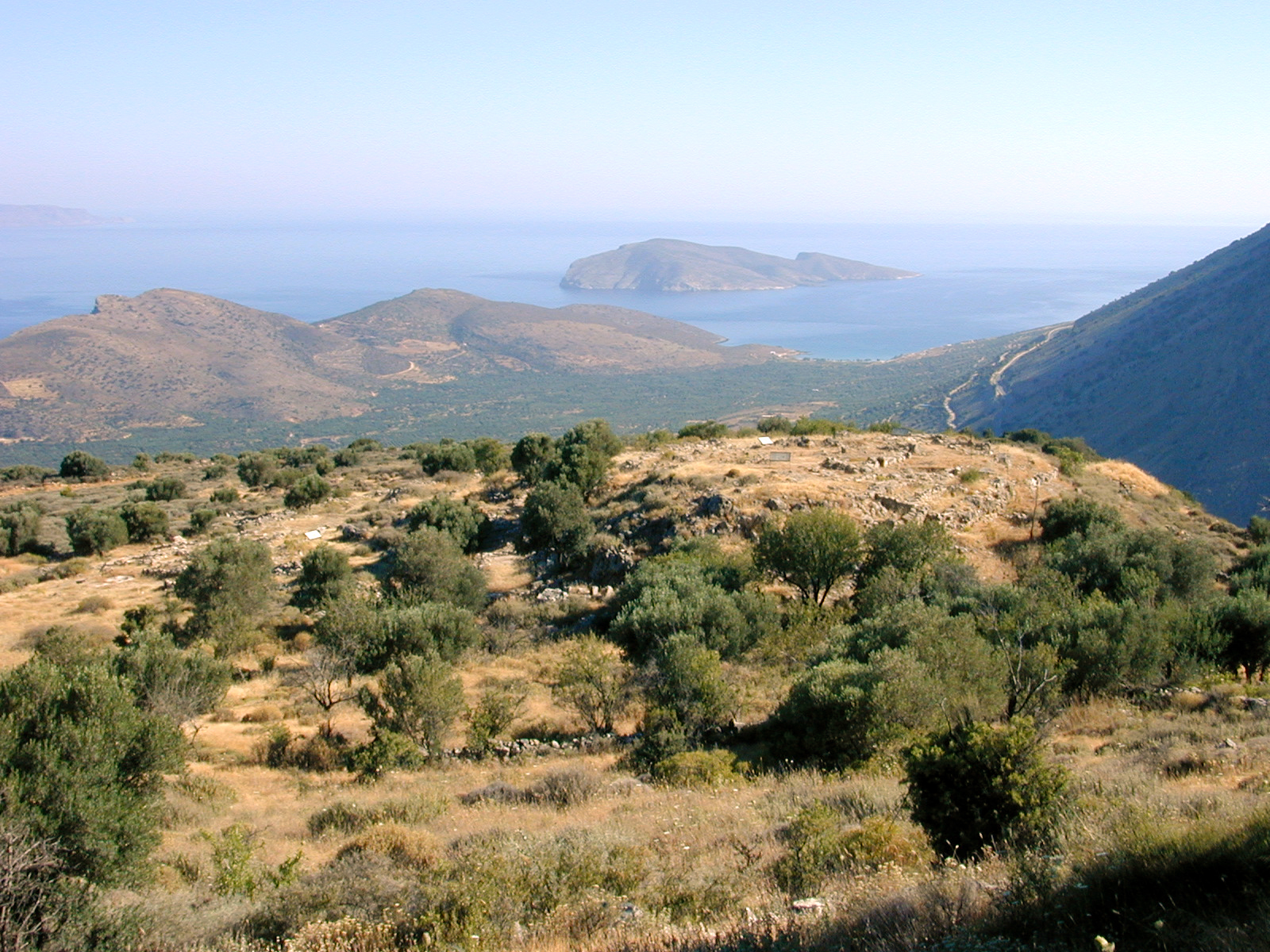
Le site de Kavousi Vronda, habitat de hauteur de la Crète des siècles obscurs.

Les prospections archéologiques à la recherche des sites occupés pendant cette période font apparaître une forte diminution des lieux occupés durant la période post-palatiale : 220 sites repérés pour la première moitié du XIIe siècle av. J.-C. dans le monde égéen, puis moins de la moitié pour la période 1125-1150 av. J.-C., et encore moins dans le demi-siècle suivant. Cette diminution peut s'expliquer de différentes manières.
Actuellement il semble que la situation n'ait pas été aussi catastrophique qu'on a pu l'imaginer par le passé. Ainsi la diminution du nombre de sites et de l'espace habité qui est constatée n'implique pas nécessairement de fortes mortalités, car la période s'est révélée être également marquée par des mouvements migratoires. La mobilité accrue de la population, jusqu'au niveau local, implique que les sites soient occupés moins longuement et ainsi plus difficiles à repérer que ceux qui le sont plus longtemps. De plus, si de nombreux sites n'ont pas été repérés lors des prospections, cela modifierait largement cette impression de déclin. Ainsi, il se pourrait que les constructions des siècles obscurs aient été réalisées dans des matériaux périssables qui n'ont laissé aucune trace, à la différence de l'époque précédente et de la suivante. Par ailleurs, la céramique a peut-être été largement remplacée par des contenants en matières organiques, également périssables, rendant moins visibles les occupations humaines des siècles obscurs lors des prospections au sol. En tout cas le déclin semble marqué dans l'ancien centre de la civilisation mycénienne, où de nombreux sites ont disparu. Les agglomérations qui faisaient dans les 5 000-10 000 habitants (Tirynthe, Pylos, Thèbes, etc.) ont périclité, et les plus gros sites des XIe – Xe siècle av. J.-C. (Athènes, Argos, Lefkandi) auraient au mieux 1 500 habitants. Le destin d'un site continental plus modeste, Nichoria en Messénie, se présente ainsi : chef-lieu d'une province du royaume de Pylos durant l'époque mycénienne, il est détruit autour de 1200 mais pas abandonné ; un petit village de 80-90 personnes est reconstruit sur les ruines mycéniennes au XIe siècle av. J.-C., puis il s’agrandit et atteint peut-être les 200 habitants sur la période 975-800, avant de décliner dans la première moitié du VIIIe siècle av. J.-C. Il s'agit en l'état actuel des connaissances du site le plus important des âges obscurs dans la région, qui a connu une très forte dépopulation depuis la fin de l'âge du Bronze. Les études de pollens menées en Messénie ont constaté que l'époque du premier âge du Fer est celle durant laquelle le paysage a le moins été modifié par l'activité humaine sur les 4 000 dernières années.
Concernant l'organisation du peuplement, en Crète et dans les Cyclades, le changement le plus notable qu'on repère à l'époque post-palatiale est le fait que les populations quittent les sites des plaines côtières pour des sites de hauteurs et situés plus à l'intérieur des terres, comme Karphi ou Kavousi Vronda. Ils sont considérés comme des sites de refuge ; il se serait agi d'une réponse des villageois à une insécurité accrue. Cette apparition de nouveaux sites en Crète s'accompagne de l'abandon de plusieurs sites majeurs de l'âge du Bronze. Plus tard, on constate un mouvement d'abandon d'un grand nombre de ces sites (peut-être plus de la moitié) au profit d'autres situés plus bas. Il s'agit alors, à partir du Xe siècle av. J.-C., de nouvelles concentrations sur des habitats déjà occupés plutôt que de véritables fondations,. D'une manière générale l'habitat des siècles obscurs est varié. En Crète il comprend aussi bien un habitat dispersé, des sortes de fermes, que des sites bien plus étendus, le plus grand étant Cnossos. Les îles des Cyclades comprennent aussi bien des sites de plaine d'intérieur que de côte, et aucune hiérarchie entre ces sites ne ressort de l'organisation du peuplement. Sur le continent les sites sont généralement constitués de quelques maisonnées. Les sites plus anciens disposent d'une acropole (Tirynthe, Argos, Athènes) qui semble servir de point de ralliement.
Le VIIIe siècle av. J.-C. est une période de reprise démographique. On constate un accroissement du nombre des sépultures. Ce fait a longtemps été tenu pour un indicateur d'augmentation de la population, mais ce n'est pas évident et même probablement faux car un changement de pratique funéraire (qui aurait pu intervenir dans un tel contexte) peut modifier la perception que l'on en a aujourd'hui. Ainsi, le fait que les sépultures d'enfants soient très peu nombreuses pour les périodes antérieures à 750 av. J.-C., pourrait venir du simple fait que les enfants morts ont été traités d'une manière peu visible par l'archéologie actuelle (voir plus bas). Quoi qu'il en soit vers 700 av. J.-C. s'observe une tendance marquée à l'accroissement du nombre de sites, les agglomérations importantes retrouvent les niveaux d'avant la période de déclin : peut-être 5 000 habitants pour Cnossos, 5 000 à 10 000 pour Athènes ; mais les vagues estimations proposées par les chercheurs varient souvent bien au-delà du simple au double, par exemple de 90 à 375 pour Zagora (Andros). De nouveaux sites importants émergent dans tout le monde grec, y compris dans les colonies qui apparaissent à cette période, les départs n'affectant manifestement pas le dynamisme démographique des métropoles les plus actives dans le mouvement (Corinthe, Milet, Érétrie, Chalcis). La documentation restant équivoque, reste à déterminer s'il s'agit d'une croissance démographique marquée comme le propose Morris, ou si ce siècle s'inscrit dans la continuité d'une phase de croissance entamée dès le Xe siècle av. J.-C. comme le suppose Osborne.

### Migrations et colonisation
La période de l'effondrement de l'âge du bronze a souvent été associée à un ensemble de migrations importantes dont plusieurs traditions des époques archaïque et classique semblent se faire l'écho. Ainsi la migration des Doriens, depuis la Grèce centrale vers le Péloponnèse, qui a été par le passé vue comme la principale cause de la fin de la civilisation mycénienne (la prétendue « invasion dorienne »). Un autre mouvement important est celui qui lie l'Attique, plusieurs îles des Cyclades et les cités d'Ionie, qui pourrait être lié à des migrations de la première vers les deux autres, donc un mouvement est-ouest. Les différents groupes doriens, comme le groupe attico-ionien partagent aux époques postérieures des similitudes culturelles (dialectes très proches, traditions religieuses et sociales identiques) qui confortent cette idée de migrations. Mais les textes relatifs à ces migrations sont trop tardifs et ne sont appuyés d'aucune preuve archéologique permettant de les situer à ce moment. Il en va de même pour les autres migrations évoquées par les textes postérieurs qui pourraient s'être produites dans ces âges obscurs : les Éoliens de Grèce centrale vers le nord-ouest de l'Asie mineure, les Thessaliens de Thesprotie vers la Thessalie, d'où ils évincent les Cadméens qui s'installent en Béotie, les Dryopes chassés par Héraclès, vu comme l'ancêtre légendaire des Doriens, et se dispersent en Argolide, en Eubée, dans les Cyclades et à Chypre. Il semble à tout le moins que la carte linguistique du monde égéen soit bouleversée durant les âges obscurs, puisque les « Mycéniens » écrivent dans un dialecte de type arcado-chypriote, qui a disparu des anciennes régions des palais mycéniens aux époques archaïque et classique, et que la présence de dialectes apparentés dans des régions très éloignées de Grèce et du monde égéen semble impliquer des mouvements et contacts importants durant les siècles obscurs,. En fin de compte, il est probable que plusieurs de ces récits migratoires renvoient de loin à des réalités des siècles obscurs, mais il n'y a aucun consensus à ce propos faute de sources archéologiques claires. Même pour l'implantation grecque sur la côte occidentale d'Asie mineure qui est incontestable, le rythme des implantations est débattu, et semble s'être étalé entre le XIe siècle av. J.-C. et le Xe siècle av. J.-C. si on en juge par les céramiques mises au jour sur les sites de la région (Milet, Éphèse, Ancienne Smyrne).
| |  |  |
| Les similitudes entre les poteries égéennes et philistines du début du XIIe siècle av. J.-C. : à gauche, un vase peint de tradition mycénienne tardive (Helladique récent IIIC), mis au jour à Korakou (Grèce), Musée archéologique de l'ancienne Corinthe ; à droite, un vase de type « philistin I », mis au jour à Tell el-Farah sud (Israël), British Museum. |  |  |

Des mouvements mieux assurés par l'archéologie se font entre le monde égéen et les régions orientales. À Chypre, la fin de l'âge du bronze et le début de l'âge du fer voient l'implantation de populations grecques, sous la forme de migrations, mais manifestement pas de « colonisation » à proprement parler puisqu'on n'y repère pas d'enclaves. Les migrants prennent progressivement plus d'importance, avec l'implantation de dynasties grecques dans de nombreuses cités chypriotes, sans doute une prépondérance de la langue grecque vers le VIIIe siècle av. J.-C. ou un peu après. L'effondrement de l'âge du bronze est plus largement associé en Méditerranée orientale aux migrations des « Peuples de la Mer », évoqués dans des textes égyptiens, dont les plus célèbres représentants sont les Philistins, qui s'implantent au sud du Levant dans la première moitié du XIIe siècle av. J.-C. Ils y fabriquent une céramique rappelant très fortement les traditions mycéniennes tardives (HR IIIC), et plusieurs autres de leurs traits culturels les relient au monde égéen, où leurs origines ont souvent été localisées. Les approches récentes tempèrent cette impression : il s'agirait plutôt de groupes hétéroclites constitués sous la direction de chefs guerriers (ou des sortes de pirates), mêlant des gens de divers horizons, dont certains venus de l'Égée, mais aussi d'Anatolie et de Chypre.
S'il est impossible de déceler des mouvements migratoires précis au sein du monde égéen du début des siècles obscurs, il est évident que cette période dans son ensemble est marquée par une plus forte mobilité de la population, et ce à toutes les échelles. La durée d'occupation courte de nombreux sites implique des changements de lieux de vie réguliers au niveau local, et les variations brusques de populations observées sur certains sites ou régions reflètent probablement des mouvements de population, que ce soit sur longue ou courte distance. Ainsi les différents abandons et fondations de sites observés sur certaines îles des Cyclades comme Paros, Andros et Chios indiquent la propension des populations de la période à changer de lieu de vie, en particulier au moment de la formation des cités.
Le mouvement de colonisation grecque débute au VIIIe siècle av. J.-C., concomitant de la période d'émergence de la cité grecque, et de développement des contacts des Grecs vers les régions voisines et de plus en plus lointaines. Il s'inscrit aussi manifestement dans la continuité des migrations des âges obscurs ayant concerné le monde égéen, notamment l'Asie mineure, mais s'en distingue par le fait que les implantations ont un aspect réfléchi, faisant l'objet d'une longue préparation préalable au départ de l'expédition (discussions, recrutement des colons, souvent choix d'un chef, questionnement de l'oracle de Delphes pour obtenir l'approbation divine). Elles concernent certes des régions du nord du monde égéen (Chalcidique, détroits), mais elles s'étendent désormais des régions situées au-delà de cet horizon, manifestement déjà explorées par des marchands, qui ont procédé à une sorte de repérage. De fait les Eubéens (Érétrie et Chalcis), qui sont les plus actifs dans les relations vers les pays extérieurs à la Grèce, sont très impliqué dans le début du mouvement d'implantation grecque au-delà du monde égéen. Ils se trouvent à Al Mina au nord du Levant, mais le site n'a pas livré d'indication comme quoi il s'agirait d'un site d'implantation coloniale. En revanche Pithécusses, sur l'île d'Ischia dans le golfe de Naples, a livré des traces d'une installation permanente de Grecs, aussi bien dans les zones habitées que sa nécropole et l'espace rural, et ne peut être considérée comme un simple comptoir visité par des marchands grecs. L'installation des Grecs, aux côtés de Phéniciens, semble dater des années 770-750. Le mouvement d'implantation de colonies occidentales s'accélère ensuite. Selon ce que rapporte plus tard Thucydide, les Chalcidiens fondent Naxos en Sicile en 734, puis plusieurs autres cités dans les décennies suivantes (Lentini, Catane, Zancle, Rhegion). Plus au nord, près de Pithécusses, ils ont fondé Cumes vers la même époque ou un peu avant. Les Corinthiens auraient fondé Syracuse en 733, leurs voisins de Mégare la cité de Megara Hyblaea en 728,.

### Architecture et urbanisme
Les structures dégagées dans l'ancien cœur mycénien pour l'époque suivant la destruction des palais comprennent des bâtiments à plusieurs pièces, notamment la Maison W à Tirynthe, qui semble être placée au centre d'un groupe complexe de constructions, la Maison P de Korakou (Corinthe), les bâtiments des phases 1 et 2 de Lefkandi. Les murs sont plutôt construits en pisé. La Crète a livré plus de documentation sur ce point, à Karphi, Kavousi Vronda, Kavousi Kastro, Vrokastro, Katalimata et Halasmenos. L'habitat est constitué de blocs agglutinés. Les constructions des sites de hauteurs sont érigées sur des terrasses. On repère des rues délimitant des blocs, qui semblent organisés autour de cours, ce qui s'inscrit dans la continuité de l'architecture de la fin de l'âge du Bronze. Mais les techniques de construction sont plus frustes, et les constructions semblent sans étage contrairement à la situation antérieure. On trouve quelques bâtiments plus élaborés, comme la Maison A/B de Kavousi Vronda, qui pourraient être des résidences de chefs. Certains sites semblent murés. La Crète conserverait plus les traditions architecturales de l'âge du Bronze que les autres régions.

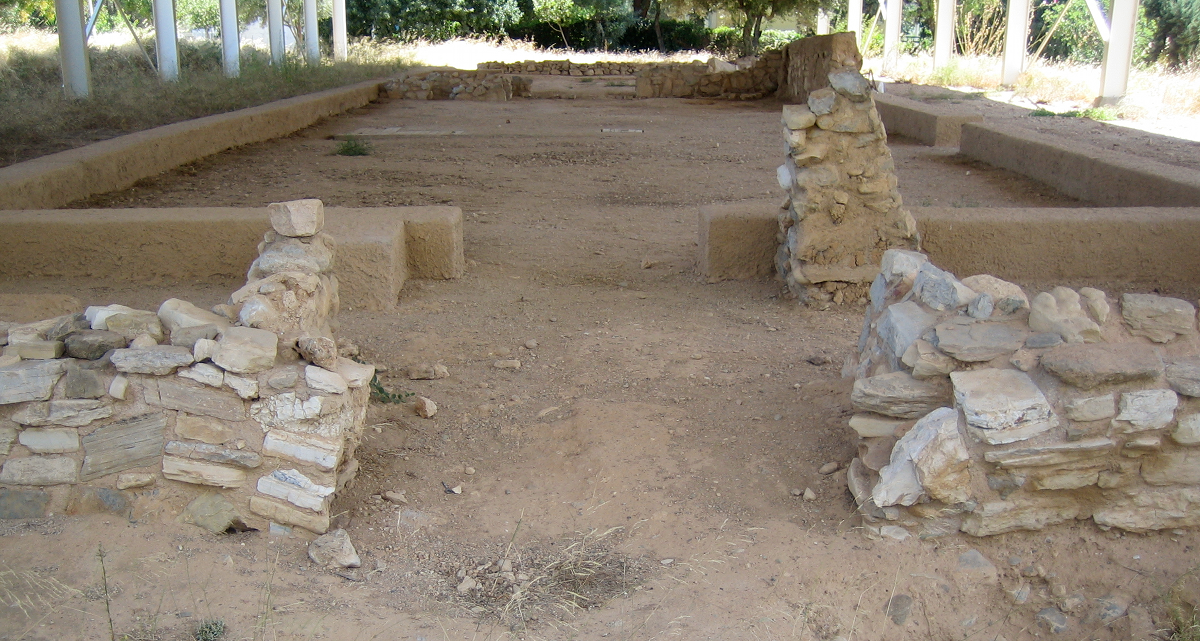
Ruines de l'« hérôon » de Lefkandi.

D'une manière générale, la qualité des constructions s'appauvrit dans le monde égéen. Les bâtiments sont souvent de plain-pied, ils ont des murs en briques d'argile et sont couverts de toits de chaume à deux pans soutenus par des piliers de bois sur le continent, alors que dans les Cyclades et en Crète la pierre est plus abondante et est employée pour les murs, et les toits sont en terrasse. Les pièces sont plus petites que par le passé, il n'y a généralement pas de plan régulier, ni de système de drainage, et pas de fondations même sur les plus grandes constructions,. Il n'y a quasiment plus de hiérarchisation de l'habitat, d'architecture monumentale, les techniques architecturales de qualité développées durant l'époque mycénienne sont oubliées, et remplacées par de nouvelles formes et techniques,. Les découvertes témoignent de diverses expérimentations architecturales, les types d'édifices étant variés : les constructions allongées de forme absidiale et à murs courbes se répandent, en rupture avec la période précédente, mais les formes rectangulaires subsistent à côté. Les constructions les plus imposantes sont généralement de forme absidiale, comme les Unités IV-1 et IV-5 de Nichoria en Messénie, et le grand bâtiment, ou « héroôn », de Lefkandi en Eubée daté du XIe siècle av. J.-C. Avec sa cinquantaine de mètres de long, il est quatre fois plus étendu que les précédents, ce qui en fait un bâtiment unique pour la période. Son plan est simple, avec un porche, une antichambre, une sorte de hall, deux petites pièces, une autre pièce à l'arrière, et des escaliers semblent conduire à une sorte de « loft ». Ses fondations sont en pierre, ses murs en briques d'argile et plâtrés d'argile, des poteaux en bois soutenant l'édifice, qui a un toit en chaume. Il comprend une tombe double au mobilier funéraire riche, qui explique qu'il ait pu être interprété comme une construction funéraire, mais pour certains il s'agit plutôt d'une construction de chef (un « Big Man » ?). Quoi qu'il en soit sa durée d'occupation est courte, même si la tombe semble devenir un point focal des générations suivantes qui se font enterrer sur le site,. Des continuités se retrouvent parfois. Ainsi à Thermon en Étolie deux bâtiments, le mégaron A et B, ont une histoire longue qui fait l'objet de discussions. Le premier, de forme absidiale, semble dater de l'époque mycénienne, pourrait avoir été la résidence d'un chef au XIe siècle av. J.-C., puis un lieu de culte héroïque (hérôon) au siècle suivant. Le second, érigé vers le XIe siècle av. J.-C., pourrait l'avoir remplacé dans le rôle de maison de chef.

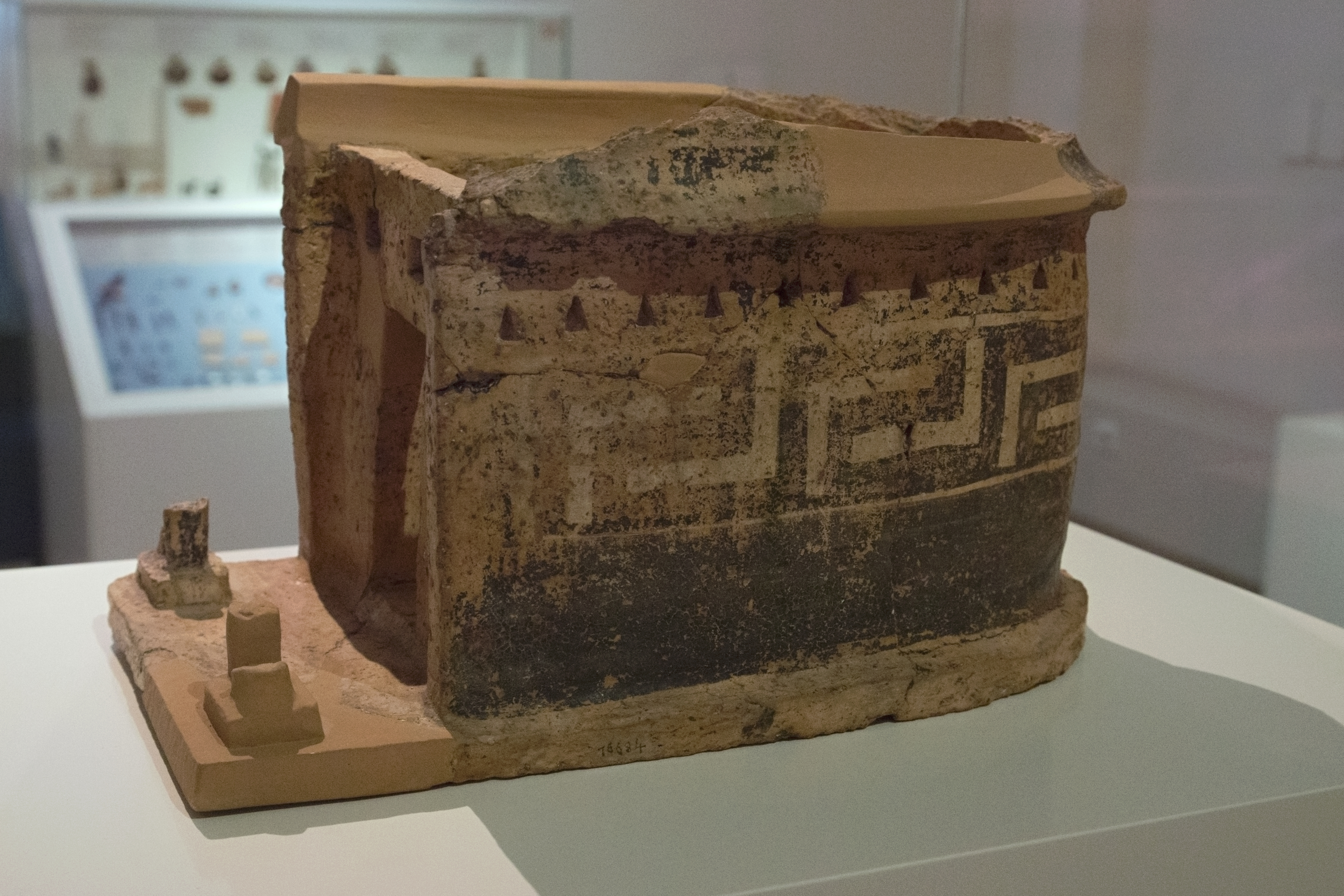
Maquette en terre cuite de bâtisse de forme absidiale, mise au jour dans l'Heraion de Perachora. Milieu du, musée national archéologique d'Athènes.

Le VIIIe siècle av. J.-C. voit l'apparition de sites proto-urbains dans plusieurs régions du monde grec : Cyclades, Asie Mineure, Grèce centrale, Péloponnèse, et dans les fondations coloniales occidentales. Certains sont occupés quelques générations au mieux (Zagora sur Andros, Emborio sur Chios, Koukounariès sur Paros, Ancienne Smyrne), d'autres en revanche sont amenés à devenir le centre de cités-États importantes. Il y a peut-être dès cette époque des regroupements volontaires de populations depuis plusieurs villages vers un même lieu d'habitat (synœcisme). Une première forme d'organisation des agglomérations apparaît, certes rudimentaire, avec une sorte d'espace public (visible à Mégara Hyblaea en Sicile). Les sites qui n'ont plus été occupés par la suite sont mieux connus car aucune construction postérieure n'entravait leur fouille. Zagora sur Andros, qui se développe au IXe siècle av. J.-C. mais se structure surtout dans la seconde moitié du VIIIe siècle av. J.-C., est un site d'environ un hectare érigé sur un éperon rocheux, avec des murailles pour sécuriser les endroits où il n'y a pas de barrière naturelle. Les maisons sont agglomérées, de forme quadrangulaire, avec des cours et espaces communs. Une résidence semble occupée par un personnage plus important que les autres. Le site est abandonné vers 700 av. J.-C., alors que se constitue un site plus important à Hypsilé, peut-être à la suite d'un synœcisme. L'Ancienne Smyrne est située à l'écart de la cité postérieure de Smyrne (l'actuelle Izmir). Elle est fondée vers 900 ou dans les décennies suivantes, présentant d'abord une architecture de forme ovale, puis de forme carrée et agglomérée dans les dernières décennies du VIIIe siècle av. J.-C. Vers 700 est érigé le premier état du temple d'Athéna, rectangulaire avec une extrémité arrondie.
La période voit en effet l'émergence de l'architecture monumentale sacrée. On trouve par endroits de petits édifices cultuels, comme la « Hutte de la baie » d'Érétrie, un édifice de forme absidiale de 9 × 6 mètres ; ce type de bâtiment est également connu par des modèles en terre cuite. Lui succède après 750 une construction plus imposante, un hécatompédon, c'est-à-dire un temple long de 100 pieds (environ 33 mètres), avec une extrémité arrondie qui lui donne une forme absidiale. Un autre hécatompédon de la fin du VIIIe siècle av. J.-C. est attesté dans l'Héraion de Samos, de forme rectangulaire cette fois-ci. Le temple d'Artémis à Éphèse érigé au VIIIe siècle av. J.-C. dispose quant à lui d'une colonnade et s'approche déjà des modèles des temples archaïques et classiques. Cette nouvelle architecture monumentale reflète des emprunts à l’Égypte et au Proche-Orient, et débouche sur une architecture très différente de celle de l'époque mycénienne, puisqu'il n'est désormais plus admis que le plan des temples grecs découle de celui du mégaron mycénien. La nouvelle architecture grecque qui se met en place est donc le fruit de la diversité des expérimentations architecturales conduites durant les siècles obscurs.

### Céramiques
Les ateliers des potiers de l'époque mycénienne palatiale produisaient des vases de diverses qualités, généralement réalisés au tour, allant de la céramique fine peinte sans doute utilisée lors de rituels, à de la céramique plus fruste à fonction utilitaire pas ou peu décorée, avec une production homogène dans toute l'aire de tradition mycénienne. La période postpalatiale (Helladique Récent IIIC) est d'abord marquée par une continuité des formes de l'époque palatiale, aussi par un déclin de la qualité de la production. Durant une période moyenne (en gros dans la seconde partie du XIIe siècle av. J.-C.) des poteries fines peintes font leur réapparition, notamment des vases à étrier, des hydries, des cratères et des amphores, et des styles locaux apparaissent tels que le « style du grenier » et le « style dense » d'Argolide et le « style à franges » de Crète. Certains des vases décorés représentent des scènes figurées, d'autres en revanche se contentent de motifs géométriques. Le peigne à compas commence à être employé pour la réalisation de certaines formes rondes, comme les yeux de poulpes. Parmi les réalisations les plus remarquables de la période se trouve le « vase aux Guerriers », cratère peint mis au jour à Mycènes représentant comme son nom l'indique des soldats. Les premières décennies du XIe siècle av. J.-C. voient la fin de ces traditions, et les styles mycéniens disparaissent durant l'époque submycénienne (v. 1070-1020 av. J.-C.), marquée par une plus grande fragmentation régionale des productions. On observe un déclin général de la qualité des fabrications, désormais essentiellement modelée à la main, la qualité variant selon les sites et régions, de la céramique fine tournée étant encore attestée. Concernant les formes, le lécythe se répand. Les scènes figurées disparaissent.

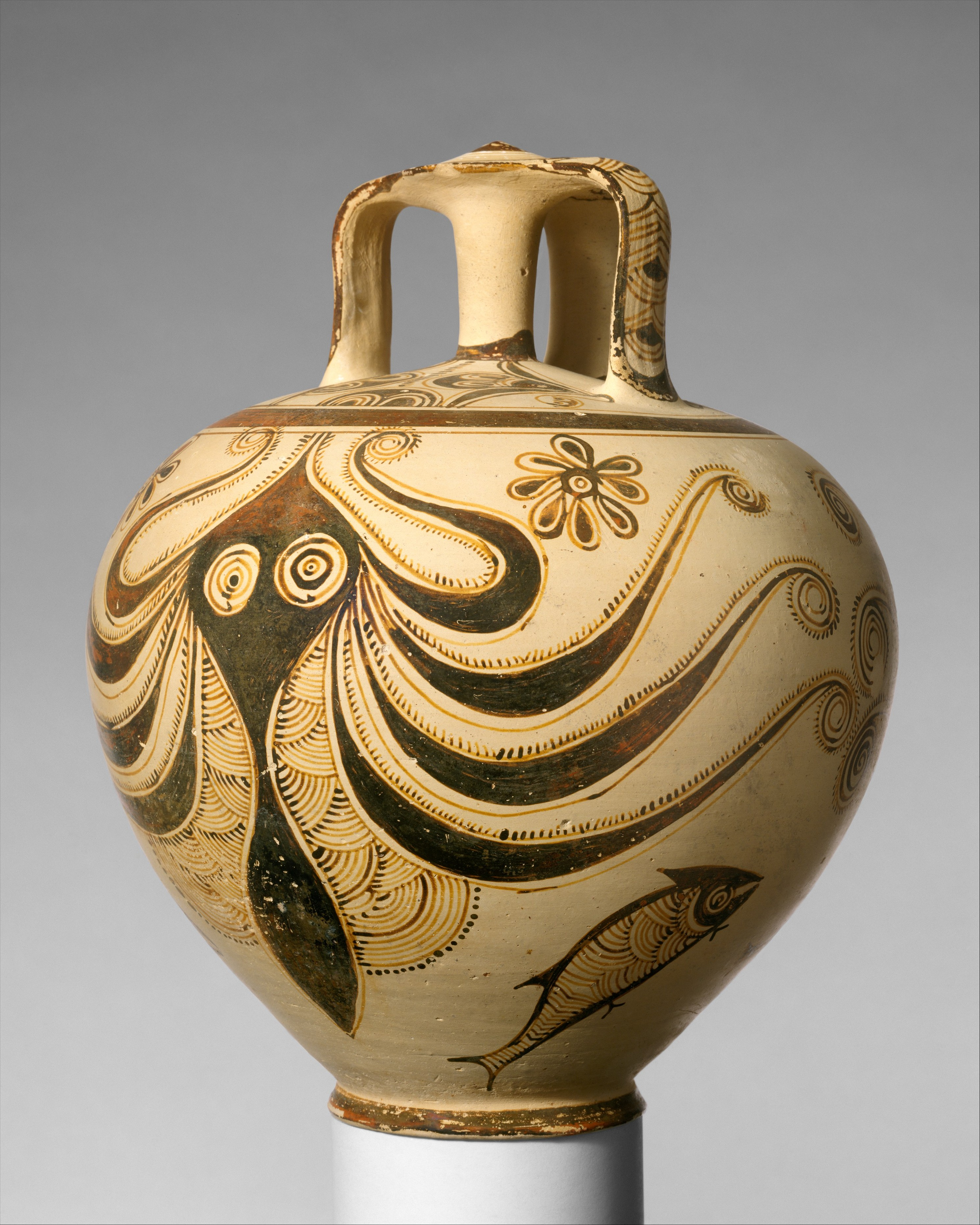
Jarre à étrier, céramique fine du milieu du XIIe siècle av. J.-C., style à poulpe. Metropolitan Museum of Art.
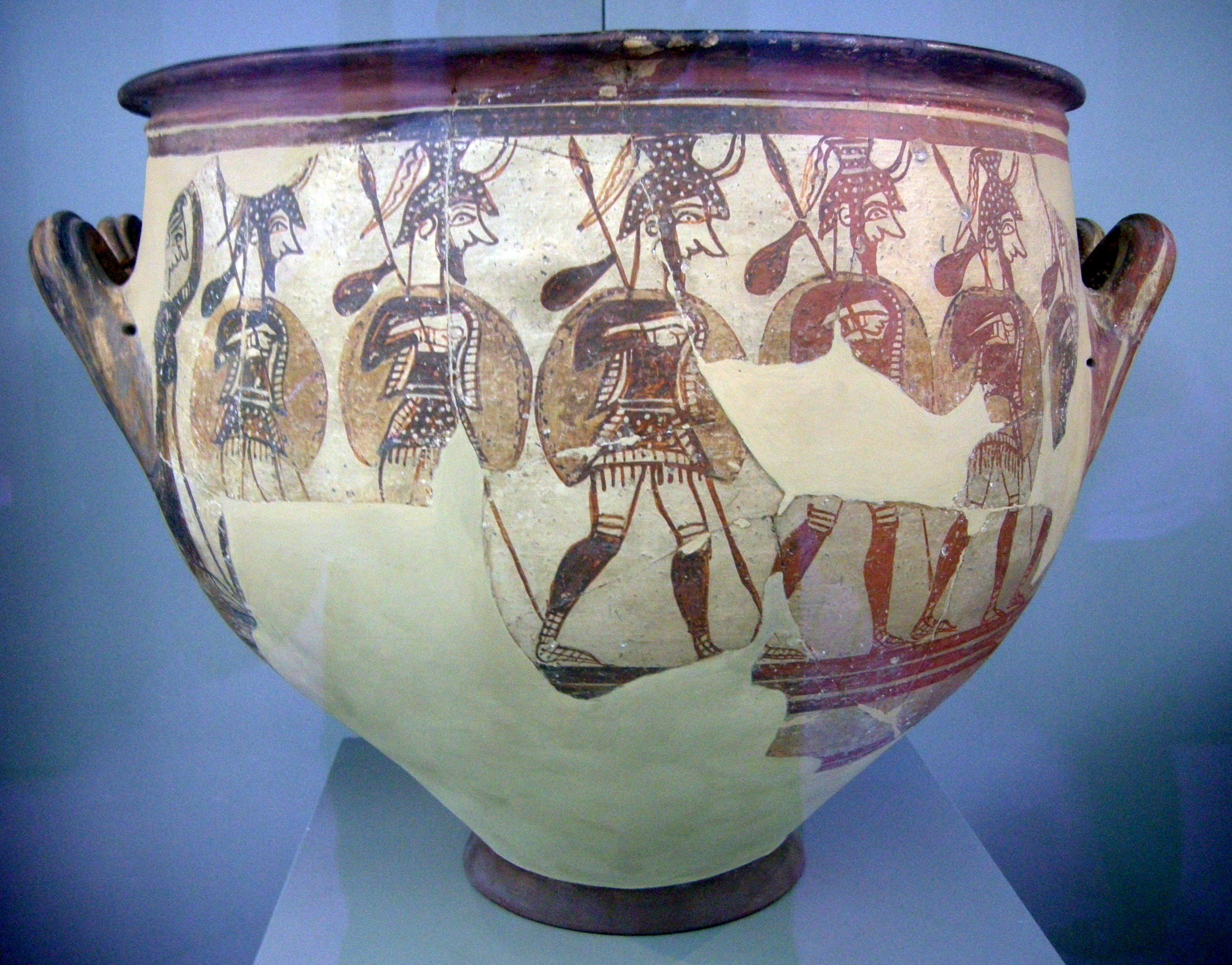
« Vase aux Guerriers », Mycènes, milieu du XIIe siècle av. J.-C. Musée national archéologique d'Athènes.
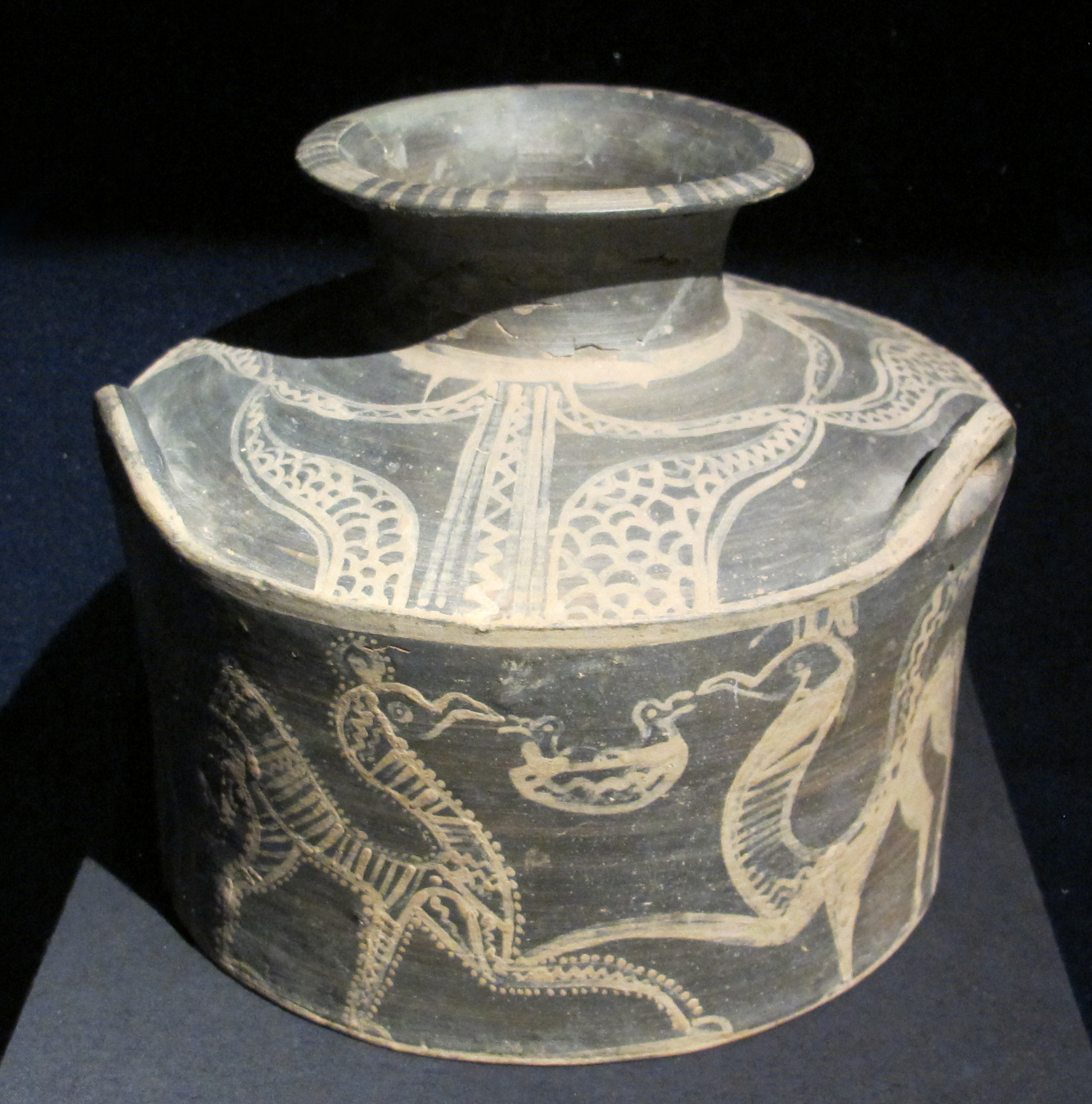
Vase de Lefkandi, milieu du XIIe siècle av. J.-C. : griffons nourrissant leurs petits. Musée archéologique d'Érétrie.
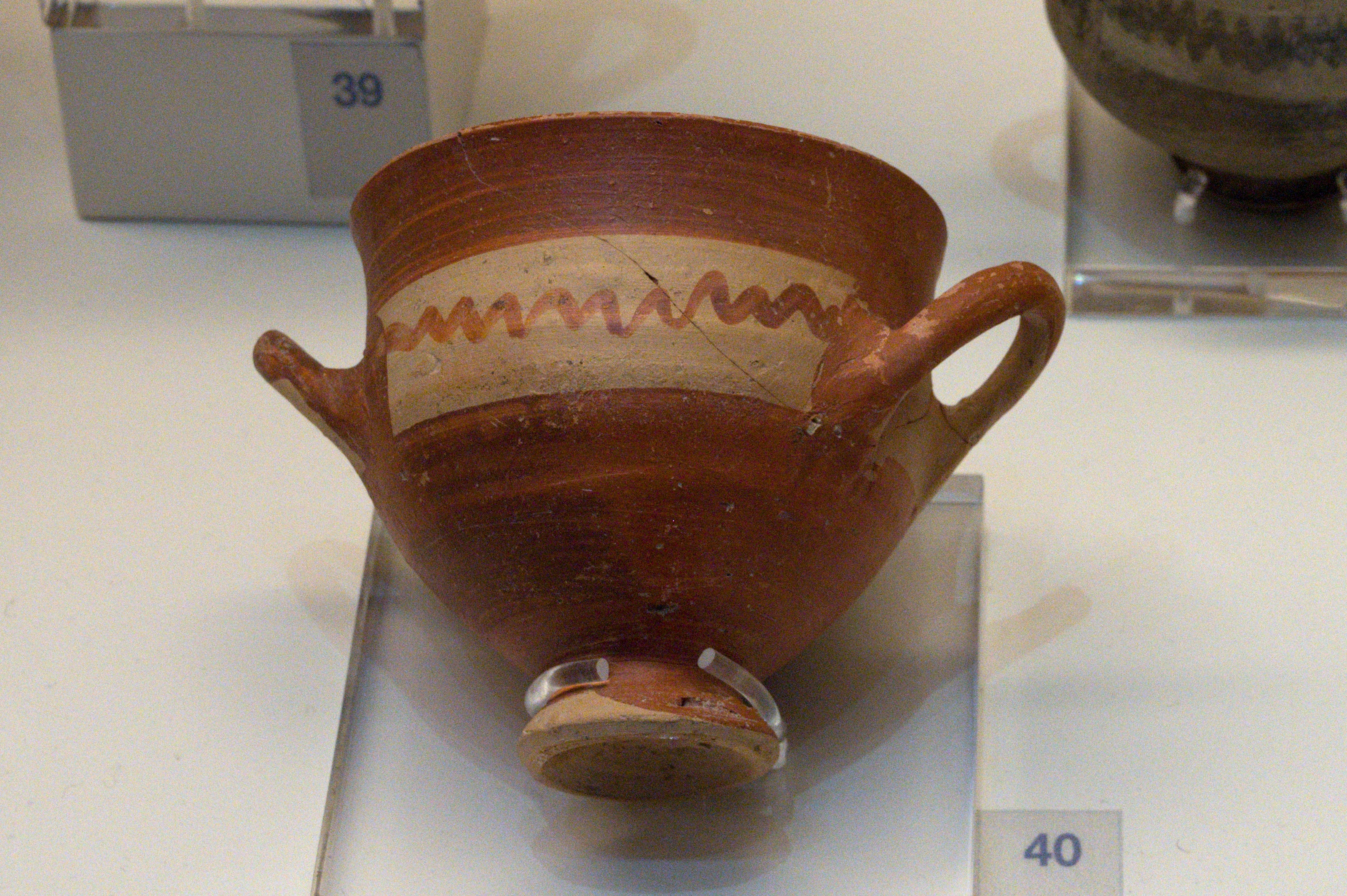
Skyphos d'époque submycénienne (v. 1050-1025 av. J.-C.), Tirynthe. Musée archéologique de Nauplie.
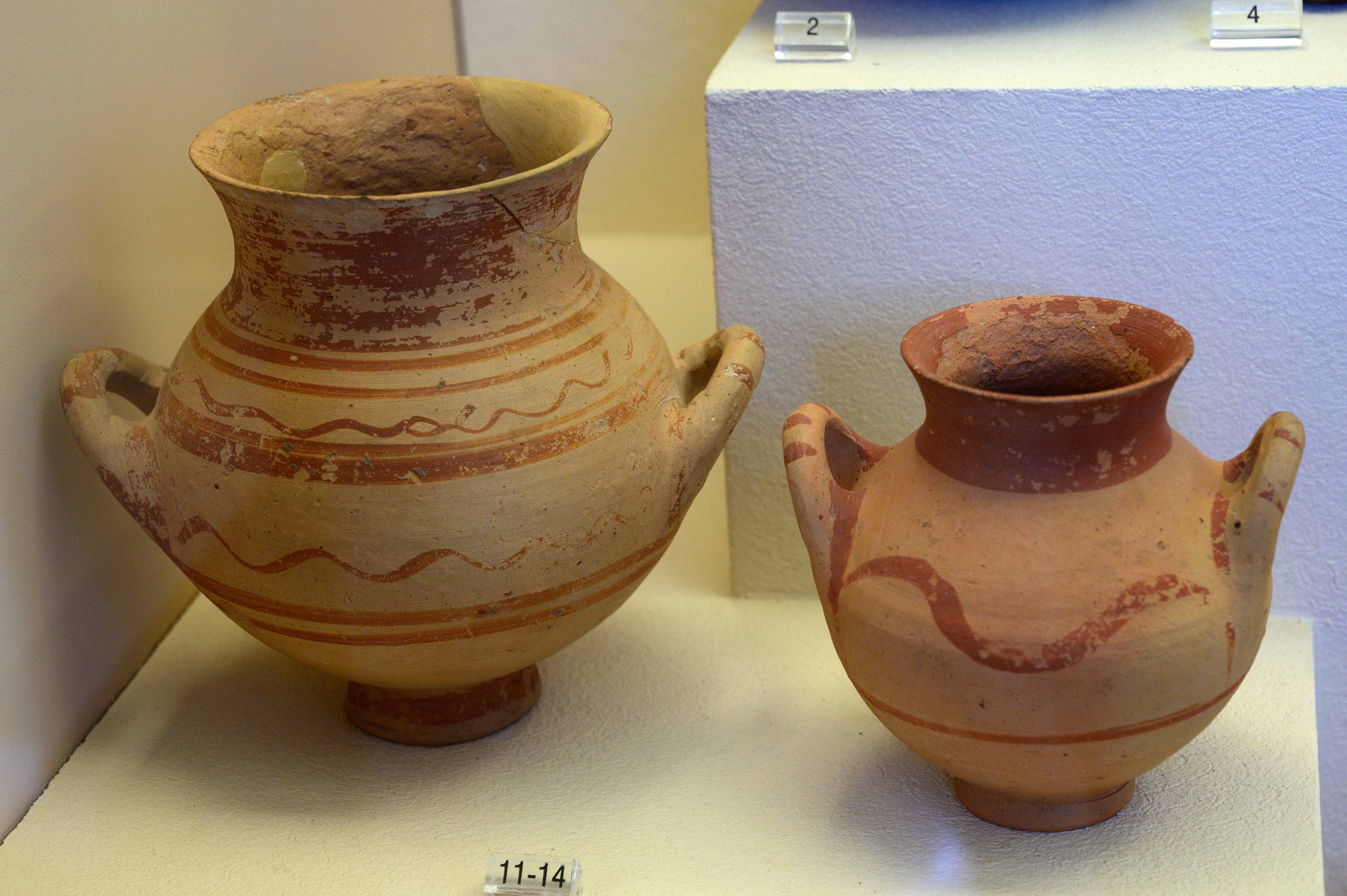
Amphorisques d'époque submycénienne (v. 1050-1025 av. J.-C.), Athènes. Musée archéologique du Céramique.

Les décennies suivantes voient le développement du style protogéométrique, qui couvre en gros la période allant de 1020 à 900 av. J.-C., au moins en Attique qui sert de référence pour la séquence céramique, les autres régions ayant des rythmes différents. Il est caractérisé par « des motifs circulaires ou semi-circulaires, concentriques, disposés de façon régulière dans une zone décorative assez vaste ». Les couleurs employées sont le noir, le gris sombre, le brun, le rouge, l'orange. L'usage du peigne à compas est désormais répandu. Les styles régionaux sont identifiés en Attique (qui devient une région de production de céramique de qualité, diffusée et influente dans les autres régions), Eubée (Lefkandi a fourni de nombreuses poteries de la période), à l'ouest entre Messénie et Épire, en Crète et aussi dans les régions septentrionales. La céramique commune est très variée, généralement réalisée à la main mais parfois au tour, elle est souvent décorée et d'une assez bonne qualité. Tous les décors ne sont pas faits de peintures, puisqu'on trouve des céramiques incisées. Le pot à cuisson est l'une des formes les plus répandues dans le monde égéen, de même que l'amphore et le pithos, mais la période est marquée par une très grande variété,.

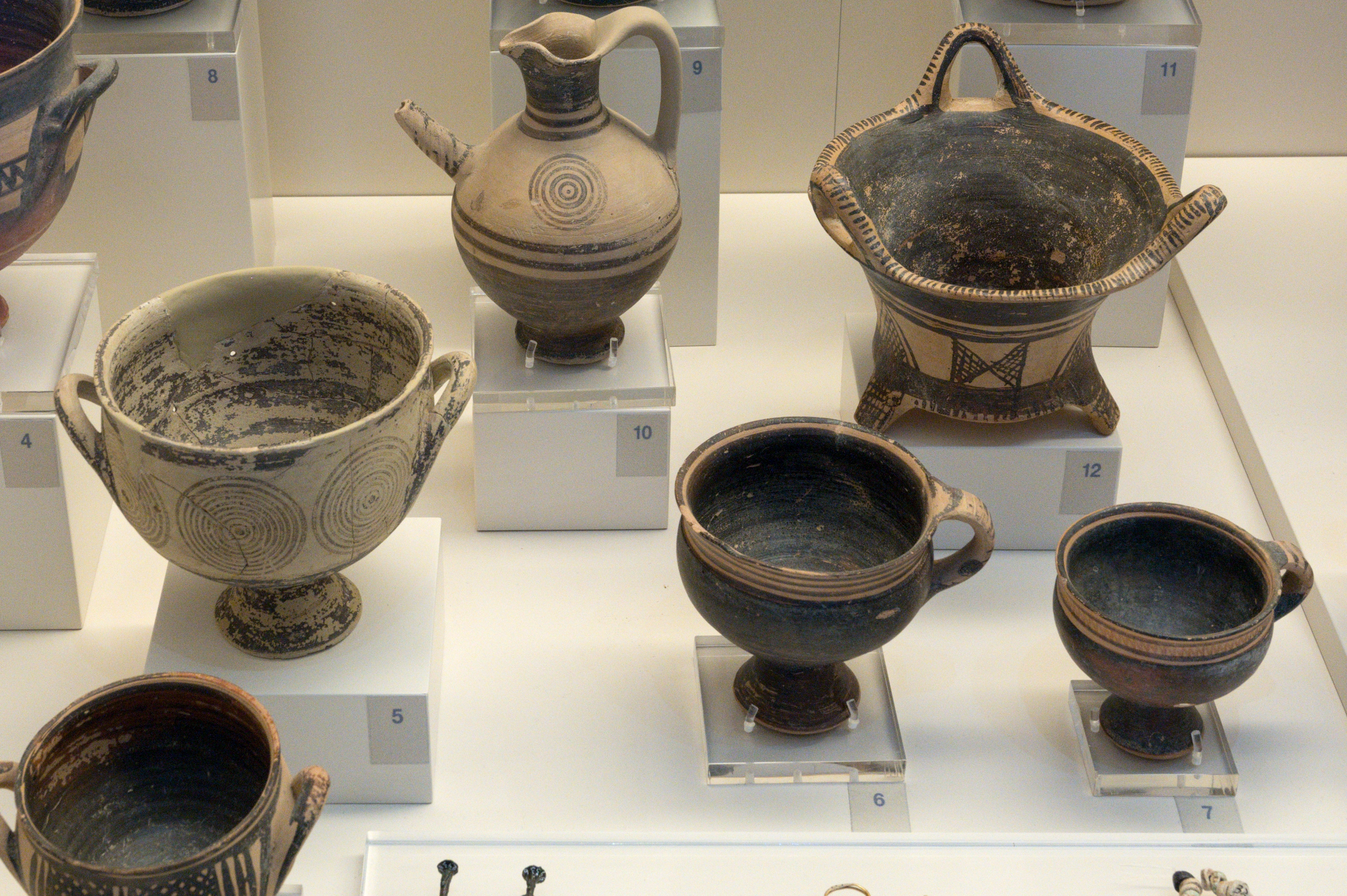
Poteries protogéométriques provenant de Tirynthe et d'Asinè. Musée archéologique de Nauplie.
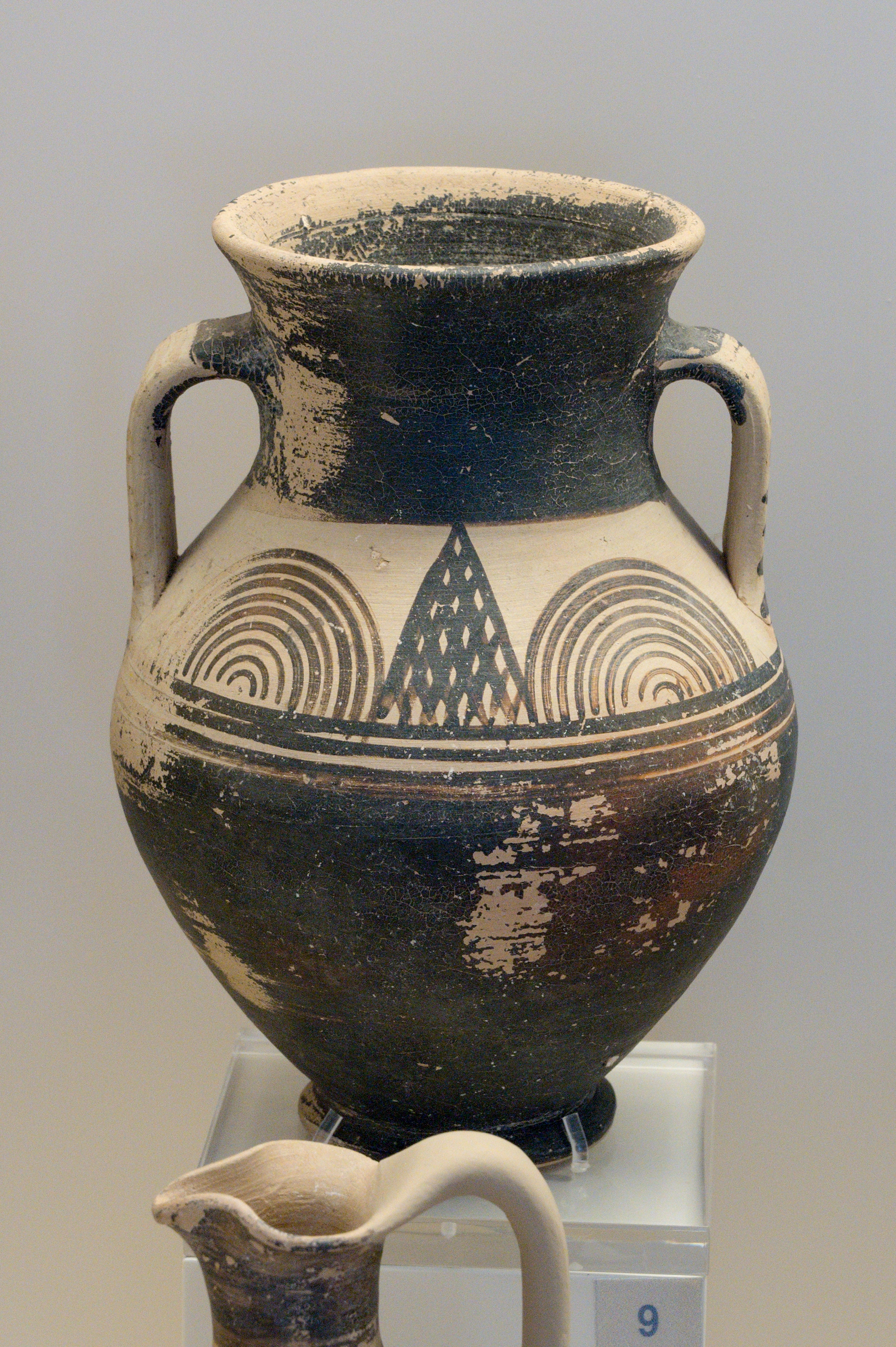
Amphorisque[77] protogéométrique, Tirynthe. Musée archéologique de Nauplie.
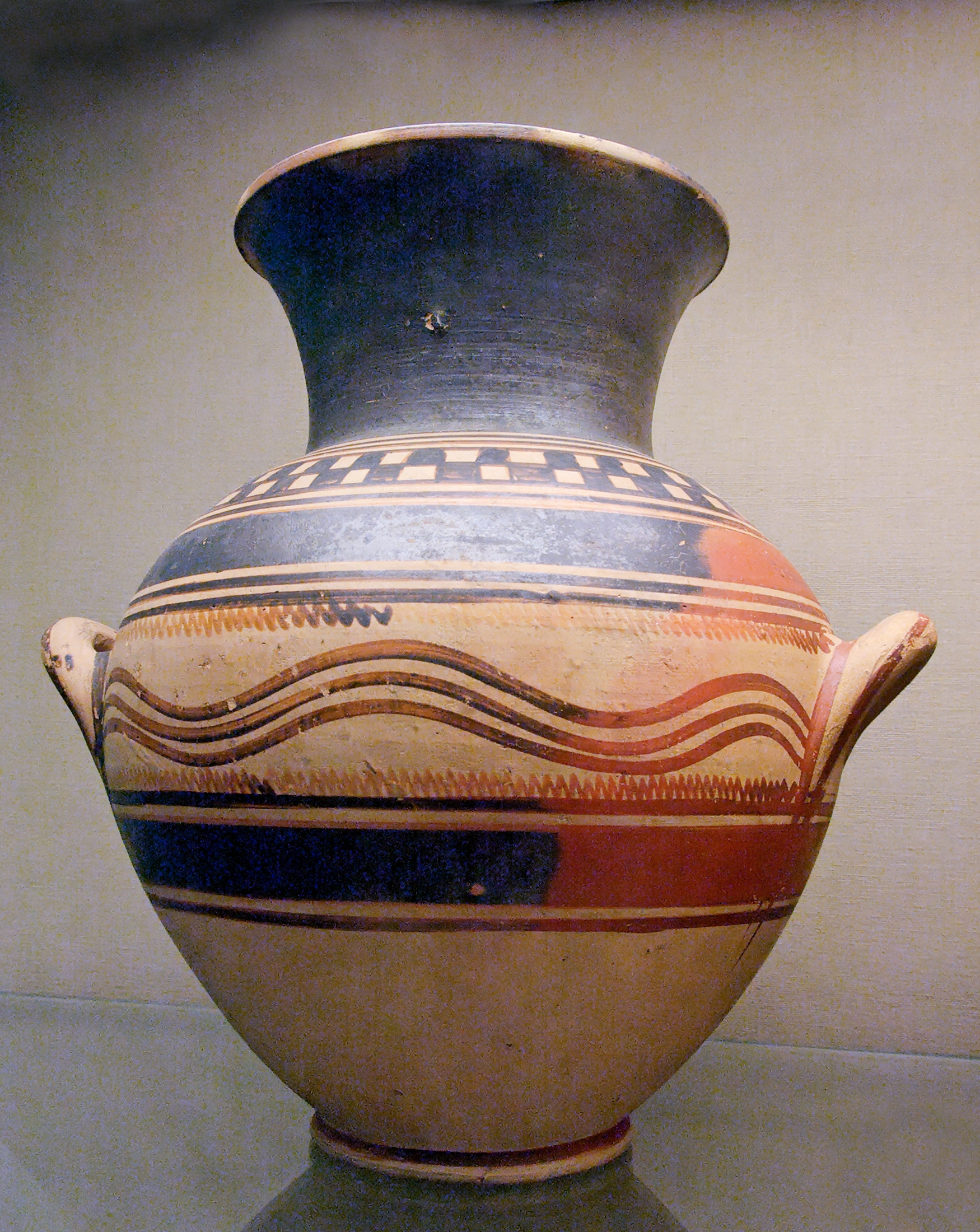
Amphore protogéométrique, Attique, v. 950-900. British Museum.
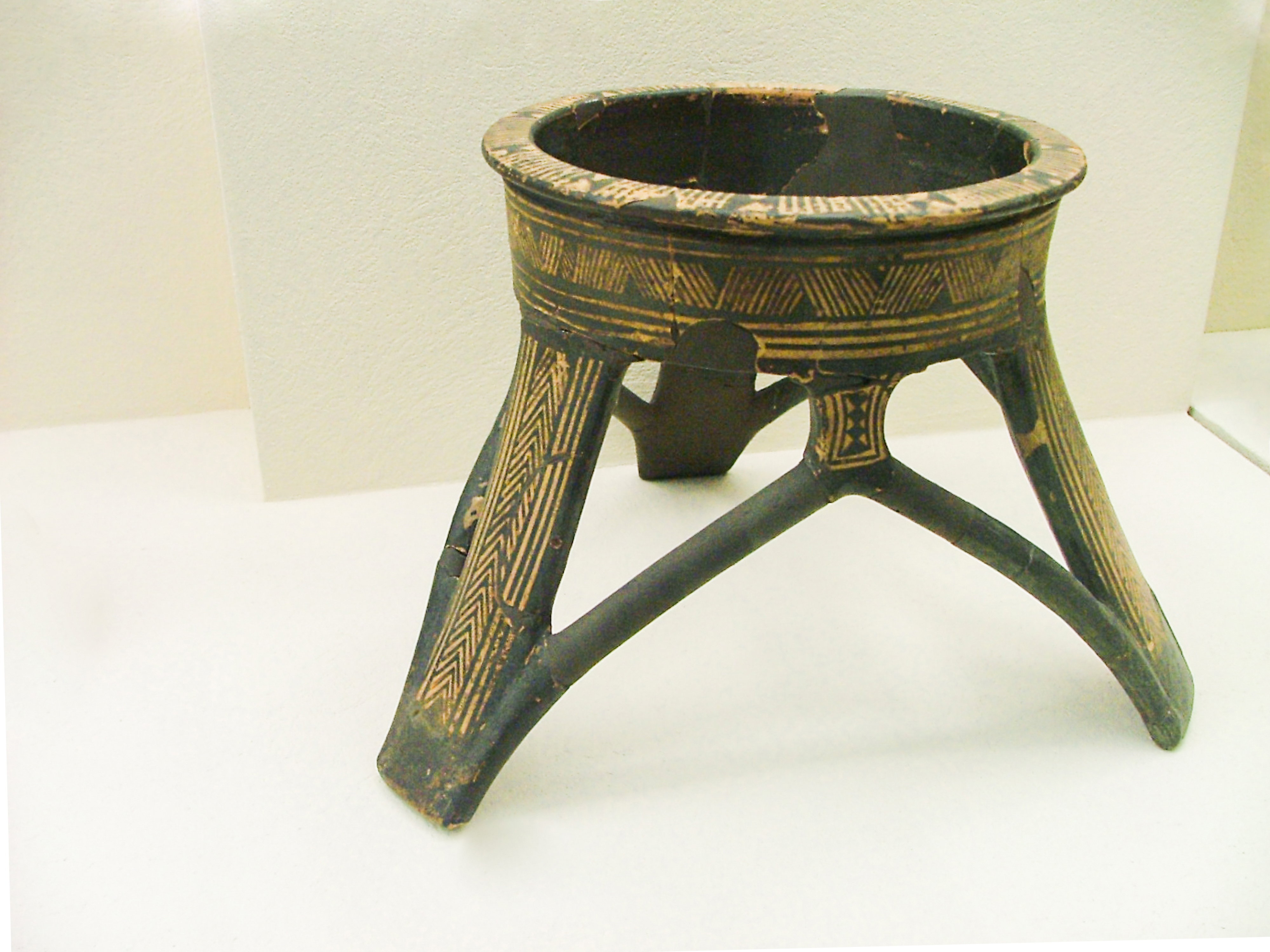
Tripode de style géométrique, Attique, v. 950-900. Musée archéologique du Céramique.
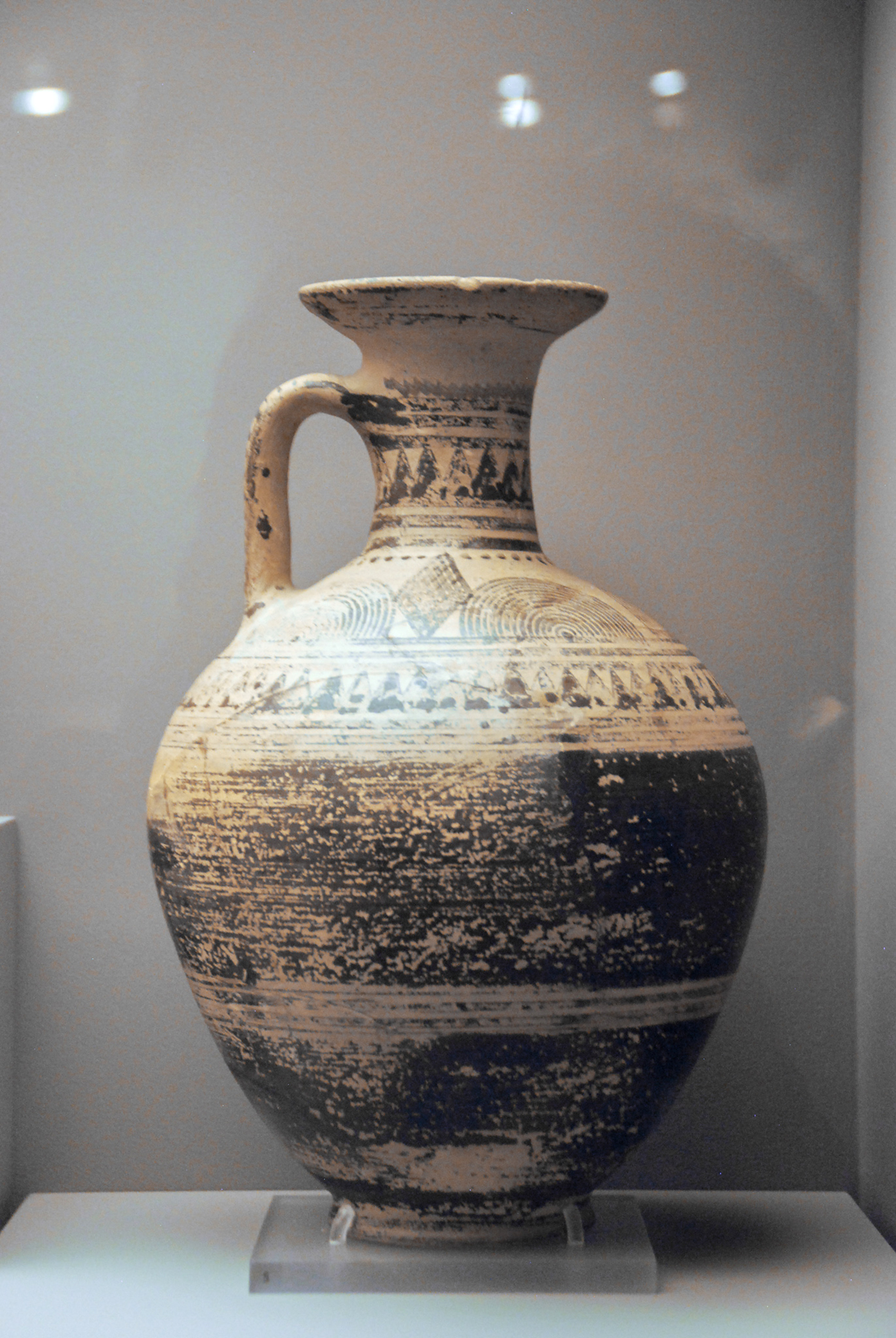
Lécythe protogéométrique. Musée d'Art cycladique.
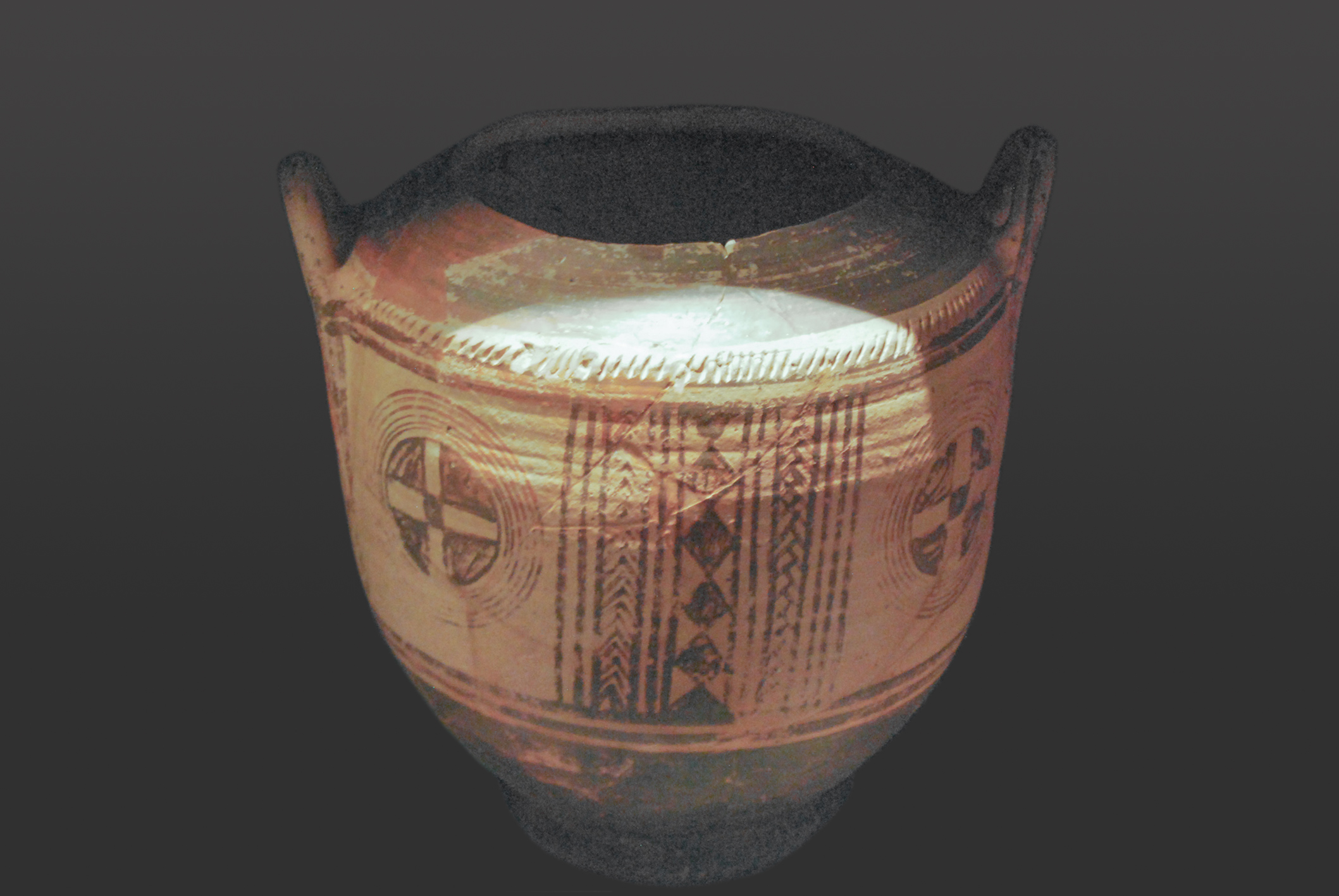
Pyxide de style eubéen, protogéométrique tardif (fin du Xe siècle av. J.-C.). Musée d'Art cycladique.

Le style géométrique, qui se démarque fortement du précédent malgré ce que pourrait indiquer leurs noms, se développe à partir de 900 av. J.-C., du moins en Attique, et s'étend en gros sur deux siècles. Ce type de céramique se retrouve dans des nécropoles et a essentiellement des usages funéraires : urnes recueillant les cendres d'un défunt, vases déposés dans la tombe en accompagnement du défunt voire, pour les plus grands modèles, un marqueur de l'emplacement d'une tombe (comme une stèle funéraire) ; dans la seconde moitié du VIIIe siècle av. J.-C. les productions destinées aux banquets aristocratiques (symposion) semblent se répandre. La première phase est le Géométrique ancien (v. 900-850 av. J.-C.) voit le développement de décors formés de motifs tels que le méandre, les chevrons, les damiers, couvrant une partie encore limitée du vase, qui comprend souvent de vastes zones peintes en noir, avec une organisation horizontale. Puis les zones décorées prennent de plus en plus de place durant le Géométrique moyen (v. 850-760 av. J.-C.), même si le principe de bandes horizontales organisant la composition générale est préservé. Les scènes figurées réapparaissent. Les ateliers attiques produisent de grandes amphores servant d'urnes funéraires et de marqueurs de tombes. Ils influencent les productions d'autres régions, notamment dans le nord du Péloponnèse, mais pas l'Eubée qui poursuit alors les traditions protogéométriques. La Crète du centre-nord, autour de Cnossos, développe alors un style dit « protogéométrique B », combinant des influences diverses, des styles protogéométrique, géométrique et orientaux. Le Géométrique récent (v. 760-700 av. J.-C.) voit la poursuite de ses tendances, et le développement de décors figurés, faits de figures stylisées, représentant des animaux et également des humains, dans des scènes guerrières et funéraires (exposition des corps, cortèges funèbres), donc le début de la figuration narrative dans l'art grec. Les vases attiques servant à marquer les tombes atteignent des dimensions importantes, jusqu'à 1,50 m de haut. On repère des styles liés à des ateliers et même des mains d'artistes, tels que le « Maître du Dipylon », du nom d'une porte athénienne de l'époque archaïque et classique, qui est alors une zone de nécropole et qui a livré plusieurs de ses chefs-d’œuvre. La poterie, aussi bien fine que commune, décorée ou pas, devient d'une meilleure qualité d'exécution dans tout le monde égéen durant cette période. L'influence des artistes d'Attique est alors visible dans plus de régions qu'auparavant, et vers la fin du VIIIe siècle av. J.-C. se décèle au-delà des spécificités locales un style dominant dans le monde égéen, pour la première fois depuis la fin de l'ère palatiale mycénienne,,.

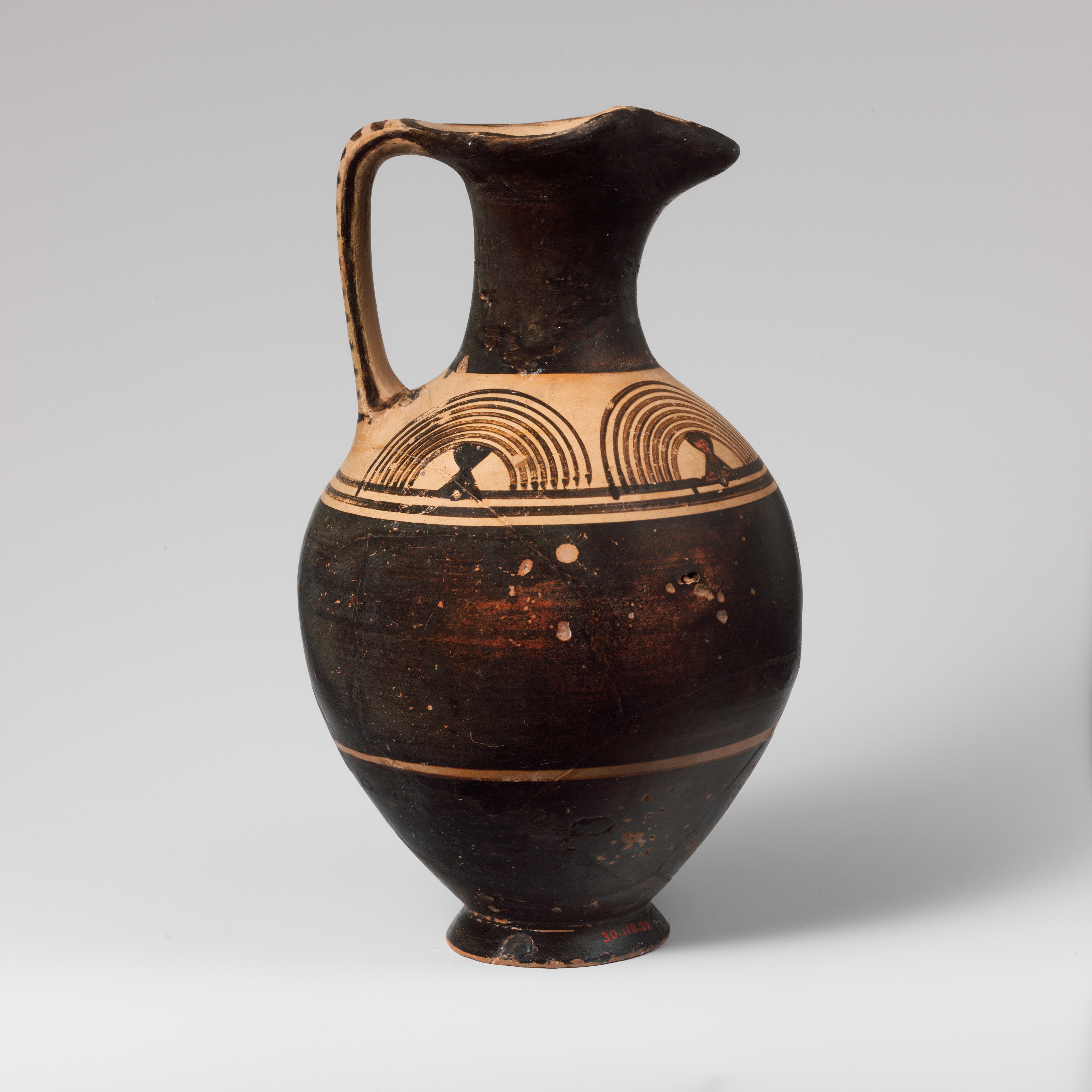
Cruche attique, vers 900, Géométrique ancien. Metropolitan Museum of Art.
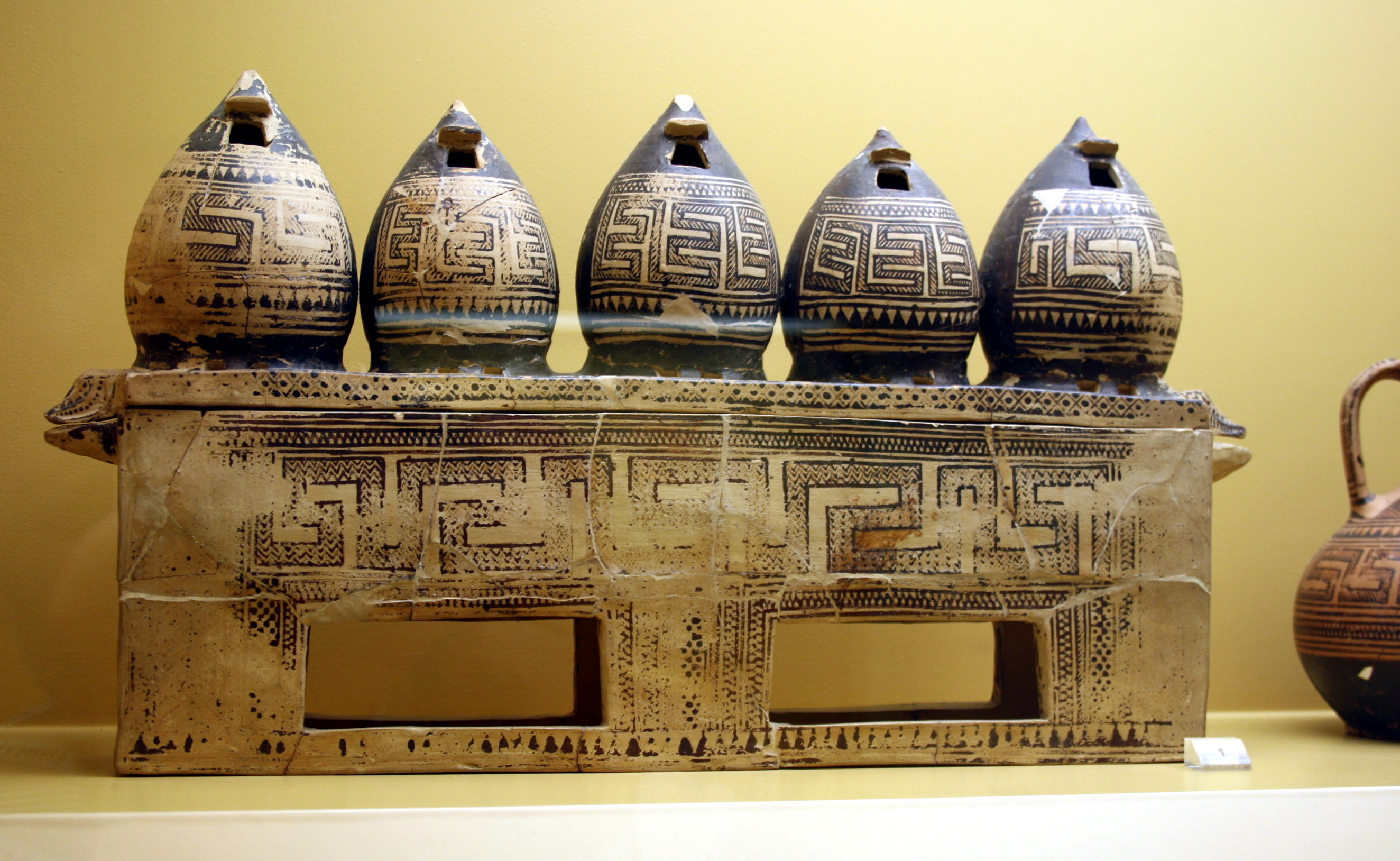
Maquette attique de greniers à céréales dans la tombe d'une femme (« Rich Lady »). Vers 850. Musée de l'Agora antique d'Athènes.
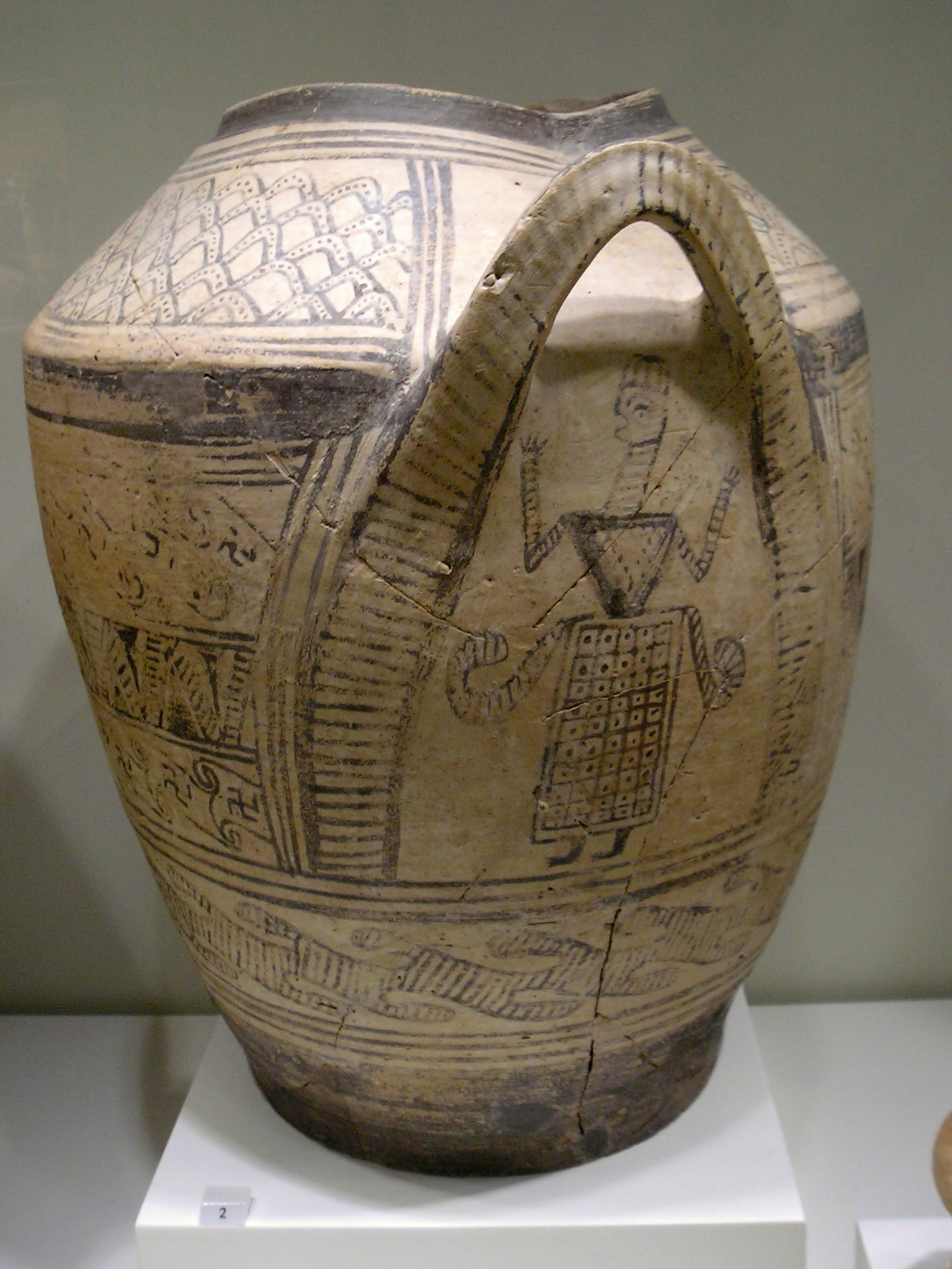
Pithos funéraire, v. 850-800. Protogéométrique B de Crête. Musée archéologique d'Héraklion.
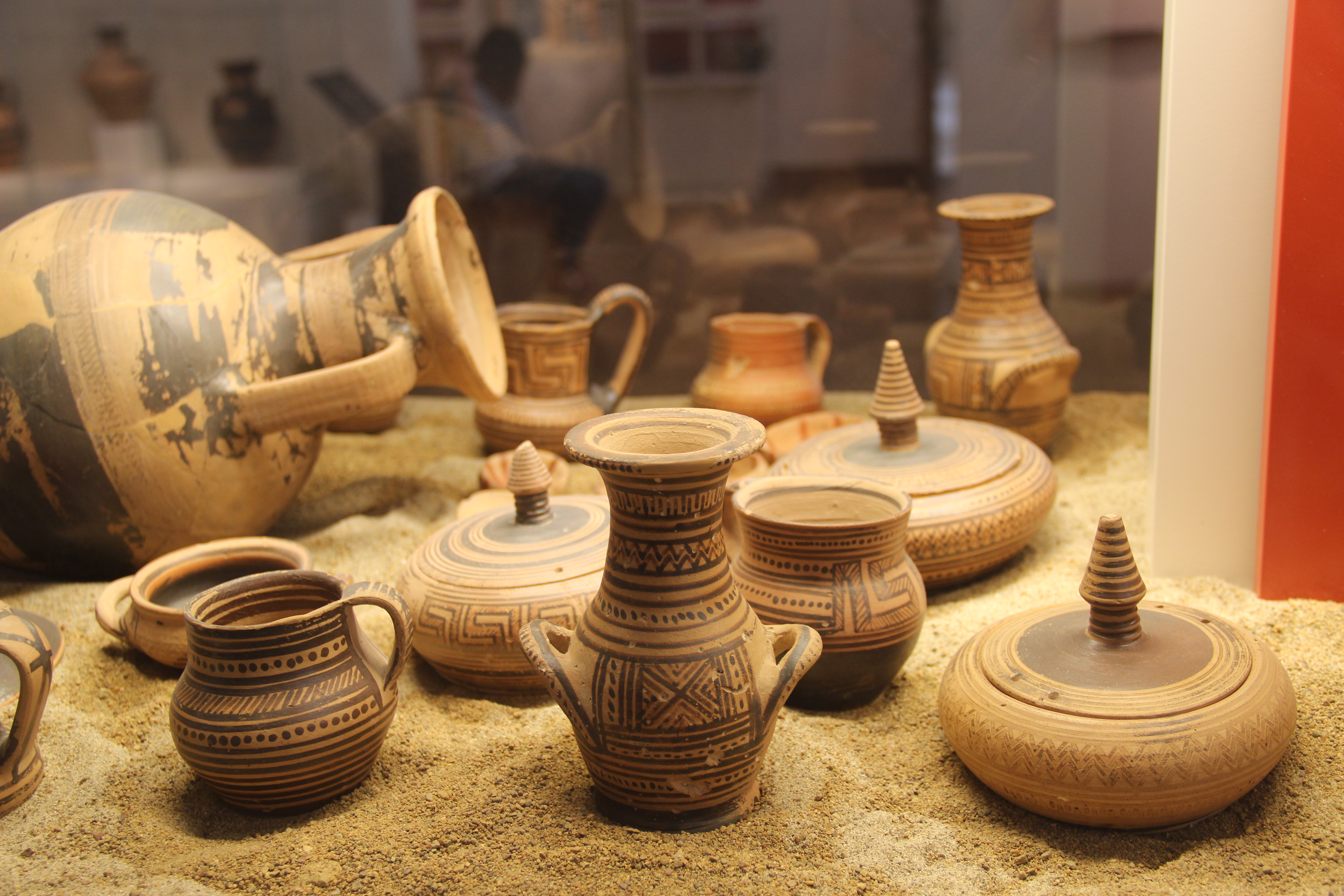
Poteries géométriques provenant d'Eleusis (« tombe d'Isis »), Géométrique moyen. Musée national archéologique d'Athènes.
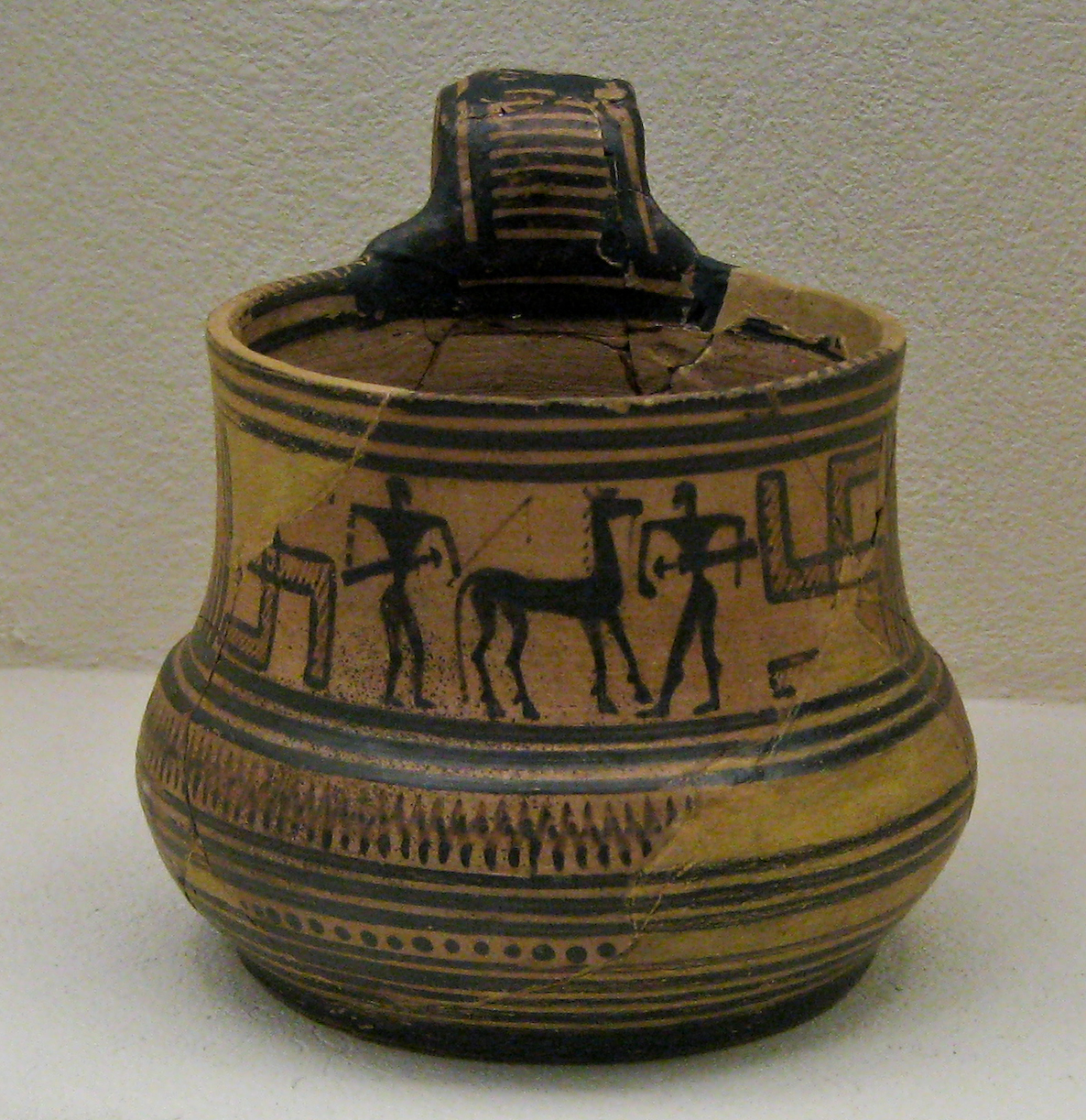
Œnochoé attique représentant deux guerriers et un cheval. Vers 800-775, Musée archéologique du Céramique.
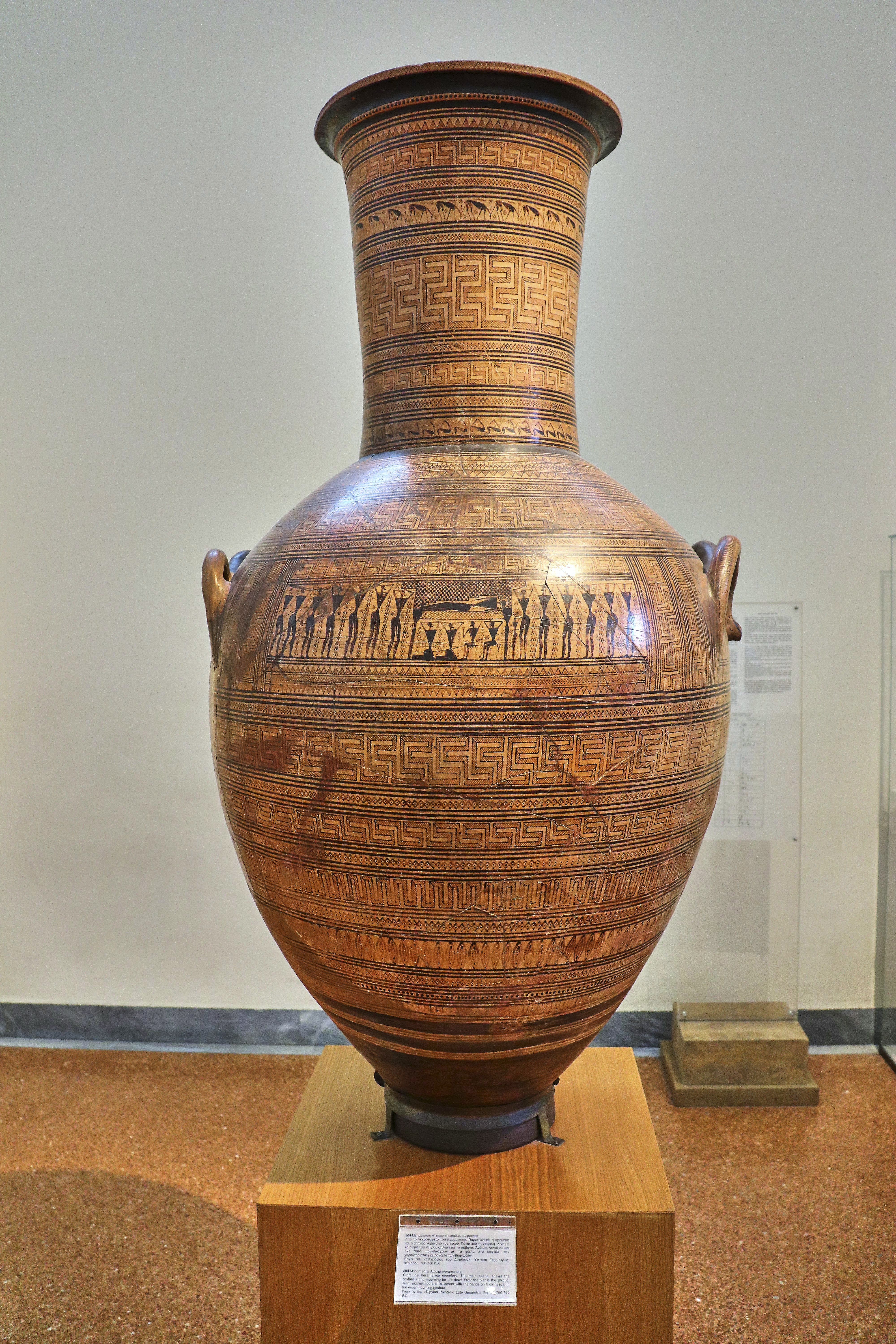
Amphore attique monumentale représentant une scène funéraire. Atelier du maître du Dipylon. Vers 760, Géométrique récent. Musée national archéologique d'Athènes.
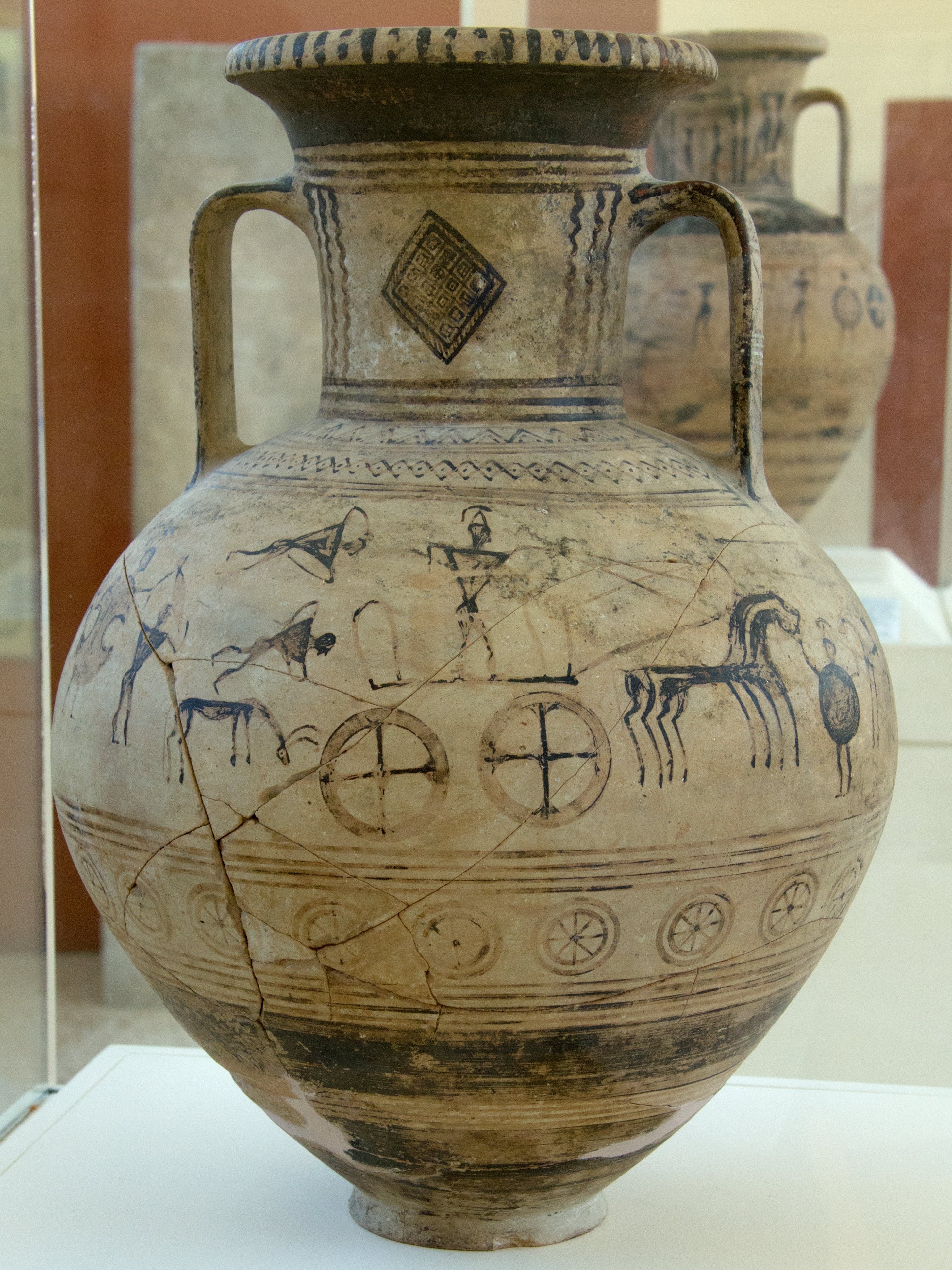
Amphore à la scène de bataille terrestre, VIIIe siècle. Musée archéologique de Paros.

### Traitements des morts

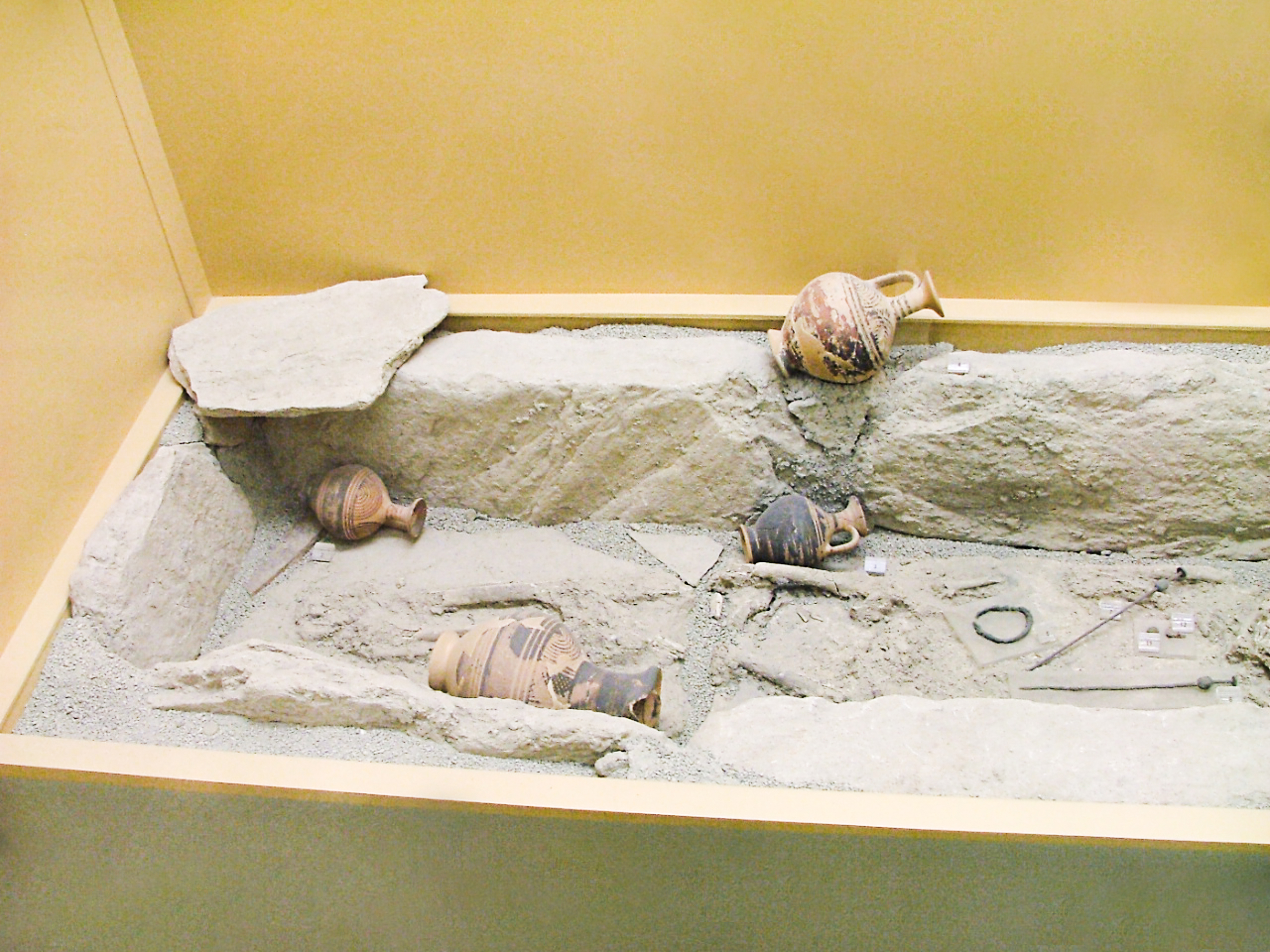
Tombe d'une jeune fille inhumée. Époque protogéométrique, vers 1000 av. J.-C. Musée de l'Agora antique d'Athènes.

Pendant longtemps les sépultures ont été interprétées comme un reflet fidèle de l'évolution des sociétés : plus il y a de tombes, plus la population est nombreuse, et inversement ; plus les tombes sont richement dotées en matériel funéraire, plus la société est riche, et inversement. Plusieurs travaux ont rebattu les cartes, dont des études fondamentales d'I. Morris et J. Whitley sur les évolutions des pratiques funéraires, avant tout celles du cimetière du Céramique d'Athènes. Ils ont modifié l'approche de cette documentation, d'abord par le constat qu'il y a manifestement des périodes durant lesquelles la majeure partie de la population n'est pas inhumée. Cela s'expliquerait par le fait que seule une élite aurait droit à ce privilège. De ce fait, une portion indéterminée et potentiellement importante des défunts des siècles obscurs peut échapper aux fouilles archéologiques. En particulier, les enfants sont très largement sous-représentés, alors qu'ils constituent normalement une portion très importante des défunts des sociétés pré-modernes et qu'il n'y a pas de raison que les siècles obscurs dérogent à cette règle. Finalement, cela signifie que les variations constatées dans le nombre d'inhumations dépendent plus des changements des pratiques de traitement des morts que des évolutions de la population. Ainsi, la seconde moitié du VIIIe siècle av. J.-C. verrait un élargissement du droit à la sépulture, et c'est cela qui expliquerait l'accroissement du nombre de tombes mise au jour, plutôt qu'une croissance démographique. Concernant le matériel funéraire, les explications sont là encore plutôt liées aux évolutions des pratiques funéraires : quand le droit à sépulture est limité à une élite, celle-ci n'a pas le besoin de les garnir d'offrandes remarquables pour affirmer son statut, puisque le seul fait d'avoir une sépulture suffit à se distinguer du reste de la population ; en revanche, quand le droit à l'inhumation s'élargit, le matériel funéraire devient pour les élites un moyen de distinguer leur sépulture, au sein d'un grand nombre de tombes, qui sont pour la plupart pauvrement fournies. Ces interprétations ont suscité des critiques, notamment sur le fait que le traitement de la majorité des défunts puisse échapper aux fouilles archéologiques sur certaines périodes, et qu'Athènes n'est pas forcément un cas représentatif de la période (qui est de toute manière caractérisée par une grande variété de pratiques funéraires). Mais la méthode d'analyse des sépultures en est sortie profondément bouleversée et les interprétations simplificatrices ont été mises de côté (ce qui vaut également pour l'interprétation ethnique des pratiques funéraires, qui voudraient que les modifications soient dues à l'arrivée d'un nouveau peuple),,.
Les pratiques de la période post-palatiale sont documentées par un plus grand nombre de sites, le plus important étant celui de Pérati en Attique. Elles poursuivent les traditions de l'âge du Bronze, avec des tombes collectives à chambre pour l'élite (cependant les tholoi se sont raréfiés), mais celles-ci sont plus petites et d'une qualité d'exécution moindre par rapport au passé. On observe néanmoins des abandons de cimetières, et une transition des pratiques en faveur de la crémation, avec des urnes placées dans des tombes à chambre. Celle-ci était déjà pratiquée durant l'âge du Bronze, mais elle était très minoritaire face aux inhumations des corps, et le XIIe siècle av. J.-C. voit son développement marqué. Il s'agit d'un mode de traitement des cadavres onéreux, car il demande beaucoup de bois, et spectaculaire, mettant particulièrement en scène le fait que les funérailles sont un rite de passage ; à Pérati la crémation semble plutôt pratiquée pour les hommes riches,. Puis à la fin de l'époque post-palatiale et durant l'époque submycénienne la tendance est au déclin des tombes collectives à chambre et à l'essor des tombes à ciste et à fosse individuelles, quoique les premières subsistent dans certaines parties de la Grèce, comme la Thessalie où on trouve des tombes collectives sous de petits tertres. Les causes de ces changements sont débattues,,. Les siècles suivants s'inscrivent dans la continuité de ces tendances, la crémation et les tombes individuelles s'étant répandues considérablement, mais de nombreuses variations dans les formes des tombes, le choix entre la crémation et l'inhumation, et l'arrangement des restes des défunts s'observent (cendres disposées dans une urne ou non, position des corps non incinérés), y compris sur un même site, comme le cimetière daté de l'époque submycénienne du Pompéion au Céramique. Les cimetières de Skoubris et Khaliotis à Lefkandi révèlent de leur côté une préférence pour les tombes à ciste, ceux de Cnossos les tombes creusées dans la roche. Le matériel funéraire consiste généralement en des vases, rarement plus de quatre, et des objets en métaux pour les plus riches (ornements, armes, objets importés du Proche-Orient parfois). D'une manière générale, les tombes des siècles obscurs sont simples et peu démonstratives, et les tombes féminines sont généralement mieux dotées que celles des hommes.
La sépulture la plus élaborée du Xe siècle av. J.-C. est celle mise au jour dans le bâtiment de Toumba à Lefkandi, qui comprend les cendres d'un homme disposées dans une amphore chypriote en bronze, aux côtés d'une femme inhumée en décubitus dorsal avec un riche matériel funéraire ; les restes de quatre chevaux sacrifiés lors des funérailles ont également été exhumés à proximité. Son caractère semble exceptionnel pour la période, en plein cœur des siècles obscurs, les personnes inhumées sont manifestement des chefs locaux, et la mise en scène élaborée de la sépulture, notamment son lien avec le bâtiment dans lequel elle se trouve, est peut-être lié à un culte qui a des aspects héroïques. Un cimetière de la même période se développe plus à l'est, sans doute en lien avec les deux tombes principales (des descendants de défunts principaux ?), avec plusieurs tombes au matériel funéraire riche pour cette époque. En l'état actuel des choses, aucune sépulture similaire n'a été mise au jour en Grèce pour les siècles obscurs, quoique certaines s'en approchent en Crète et à Chypre, ce qui pourrait alors nuancer son exceptionnalité,,,. Ainsi des tombes riches se trouvent aussi au cimetière nord de Cnossos, comprenant en particulier de nombreuses armes, ce qui semble être un marqueur social.

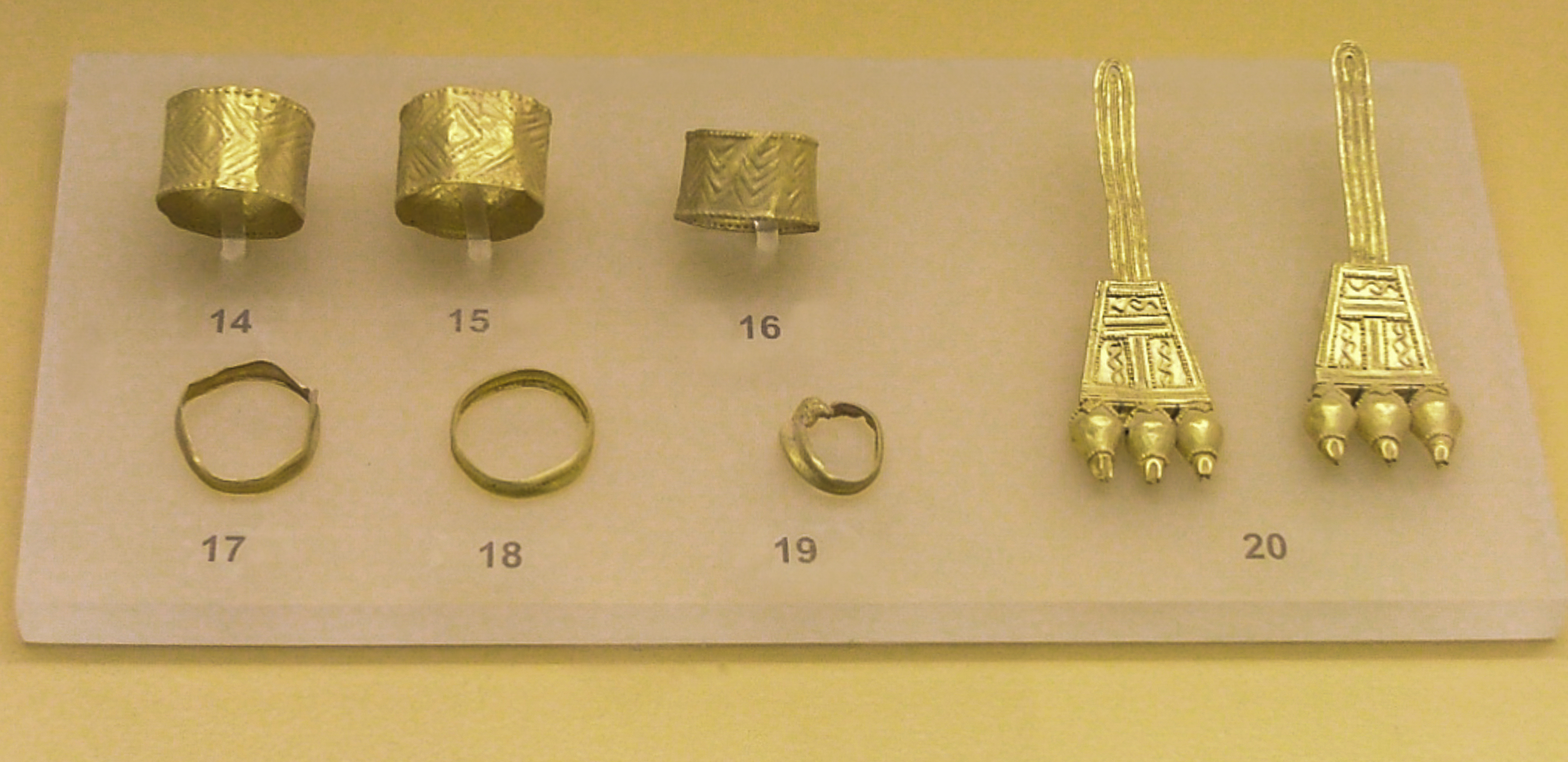
Bijoux mis au jour dans la tombe d'une femme riche (« Rich Lady ») à Athènes, seconde moitié du Musée de l'Agora antique d'Athènes.

Pour les IXe – VIIIe siècle av. J.-C., le nombre de tombes fouillées augmente, ce qui reflèterait non pas l'augmentation de la population qui a lieu à cette période, mais plutôt un enrichissement qui offre l'accès à une sépulture au plus grand nombre, ou un changement du droit à l'inhumation. Les formes des tombes évoluent peu, et les variations restent importantes. Il en va de même pour le matériel funéraire mis au jour dans les tombes. Les inhumations de guerriers avec des armes semblent devenir plus importantes au fil du temps. À Athènes les plus riches affichent leur richesse par du matériel funéraire prestigieux, comme des bandeaux en or, et les grands vases peints de style géométrique qui peuvent servir à marquer l'emplacement des sépultures. Des tombes plus élaborées, en pierre ou avec des tumuli, semblent aussi servir à distinguer les défunts des élites. Il a été proposé d'identifier en plusieurs endroits des portions de nécropoles occupées par un seul groupe de parenté (genos), notamment sur l’Aréopage d'Athènes là où se trouve une des tombes les mieux fournies en matériel funéraire du IXe siècle av. J.-C., dont l'occupante (incinérée) a été surnommée « Rich Lady ». Ces groupements de sépultures sont surtout attestés à partir du VIIIe siècle av. J.-C. Ces différents groupes se distinguent les uns des autres par leur matériel funéraire qui renvoient à divers aspects du mode de vie aristocratique.

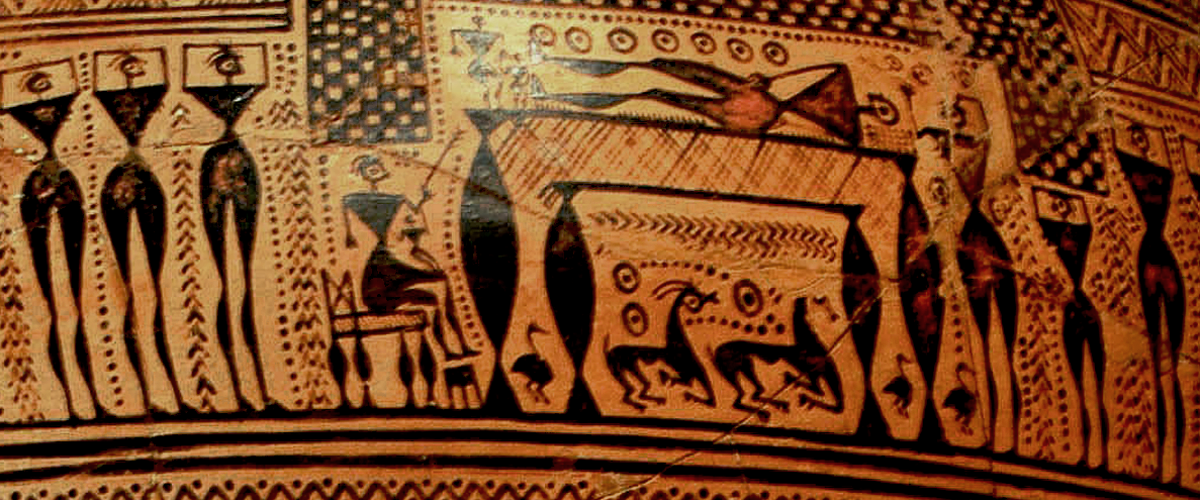
Scène d'exposition du corps d'un défunt, prothesis, Cratère Hischfeld, v. 750-735 av. J.-C. Musée national archéologique d'Athènes.

Les rites funéraires de la seconde partie du VIIIe siècle av. J.-C. peuvent être approchés grâce à la diversification de la documentation. Homère développe dans ses textes l'idée selon laquelle un mort doit recevoir des funérailles correctes afin d'aller dans l'au-delà, monde dont il a une vision plutôt lugubre. Les rites funéraires sont documentés dans un contexte guerrier, notamment avec ceux conduits par Achille à la mort de Patrocle qui ont un caractère spectaculaire affirmé. Ils se déroulent schématiquement ainsi : des lamentations marquent la phase de séparation des vivants et des morts, l'exposition du mort (prothesis) qui permet aux proches de rendre un dernier hommage au défunt, puis interviennent les funérailles à proprement parler, avec le cortège (ekphora) public, puis la crémation du corps sur un bûcher, parfois accompagnée de sacrifices, un banquet funéraire, voire des jeux funéraires. Dans plusieurs cas les cendres sont collectées dans une urne puis enterrées dans un autre endroit que celui où la crémation a eu lieu. Plusieurs vases géométriques représentent des scènes de funérailles, qui peuvent être interprétées à l'appui de ces textes : on y trouve des représentations de scènes d'exposition du cadavre du défunt entouré de sa famille en deuil (prothesis), et d'autres de transport du corps (ekphora) de personnages masculins vers le cimetière accompagné par un cortège de guerriers, donc apparemment une thématique héroïque. Ils ont des parallèles dans des peintures de l'époque mycénienne, ce qui plaide en faveur d'une certaine continuité des pratiques.

### Niveaux de vie et santé
L'analyse des restes humains mis au jour dans les nécropoles des siècles obscurs permet de se faire une idée des conditions de vie et de la santé des personnes ayant vécu à cette époque, et de tenter de les comparer à celles des personnes des périodes antérieures et postérieures afin de voir si les conditions de vie ont empiré ou pas durant ces siècles généralement présentés comme des temps durant lequel il faisait moins bon vivre que par le passé. Il est néanmoins impossible d'avoir des réponses assurées, car l'échantillon étudié reste limité au regard de l'ampleur de la période, d'autant plus que la majorité des squelettes étudiés l'ont été avant les années 1990, donc avec des moyens limités au regard des standards actuels. Ce qui ressort en l'état actuel des analyses est une baisse de l'espérance de vie, la majorité des adultes étant morts autour de quarante ans ou peu après, leur hygiène dentaire est moins bonne qu'aux périodes voisines, en revanche on observe relativement moins de cas d'anémie, d'hypoplasie de l'émail dentaire et d'arthrose vertébrale (parmi les carences et pathologies les plus aisées à repérer sur ce type de documentation) ; au regard de la stature physique, qui reflète dans une certaine mesure l'alimentation, les hommes semblent augmenter en taille, tandis que les femmes diminuent, ce qui indiquerait que les premiers sont mieux nourris que les secondes. Il faut de toute manière remarquer que l'indice de bien-être varie assez peu en Grèce entre 1500 et 300 av. J.-C., ce qui fait qu'il n'y a pas lieu de dresser de tableau catastrophique pour les gens des siècles obscurs par rapport aux autres périodes antiques : ils affichent certes une espérance de vie plus courte, mais cela ne veut pas dire qu'ils aient des conditions de vie significativement plus pénibles.
Pour ce qui concerne les autres aspects matériels pouvant fournir des indications sur les conditions de vie, les maisons semblent plus petites et moins bien fournies matériellement qu'aux périodes précédentes, quoi qu'en Crète le déclin semble se produire après 1600 et non après 1200 comme en Grèce continentale mycénienne. Là encore l'échantillon des siècles obscurs est limité, mais il semble que des progrès se produisent au VIIIe siècle av. J.-C., au moins pour une partie de la population et certaines régions. La situation est surtout négative en comparaison aux périodes suivantes, en particulier l'époque classique qui voit l'amélioration la plus marquée sur ce point.

### Agriculture et subsistance
Les conditions environnementales de la Grèce des siècles obscurs semblent en gros similaires à celles des périodes suivantes de la Grèce antique, donc également de la situation actuelle. Le climat méditerranéen marqué par des étés secs tel qu'il est connu de nos jours semble s'être établi durant l'âge du Bronze, surtout après le XIIIe siècle av. J.-C. Les Xe – IXe siècle av. J.-C. pourraient avoir été marqués par des conditions climatiques plus arides.
L'économie agricole de l'époque des siècles obscurs semble avoir correspondu en gros à ce que décrit Hésiode dans Les Travaux et les Jours, à savoir de petites exploitations pratiquant une agriculture mixte couplée à un élevage, entreposant ses surplus les bonnes années, en écoulant une partie au niveau local pour se procurer d'autres biens que ne pouvaient produire la maisonnée (oikos). Selon toute vraisemblance l'effondrement du système palatial mycénien a mis fin à des formes plus spécialisées d'agriculture et d'élevage. On retrouve donc une situation qui a prévalu durant les phases plus anciennes de l'âge du Bronze. A. Snodgrass a proposé qu'il y ait eu une évolution vers une économie plus pastorale, ce qui serait une réponse aux nouvelles conditions du temps, et pourrait expliquer pourquoi les paysans semblent rester moins longtemps sur un même site, la présence de nombreux animaux ayant tendance à épuiser rapidement un milieu. Cette proposition a cependant manqué d'arguments convaincants. Les animaux présents sur les sites sont majoritairement des moutons et des chèvres, plus adaptées à l'environnement méditerranéen que les bovins, en plus de gibier (notamment le cerf), et rien n'indique que la période voit une consommation accrue de viande par rapport à la précédente. Les cultures sont dominées par les céréales, complétées par des légumineuses et d'autres cultures de jardin et de verger, avec la vigne et l'olivier,.
La question de savoir si une forme d'agriculture différente se pratique dans les domaines tenus par les chefs des siècles obscurs a été posée. La possession de grands troupeaux serait pour eux un marqueur de richesse et de prestige, comme cela semble ressortir des textes homériques où l'organisation de sacrifices d'animaux fait partir de ce qui fait la position d'un chef. L'absence de sources documentant directement ce secteur de l'économie ne permet pas de déterminer si c'était le cas. Il paraît cependant plausible que les communautés aient dû d'une manière ou d'une autre produire des surplus agricoles afin de se procurer des biens auxquels elles n'avaient pas accès localement. Le sacrifice animal et la consommation collective de denrées alimentaires dans le cadre du culte semblent importants et doivent mobiliser une partie de la production agricole. Les palais mycéniens qui organisaient de façon centralisée les sacrifices ont disparu au tout début de la période, ce qui a entraîné une évolution de ces pratiques, qui dans le cadre des sanctuaires de plein air prennent plutôt un caractère communautaire, confortant les liens sociaux.

### Métallurgie

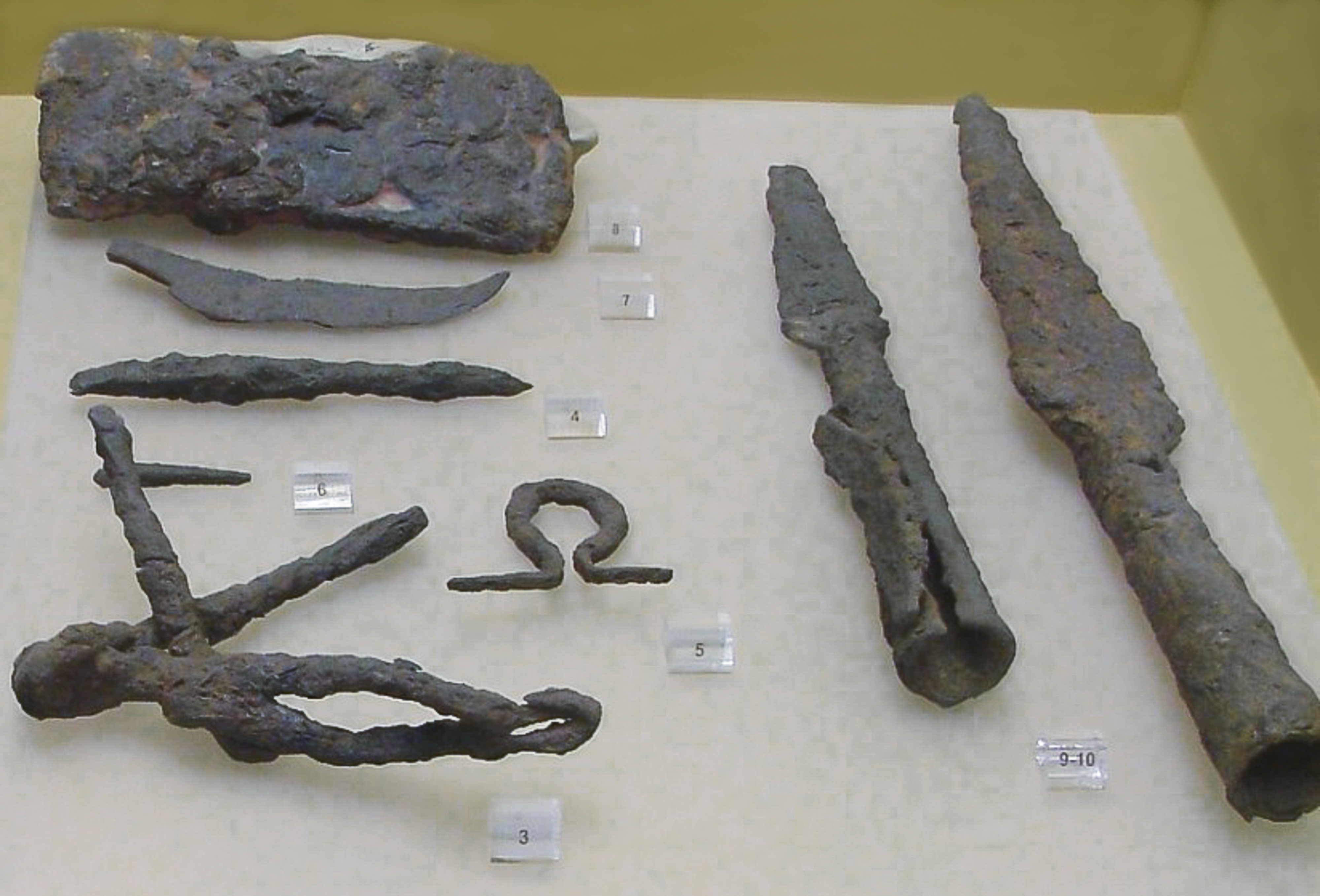
Objets en fer provenant d'une tombe athénienne, v. 900 av. J.-C. : mors de chevaux, fibules, pointes de lances, ciseau, couteau, lame de hache. Musée de l'Agora antique d'Athènes.

Du point de vue des âges des métaux, les siècles obscurs débutent au moment où on passe de l'âge du bronze à l'âge du fer. Mais dans les faits, si les objets en fer apparaissent bien à cette époque, la coupure n'est pas si nette, car le nouveau métal ne remplace pas l'ancien, les deux coexistant pendant toute la période et bien après.
Les objets en fer apparaissent sur les sites grecs au début des siècles obscurs, à partir du XIIe siècle av. J.-C., peut-être à partir de l'Anatolie ou de Chypre. Les couteaux sont les premiers objets en fer à apparaître à cette période. Puis durant les siècles suivants on trouve surtout des poignards, des couteaux, des pointes de lance, des épées, des parures telles que les fibules, qui semblent produites en grande quantité au Xe siècle av. J.-C. Vers la fin du IXe siècle av. J.-C. et au VIIIe siècle av. J.-C. une évolution se produit, aussi bien dans l'échelle de la production puisqu'un plus grand nombre de lieux de production est identifié, que dans sa diversité puisqu'on trouve plus d'objets servant à l'agriculture et à la construction (scies, haches, ciseaux).
Comment expliquer cette évolution ? Une explication matérialiste a été avancée : avec la fin des réseaux d'échanges à longue distance, la Grèce des siècles obscurs manque de cuivre et d'étain, surtout ce dernier qui vient de régions lointaines. Le fer étant plus accessible, on se serait tourné vers ce métal. Mais il s'avère que le bronze reste travaillé dans les ateliers grecs de la période. Puis on a plus insisté sur le rôle symbolique du fer, qui serait un métal prisé durant les âges obscurs. Mais il ne semble pas que la plupart des objets en fer datés de ces siècles soient des objets de prestige.
En fin de compte, même si l'apparition de ce métal constitue une rupture dans la culture matérielle, il ne faut pas exagérer le rôle du fer dans les sociétés des âges obscurs : ils deviennent certes courants dès le XIe siècle av. J.-C., mais ils ne supplantent pas le bronze dans le monde égéen avant le VIe siècle av. J.-C. Celui-ci conserve un rôle important dans l'armement, et il regagne même du terrain avec le temps dans certaines productions où le fer a pu le supplanter un temps, comme la production de fibules. Le bronze sert également pour la réalisation de vaisselle de luxe, notamment des chaudrons à anses et sur trépied, ainsi que des figurines qui ont généralement une finalité votive et se retrouvent en grande quantité sur des lieux de culte, en particulier Olympie.

### Structures politiques et sociales
La fin de l'époque palatiale mycénienne vers 1200 av. J.-C. se traduit par la fin de leurs structures politiques, ce qui se retrouve dans la documentation archéologique avec la fin des palais et des citadelles avec leur architecture monumentale, de l'administration produisant des documents écrits, associés à l'élite mycénienne. Plusieurs palais tels que Tyrinthe, Midea et Mycènes sont certes réoccupés directement après les destructions de cette époque. L'époque « post-palatiale » qu'est le XIIe siècle av. J.-C. dispose encore d'une élite en mesure d'assurer une forme de continuité par rapport à l'époque précédente, mais elle est clairement moins puissante que celle de l'époque antérieure. Les reconstructions ne sont que partielles et plus en mesure de restaurer l'ordre antérieur, comme cela se produisait après les épisodes de destructions localisées attestés à plusieurs reprises durant l'époque mycénienne. L'écriture est oubliée, car elle n'a plus l'utilité qu'elle avait par le passé pour l'administration des nouvelles entités politiques. La rupture est donc majeure, et la fin du système palatial mycénien peut bien être située au début de ce siècle, qui marque l'entrée dans les âges obscurs, où l'horizon politique s'est rétréci,.
La fin définitive de la civilisation mycénienne vers le tournant du XIe siècle av. J.-C. marque une nouvelle étape, après laquelle la présence d'entités politiques est bien plus difficile à repérer car les marqueurs traditionnels du pouvoir sont définitivement oubliés. Une architecture monumentale réémerge suivant de nouvelles bases à Lefkandi sur l'île d'Eubée au XIe siècle av. J.-C., avec la construction d'un édifice absidial dans lequel se trouve une sépulture de deux personnages, un homme et une femme, avec un matériel funéraire riche, qui sont en l'état actuel de la documentation parmi les éléments les plus importants pour la connaissance de l'élite des âges obscurs. Mais la courte durée de cette construction indique les limites de ce pouvoir. D'une manière générale les tombes de ce site et leur matériel funéraire semblent plutôt plaider en faveur de sociétés égalitaires, ou plus exactement des sociétés où les inégalités sociales sont peu prononcées, sans être pour autant absentes, que d'une hiérarchie prononcée. Les sépultures athéniennes témoignent d'un processus d'enrichissement de certains et de l'affirmation de distinctions sociales par le matériel funéraire (plus précisément les grands vases géométriques), dans la seconde moitié du IXe siècle av. J.-C. La présence de murs et d'une organisation planifiée dans l'Ancienne Smyrne à la même époque reflète également l'affirmation de groupes organisés. Les sites crétois de la même période présentent des éléments plaidant en faveur d'une même évolution. Les signes que les communautés sont de plus en plus organisées sont plus prononcés au tournant du VIIIe siècle av. J.-C., qui est marqué par une accélération des évolutions politiques et sociales. La question de savoir si les regroupements de défunts visibles dans des cimetières d'Athènes et d'Érétrie indique l'apparition du genos, groupe familial élargi (ou « clan ») qui a une place importante dans la société athénienne classique, est controversée,. D'une manière générale la question de savoir si les structures infra-civiques des périodes postérieures sont des survivances des époques pré-étatiques sur laquelle la cité se serait surimposée par la suite est discutée : les « tribus » (phylai) des cités archaïques et classiques ont pu être présentées comme cela, mais cela a également été remis en question.
Les textes homériques sont souvent invoqués en renfort de cette maigre documentation archéologique. Ils présentent des figures d'autorité, des sortes de rois ou du moins de roitelets, qui sont désignés par le terme basileus (pluriel basileis), qui à partir de l'époque classique est la manière plus courante de désigner un « roi » en grec. Ce mot se trouve déjà dans les textes mycéniens, sous la forme qa-si-re-u, où il désigne des chefs des communautés locales, dont le pouvoir émane manifestement de celles-ci, et qui sert de lien entre elles et le pouvoir des palais où résident les rois, appelés wanax (le terme subsiste de façon résiduelle chez Homère sous la forme anax). Le fait qu'Homère préfère le terme basileus pour parler des chefs dans ses épopées semble indiquer que ce mot s'est affirmé comme une manière privilégiée de désigner les chefs des communautés du monde grec au VIIIe siècle av. J.-C. Selon le scénario proposé par les historiens, cela résulte du fait qu'après la chute des palais mycéniens, leurs institutions centrales dirigées par le wanax et les « fonctionnaires » palatins ont disparu, alors que les basileis ont survécu et sont restés la seule figure d'autorité des communautés durant les âges obscurs, ce qui explique leur statut dans les textes homériques, qui reflèteraient bien la réalité politique de leur temps, du moins dans les grandes lignes,. Dans les textes homériques, ces basileis sont loin d'être des monarques absolus. Dans certains cas un seul personnage porte ce titre, et est alors le seul détenteur de l'autorité, mais dans d'autres cas il y a plusieurs basileis, qui exercent alors l'autorité de façon collective. Leurs décisions sont discutées et critiquées, et ils ont souvent du mal à les imposer. Le pouvoir d'une personne passe plutôt par son statut social, ses prouesses militaires, son charisme, son éloquence, pas par la détention d'une fonction de gouvernant. Ce sont avant tout des chefs guerriers, chargés de la protection de leurs sujets, ils ont aussi la fonction de juges, dirigent les cultes religieux, et sont à la tête des oikoi (singulier oikos), leurs maisonnées où évoluent leur famille et leurs dépendants, qui ont une activité principalement agricole. La question de savoir dans quelle mesure ces descriptions correspondent à une réalité est débattue ; ce type de personnage pourrait être avant tout présent dans les épopées parce qu'il se prête bien au récit que le poète souhaite développer et à ce que son auditoire apprécie d'entendre. Hésiode présente aussi des basileis dans Les Travaux et les Jours, où ils s'occupent notamment de gérer les litiges, de façon collégiale. Cet auteur fait de la richesse l'élément essentiel de l'exercice du pouvoir, plutôt que l'hérédité ou le statut, et donne d'une manière générale l'impression de décrire une société très peu stratifiée. Il ne s'agit quoi qu'il en soit pas d'une survivance de la royauté mycénienne, qui a disparu. On ne trouve pas par la suite de mentions de basileus ayant un statut similaire à celui que leur donne Homère, titre plutôt réservé à la royauté héréditaire et monarchique grecque telle qu'elle se développe en Macédoine et durant l'époque hellénistique.
Plutôt que de parler de « rois », plusieurs historiens préfèrent parler de « Big Men », « Grands hommes », terme repris de l'ethnologie où il désigne les chefs dans des sociétés sans écriture, notamment mélanésiennes. Ils paraissent plus correspondre à ces chefs des âges obscurs dont le pouvoir n'est pas vu comme suffisamment affirmé pour les distinguer nettement du reste de leurs subordonnés, comme c'est le cas dans les royautés. En effet, leur autorité repose (comme dans les épopées homériques) sur une affirmation permanente de leurs capacités militaires, de leur générosité calculée, leur capacité à prodiguer des fêtes et des dons à leurs proches, notamment à partir des produits des pillages, pour conforter leur position, qui peut rapidement être contestée. D'autres aspects comme le caractère héréditaire de leur fonction correspond moins à ce modèle. L'existence de ces chefs se retrouverait dans la documentation archéologique avec les plus grandes constructions (« Hérôon » de Lefkandi, Unité IV-1 de Nichoria, Bâtiment A de Kavousi Vronda). Le fait que la plupart d'entre elles n'ont pas une taille significativement plus grande que les autres habitations renvoie à la faible stratification sociale de l'époque. De plus, le fait que certains sites tels que Zagora, Nichoria, Koukounariès ou Emborio, ou l'hérôon de Lefkandi sembleraient avoir une durée de vie courte a pu être interprété comme le reflet du caractère précaire de la position de ces chefs. Cela reflèterait aussi mieux le caractère non étatique des entités politiques qu'ils dirigent, qui restent peu stratifiées socialement, les Big Men dirigeant des « chefferies », donc le stade politique précédant l'État selon l'approche néo-évolutionniste (ou celui qui lui succède quand il s'effondre),.
Le VIIIe siècle av. J.-C. est un siècle de grandes mutations politiques et sociales, généralement vu comme un temps d'apparition de l’État, ou plutôt de sa réapparition, mais sous une forme différente de celle de la monarchie palatiale de l'époque mycénienne, celle de la cité-État, polis, dirigée par un groupe d'hommes adultes, les citoyens. La question de savoir quand s'est produit le basculement des entités des âges obscurs à ces cités est très discutée, si tant est qu'un point de bascule existe, quoi qu'on soit tenté de voir derrière l'apparition de centres présentant des traits de plus en plus urbains l'émergence des poleis (ou du moins de « proto-poleis »). À tout le moins se produisent au cours du VIIIe siècle av. J.-C. des changements importants dans l'organisation des communautés, dont le degré varie selon les cas, qu'on choisisse d'y voir un processus d'émergence de la polis ou pas. Au regard de la documentation archéologique, même si on admet leur existence ces cités-États du VIIIe siècle av. J.-C. en seraient encore à un stade de développement embryonnaire, leurs traits matériels s'affirmant plus clairement durant les deux siècles suivants. Une forme de planification est visible dans certaines agglomérations, on commence à ériger des sanctuaires d'aspect monumental, éléments-clefs de l'identité des cités aux périodes suivantes et sans doute dès celle-ci, notamment en dehors des centres urbains, où ils servent à affirmer l'autonomie de la communauté qui les construit, et à baliser son territoire face aux voisins quand ils sont situés aux marges de celui-ci. Du côté des textes, il n'est pas assuré que les textes homériques renvoient à l'émergence de la cité-État comme cela a pu être avancé. Les mécaniques en jeu derrière ces évolutions sont également discutées et font l'objet de diverses reconstitutions. Par exemple dans le scénario proposé par I. Morris, les élites sociales cherchent à mettre la main sur de plus en plus de ressources alors que la société est en croissance démographique et économique, ce qui engendre une compétition accrue entre elles et aussi de plus fortes tensions avec les couches plus pauvres des hommes libres. Elles constituent donc des oligarchies assurant la position des élites tout en éloignant l'apparition de potentiels monarques, et réallouent les droits de propriété afin de contenter le reste des hommes libres, ce qui amorce un processus de mise en place de règles communes et d'attribution de droits politiques entre hommes libres, et l'apparition d'une citoyenneté à base terrienne.

### Insécurité, guerres et guerriers

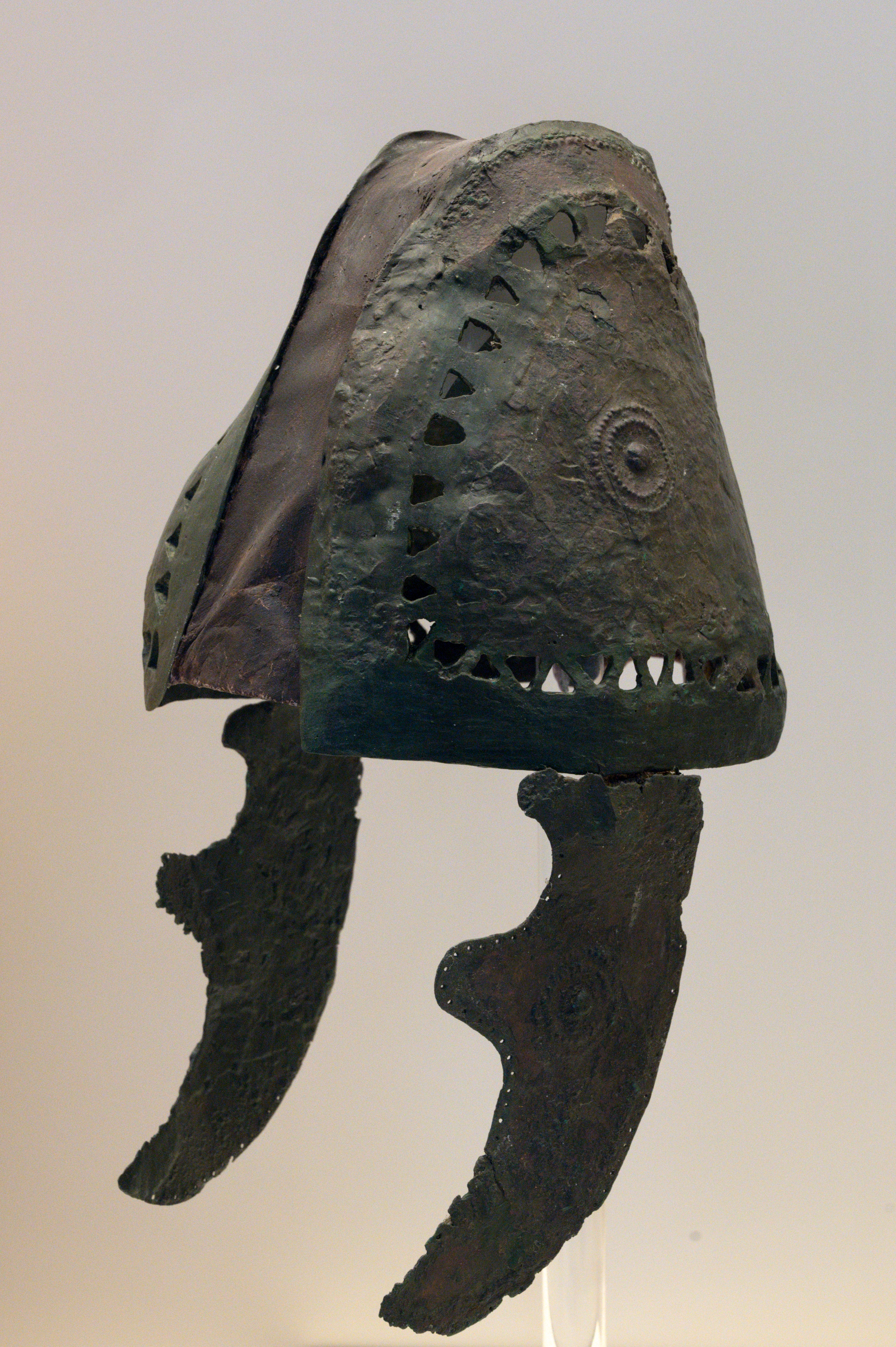
Casque en bronze provenant d'une tombe de Tirynthe, période sub-mycénienne, v. 1050-1025 av. J.-C. Musée archéologique de Nauplie.

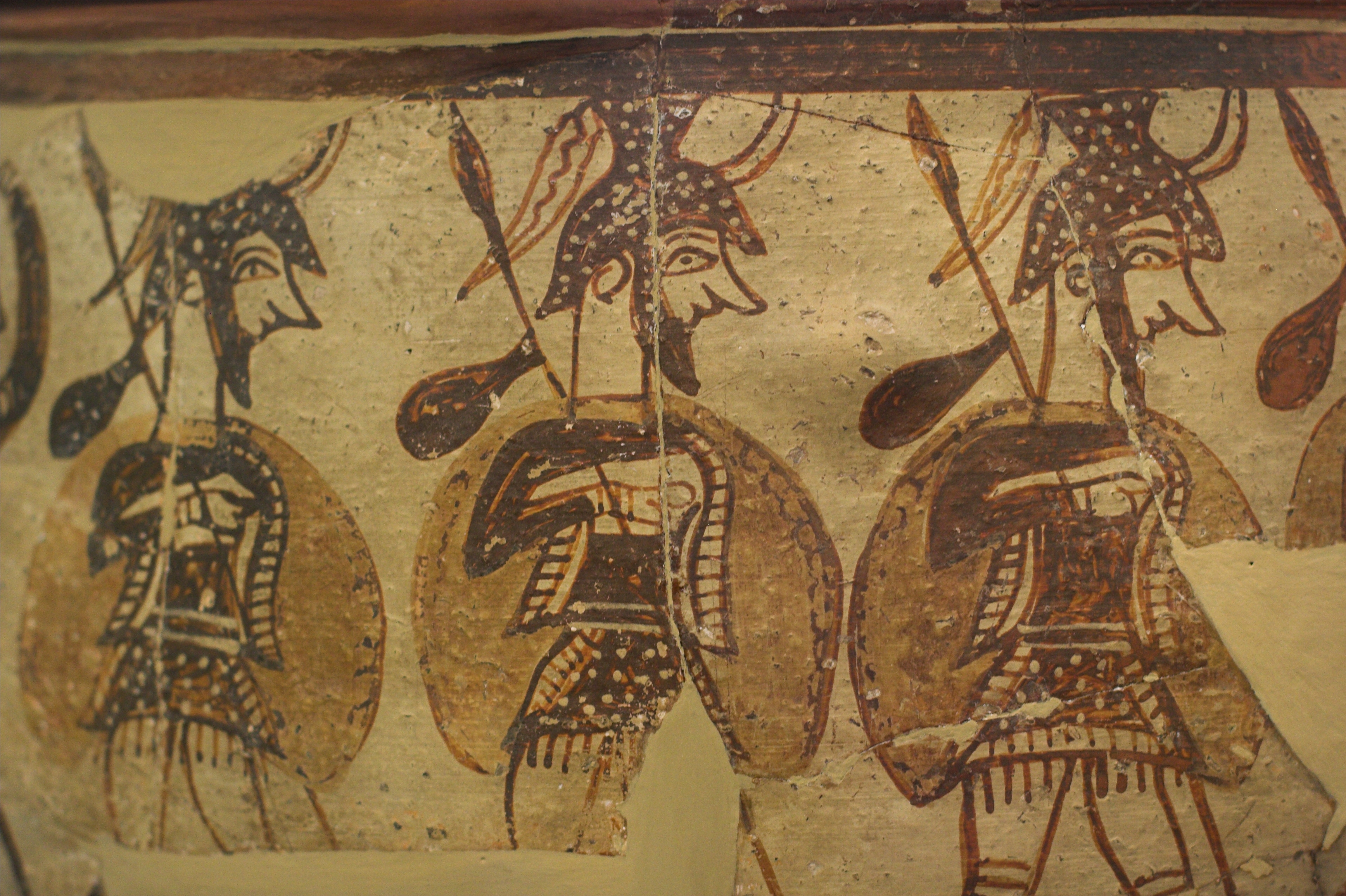
Détail du « vase aux Guerriers » provenant de Mycènes, : soldats vêtus de cuirasses et armés d'une lance et d'un bouclier. Musée national archéologique d'Athènes.

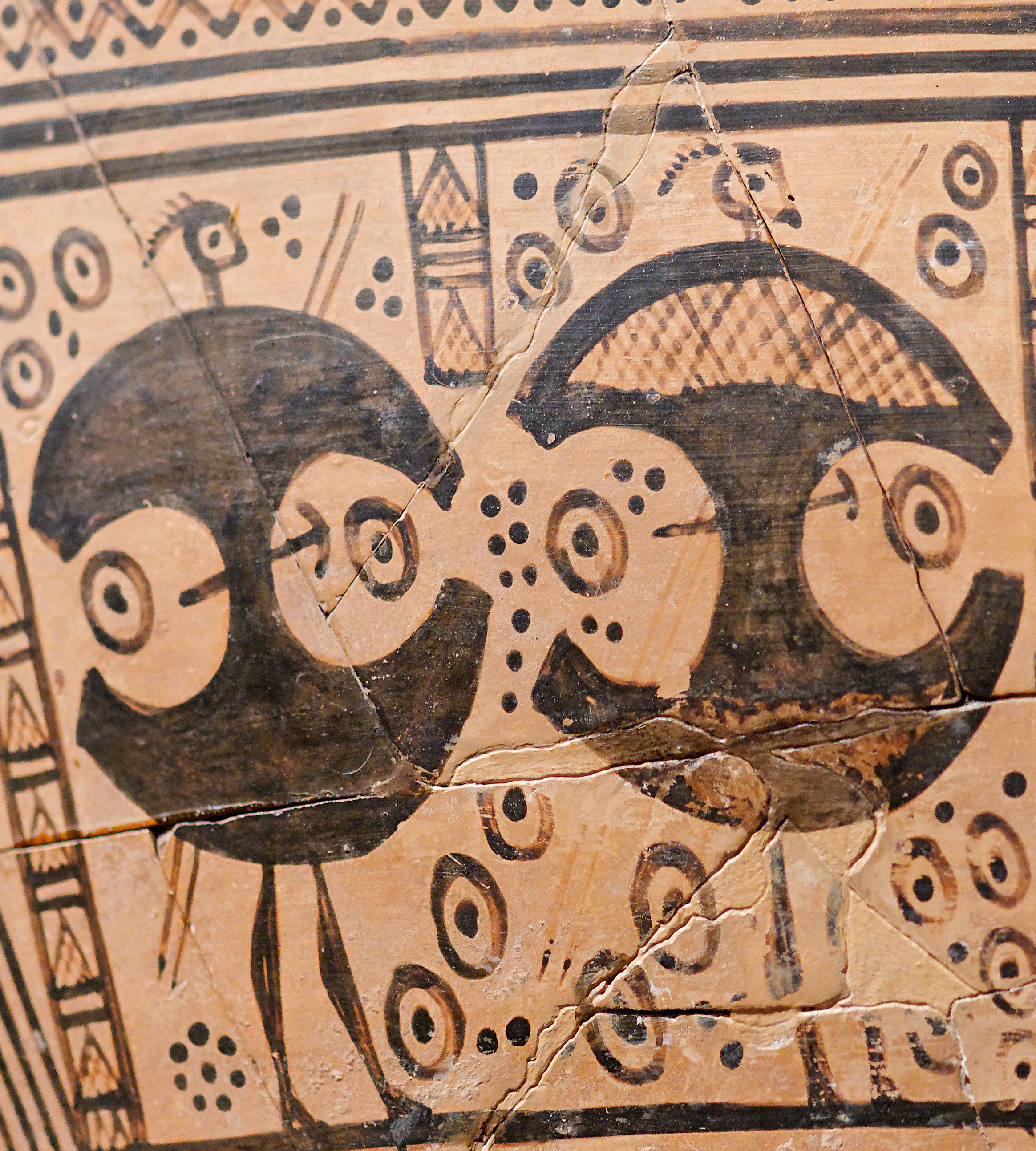
Cratère de style géométrique récent de l'atelier du Peintre de Hirschfeld (Athènes) figurant des fantassins portant un bouclier. Vers 750-735 av. J.-C. Metropolitan Museum of Art.

Les décennies qui marquent l'effondrement de la civilisation mycénienne, marquée par de nombreuses destructions de sites, donnent l'impression d'un temps d'insécurité. Les habitats « de refuge » qui apparaissent en Crète sur des sites en hauteur semblent renforcer cette impression. Il faut cependant reconnaître que les destructions et représentations guerrières étaient déjà courantes pour l'époque palatiale mycénienne, et qu'il reste assez compliqué d'estimer le degré de changement au regard des sources disponibles. En tout cas cette période voit les guerriers prendre le dessus avec la disparition des administrateurs des palais mycéniens, et ce groupe social est amené à exercer sa domination sur les communautés des siècles obscurs.
Cela ressortirait en particulier des « tombes de guerriers » mises au jour sur les cimetières de l'époque, à savoir des sépultures dans lesquelles le défunt est enterré avec des armes, généralement offensives. Encore une fois pour l'étude des sépultures, les interprétations qui viennent en premier à l'esprit doivent être nuancées et il n'est pas assuré qu'une personne enterrée avec des armes soit systématiquement un guerrier, de la même manière qu'une personne inhumée sans armes d'accompagnement peut avoir été un combattant. Quoi qu'il en soit il s'agit d'une très ancienne tradition remontant à l'âge du Bronze, qui avait cependant décliné durant l'ère palatiale mycénienne. Elle connaît un regain durant l'époque post-palatiale en Achaïe et en Crète orientale, puis aux siècles suivants on trouve des tombes avec des armes en fer en Crète à nouveau, mais plus en Achaïe, mais en Argolide, à Athènes, en Eubée, et dans les régions du nord. Au VIIIe siècle av. J.-C. ces tombes sont très courantes. Ce phénomène d'accroissement des dépôts funéraires d'armes est peut-être lié à l'essor de la crémation qui a lieu au même moment, la destruction des corps étant accompagnée par celle des objets, quoique l'association des deux soit loin d'être systématique. Certaines de ces tombes, avant tout celle de Toumba à Lefkandi, ont pu être assimilées à des tombes héroïques. Il est en tout cas couramment retenu à partir de ces tombes à armes que les chefs des siècles obscurs sont des guerriers.

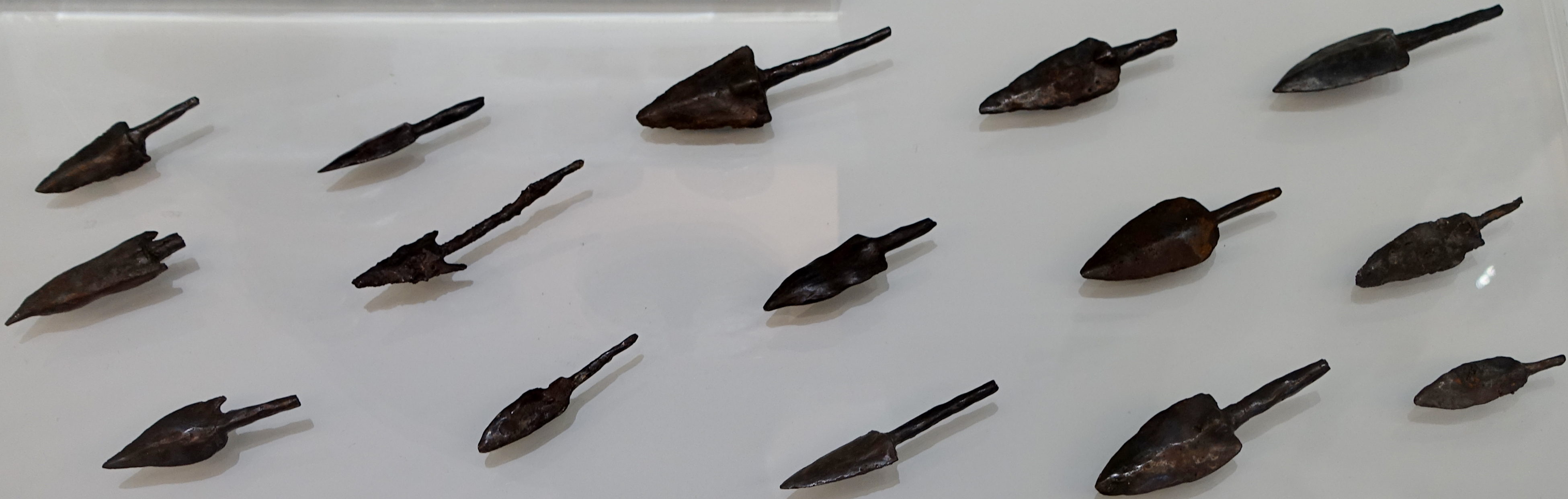
Pointes de flèches en fer, sanctuaire de Kato Symi, Musée archéologique d'Héraklion.

Les armes constituent une portion importante des objets en métaux mis au jour pour les siècles obscurs, ce qui renvoie sans doute à l'importance du statut du guerrier. Depuis la fin de l'époque mycénienne la tendance est à la fabrication d'armes sans ornements, même s'il s'en trouve encore des décorées durant la période post-palatiale. Les formes sont relativement homogènes, dérivant de modèles plus anciens. Se trouvent des épées allongées, en particulier sur le continent, tandis que la Crète semble les préférer courtes (ce qui indiquerait que les tactiques militaires sont différentes entre les deux régions), des têtes de lances ou javelots, parfois assez allongées, des têtes de flèches, en revanche il n'est pas assuré que les haches mises au jour dans les tombes de la période servent au combat. Il semblerait que l'armement défensif soit limité, consistant en des cuirasses en cuir et des boucliers légers. Cela est sans doute lié à un mode de combat reposant plutôt sur le mouvement avec des troupes en rangs peu serrés, alors que vers la fin de la période, en particulier au VIIIe siècle av. J.-C. l'équipement guerrier semble s'alourdir et se dote progressivement des éléments de la panoplie du hoplite de l'époque archaïque (corselet, jambières, casque, bouclier), ce qui indiquerait que les tactiques militaires évoluent vers des formes de combat plus serré nécessitant plus de protections comme il s'en trouve par la suite.
Les conflits se déroulent sans doute pour la plupart à l'échelle locale, sous la direction des chefs qui mobilisent les combattants à leur service, et éventuellement ceux de leurs alliés. Durant la seconde moitié du VIIIe siècle av. J.-C. les conflits semblent changer de dimension avec l'apparition d'entités politiques plus importantes, et de systèmes d'alliances plus vastes, impliquant parfois une métropole et ses fondations coloniales. Aucun texte de la période ne documente ces conflits, mais certains sont mentionnés par des auteurs postérieurs. Thucydide (I, 15) fait ainsi de la guerre lélantine qui oppose les cités eubéennes Chalcis et Érétrie le premier conflit de grande ampleur impliquant par le jeu des alliances des cités de tout le monde grec, alors que son origine est une rivalité locale pour la possession d'un territoire frontalier, la plaine lélantine. Elle se serait déroulée autour de 700 av. J.-C., et il faudrait peut-être voir sa trace dans la destruction de bâtiments sur le site de Lefkandi, qui se situe dans la plaine contestée. Mais comme souvent il est difficile de faire correspondre des textes tardifs aux trouvailles archéologiques. D'autres conflits évoqués par des textes sont ceux ayant lieu dans le Péloponnèse, la première guerre de Messénie qui voit Sparte entamer son processus d'expansion territoriale, et le conflit débouchant sur la prise et la destruction d'Asinè par Argos.

### Cultes
En l'état actuel des connaissances, il n'y a pas d'indication assurée que les Minoens et les Mycéniens aient eu des temples, des constructions spécifiques destinées à la vénération des dieux. Ils semblent plutôt avoir accomplis leurs rituels sur des sites naturels, de plein air ou dans des grottes, ou dans des pièces de leurs palais, dont la fonction cérémonielle ne saurait être négligée. Leurs actes de culte se voient surtout dans les figurines qui sont vues comme des offrandes aux divinités, et les enregistrements d'offrandes qui apparaissent dans les tablettes en linéaire B. Bien qu'il n'y en ait pas d'indication claire, il est probable qu'ils pratiquent le sacrifice sanglant d'animaux. Durant l'époque post-palatiale, les continuités dans les lieux de culte sont surtout visibles en Crète, sur des sites de plein air (Mont Juktas, Kato Symi), des grottes (Patsos), des sites minoens où des structures cultuelles anciennes sont encore en usage (Ayia Irini) et des pièces de résidences de certains sites, notamment celles disposant de banquettes (Halameslos, Kavousi Vronda). Sur le continent les éléments de continuité sont moins visibles, par exemple des sortes de chapelles à Tyrinthe, les cultes devant surtout se dérouler sur des sites de plein air disposant d'aménagements limités. Les figurines constituent encore la principale documentation sur les offrandes, et les continuités avec l'âge du Bronze sont évidentes sur ce point.
Les ruptures se font plus évidentes au début de l'âge du Fer. La période sub-mycénienne voit la quasi-disparition des figurines votives dans le monde égéen, à l'exception de la Crète, tandis les sites rituels post-mycéniens du continent disparaissent, de même qu'un certain nombre de ceux de Crète, d'autres subsistant mais avec une activité rituelle apparemment très limitée. La plupart des lieux de culte sont alors à ciel ouvert, et font au mieux l'objet d'aménagements paysagers, comme à Kalopodi (Locride) où une terrasse est aménagée vers le milieu du Xe siècle av. J.-C., pour accueillir l'assemblée participant aux rituels collectifs les plus importants. Il est également généralement admis que les « maisons de chefs » telles que celles de Nichoria servant aussi de lieux de rituels, les chefs accomplissant probablement les rituels majeurs,,. Les traces de l'activité cultuelle consiste surtout en poteries servant aux repas, associées à des cendres et des restes animaux, ce qui indiquerait la tenue de repas collectifs, parfois dans des lieux à l'écart d'agglomérations, qui pourraient servir de lieux de rencontre entre plusieurs communautés. Apparaissent alors plusieurs des futurs lieux de culte majeurs du monde grec antique : Olympie, Isthme de Corinthe, Brauron et le Mont Hymette en Attique, Amyclées en Laconie, Tégée en Arcadie, Samos, etc. Les nouveaux cultes s'implantent dans des lieux de types divers, que ce soit au sein des habitats, en marge de ceux-ci, ou plus loin dans des lieux isolés. Quelques bâtiments rituels sont attestés en dehors de l'ancien espace mycénien : un bâtiment du Cap Poseidi en Chalcidique, le Mégaron B de Thermon en Étolie. Néanmoins certains tempèrent cette impression de renouvellement profond des cultes en soulignant qu'il semble qu'en plusieurs endroits il y ait des continuités entre l'âge du Bronze et l'âge du Fer, ce qui concerne surtout les sites de plein air au paysage singulier, comme Delphes. La fin du Xe siècle av. J.-C. et le IXe siècle av. J.-C. voient s'opérer des changements dans l'activité cultuelle, avec l'accroissement de la quantité d'offrandes, notamment les objets en métaux tels que les tripodes retrouvés à Olympie, et de nouveau sites semblent concernés, ce qui pourrait plaider en faveur de la diffusion de la pratique des rites communautaires impliquant banquets et offrandes, qui sont également par endroits de plus en plus dispendieuses,.

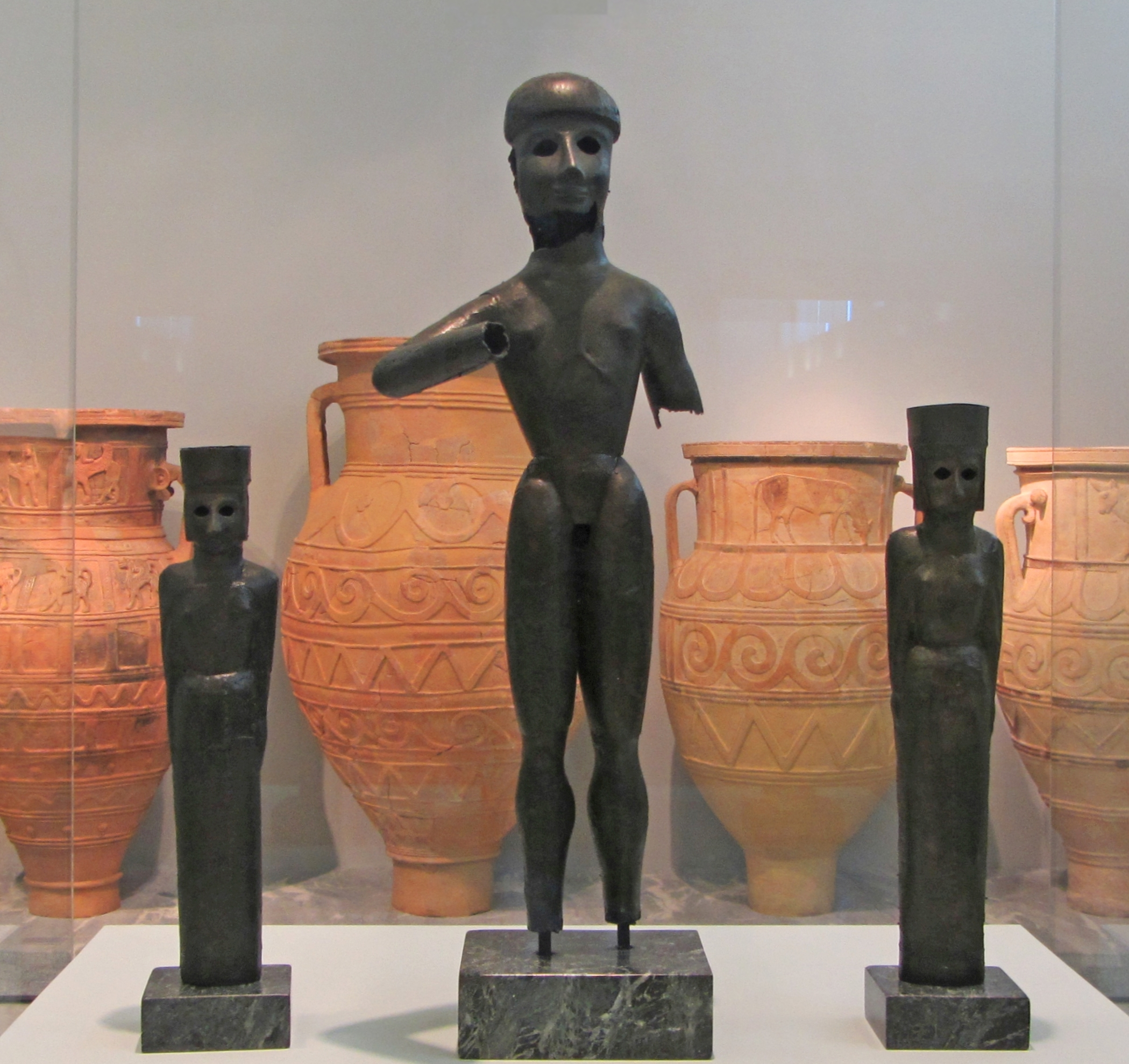
« Triade de Dréros », statuettes de culte en bronze mises au jour dans le temple d'Apollon de Dréros. Fin Musée archéologique d'Héraklion.

Quels dieux vénéraient les Grecs des âges obscurs ? En l'absence de textes, et quasi-absence de représentations de divinités, il est impossible de savoir avec certitude. Homère et Hésiode, qui présentent la situation à la fin de la période, mettent en scène les principales divinités de la Grèce antique, dont la généalogie et l'organisation sont alors bien établies. Les tablettes mycéniennes donnent une idée du monde divin existant avant le début des âges obscurs, qui comprend plusieurs des principales divinités des époques historiques (Zeus, Poséidon, Héra, Dionysos, Artémis, Athéna, Hermès, etc.), mais pas d'autres (Apollon, Aphrodite, Héphaïstos, Déméter, quoique la présence de certains soit parfois débattue). Y apparaissent également des divinités qui ne sont plus attestées dans les panthéons postérieurs, en particulier le groupe des « Dames » ou « Maîtresses », Potnia, qui occupent une place majeure dans les cultes mycéniens. Partant de ce constat, deux postures s'opposent : certains considèrent que le seul fait que les noms des principales divinités soient préservées permet de se prononcer en faveur d'une continuité de la religion, et mettent en avant des éléments des cultes mycéniens qui semblent préservés par la suite ; d'autres estiment en revanche que la transmission de noms ne veut pas dire que les dieux aient les mêmes fonctions, et que le fait que les lieux de culte aient pour la plupart connu un renouvellement durant les âges obscurs, en particulier après 1000 av. J.-C., que du reste la permanence d'un culte sur un même lieu ne veut pas dire qu'on y vénère les mêmes divinités, et sous les mêmes formes, et que le contexte social et politique ait été profondément bouleversé, font plutôt trancher en faveur d'une rupture profonde. Le fait que la religion mycénienne reste mal connue empêche d'avoir une vision plus claire de la situation, mais les spécialistes penchent plutôt en faveur de l'idée de rupture,,. Les facteurs d'évolution de la religion sont généralement mis sur le compte des changements politiques et sociaux. Il a été avancé que des influences extérieures, notamment orientales, aient pu jouer, notamment concernant les divinités qui semblent apparaître durant les âges obscurs : c'est plausible concernant Aphrodite, qui présente de nombreux aspects plaidant pour une origine proche-orientale et/ou chypriote, en revanche moins pour Apollon. D'une manière générale, même si des influences anatoliennes, proche-orientales voire mésopotamiennes transparaissent dans les textes d'Homère et d'Hésiode (voir plus bas), il n'y a pas d'indication qu'elles aient particulièrement affecté l'organisation du monde divin de Grèce ou celle des cultes. Les divinités grecques telles qu'elles se présentent aux époques archaïque et classique sont de toute manière manifestement le fruit d'origines diverses, et sont vénérées sous différents aspects, notamment locaux. C'est une situation que les récits homériques et hésiodiques simplifient, tout en contribuant à leur forger une personnalité qu'ils popularisent auprès de leurs auditeurs/lecteurs, et une stature panhellénique. Cette dernière leur est également conférée par l'émergence des lieux de culte recevant des visiteurs et des offrandes de tout le monde grec.
Le VIIIe siècle av. J.-C. voit s'accomplir plusieurs changements déterminants dans l'émergence de la religion grecque antique. C'est à partir de cette époque que la présence d'autels se repère sans ambiguïté. Rien n'indique que pour les périodes précédentes ils soient un élément indispensable du culte. Bien que des espaces investis de sacralité existent manifestement comme vu plus haut, les lieux d'accomplissement des rites religieux, avant tout le sacrifice animal, semblent indéterminés, comme l'indique le fait que les compagnons de Télémaque puissent sacrifier sur une plage dans l’Odyssée (III.5-6). En revanche l'autel et la délimitation d'un espace sacré (téménos) sont indispensables au culte à l'époque archaïque, et cela semble se constituer autour du VIIIe siècle av. J.-C., voire un peu avant. Certains sanctuaires se dotent également à partir de cette période de constructions en dur qui peuvent être désignées comme des temples. Certains de ces temples atteignent de grandes dimensions, comme ceux de cent pieds (hécatompédon) de Samos et d'Érétrie, ou encore celui d'Éphèse, le plus ancien connu à être dotés des colonnades interne et externe caractéristiques des temples grecs antiques. Ailleurs on construit de plus petites structures cultuelles (Érétrie, Pérachora), et la majorité des sanctuaires se passe de temples, comme cela devait du reste être le cas durant les époques archaïque et classique, puisque cet édifice n'est jamais indispensable à l'exercice du culte dans le monde grec à la différence de l'autel et du téménos,. L'apparition de temples pose la question de celle des statues de culte, puisque la fonction principale de cet édifice est d'en abriter une. Les âges obscurs semblent s'être passés de ce type de statues. Pour le VIIIe siècle av. J.-C., la situation évolue : une base de statue cultuelle semble avoir été mise au jour à Samos, des fragments d'ornements d'une statue rappelant ceux d'Artémis aux périodes postérieures à Éphèse, et un groupe de trois statues de culte en bronze datant des alentours de 700 a été mis au jour à Dréros en Crète, dans un temple dédié à Apollon par la suite. L’Iliade mentionne également de telles images cultuelles.
L'essor des cultes se repère aussi par le plus grand nombre d'offrandes mises au jour dans les sanctuaires du VIIIe siècle av. J.-C. par rapport aux siècles précédents. Il s'agit généralement d'objets de facture locale, mais certains sites comprennent des objets venant de régions voisines, ce qui indique un élargissement de leur influence, voire de pays plus lointains comme la Phénicie ou l'Italie, voués par des donateurs qui ont des contacts avec ces régions. Olympie est peu concernée par ces offrandes exotiques, en revanche il s'y trouve de nombreux objets en métal, notamment plus de 1 400 figurines du VIIIe siècle av. J.-C. (contre 160 pour le précédent), qui sont pour beaucoup produites localement, peut-être par des artisans itinérants, et aussi des tripodes, qui semblent produits ailleurs. La croissance spectaculaire des offrandes sur ce site semble devoir être liée à l'apparition de ses festivités et de leurs concours athlétiques, dont la tradition postérieure situe le début en 776 av. J.-C. Il y a en tout cas peu de doutes que des concours accompagnent les principales cérémonies religieuses de la fin des âges obscurs, des jeux funéraires étant évoqués dans plusieurs passages de l’Iliade, en particulier à la mort de Patrocle,.

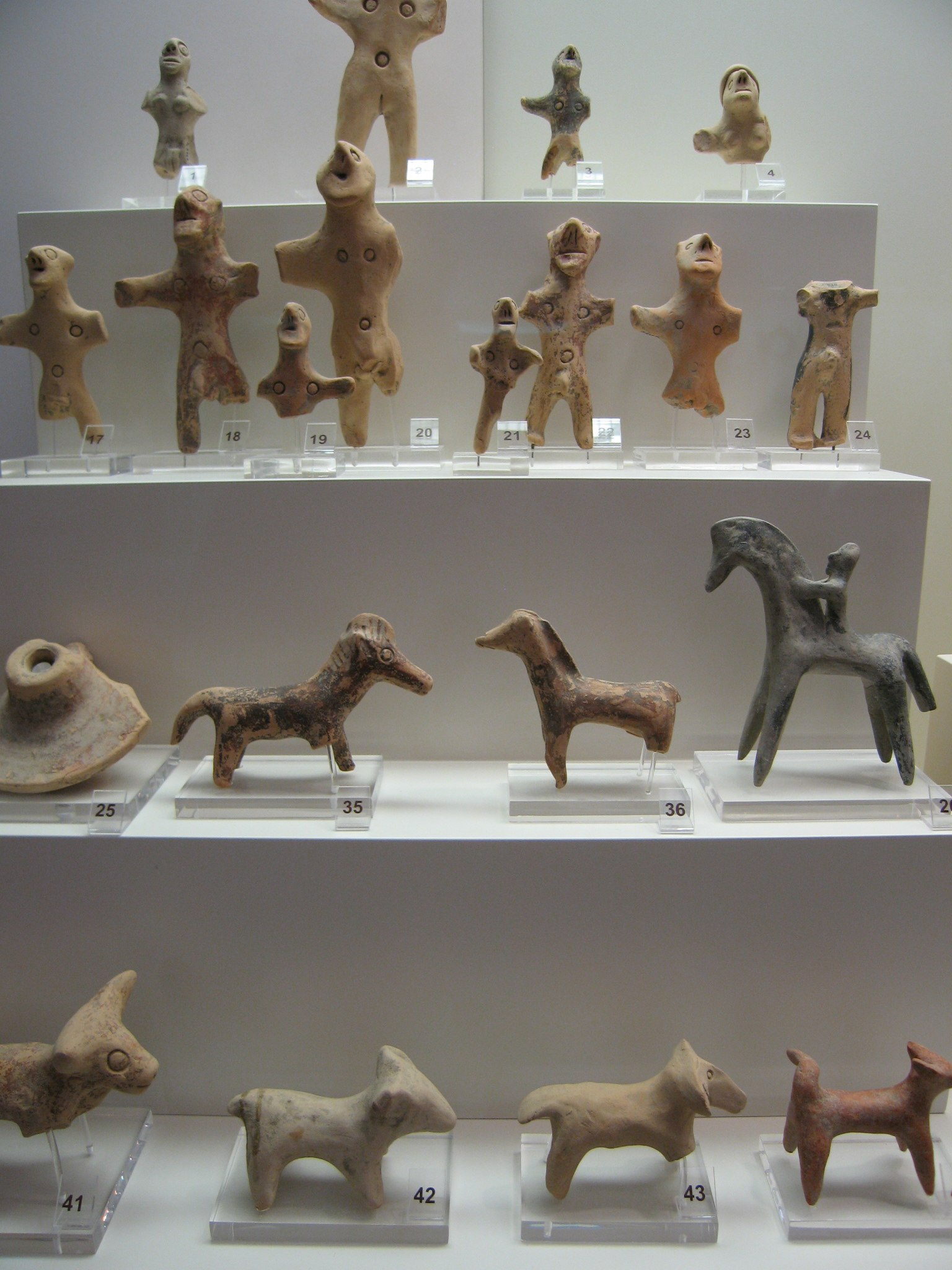
Figurines en terre cuite vouées au sanctuaire d'Olympie, Xe – VIIe siècle av. J.-C. Musée archéologique d'Olympie.
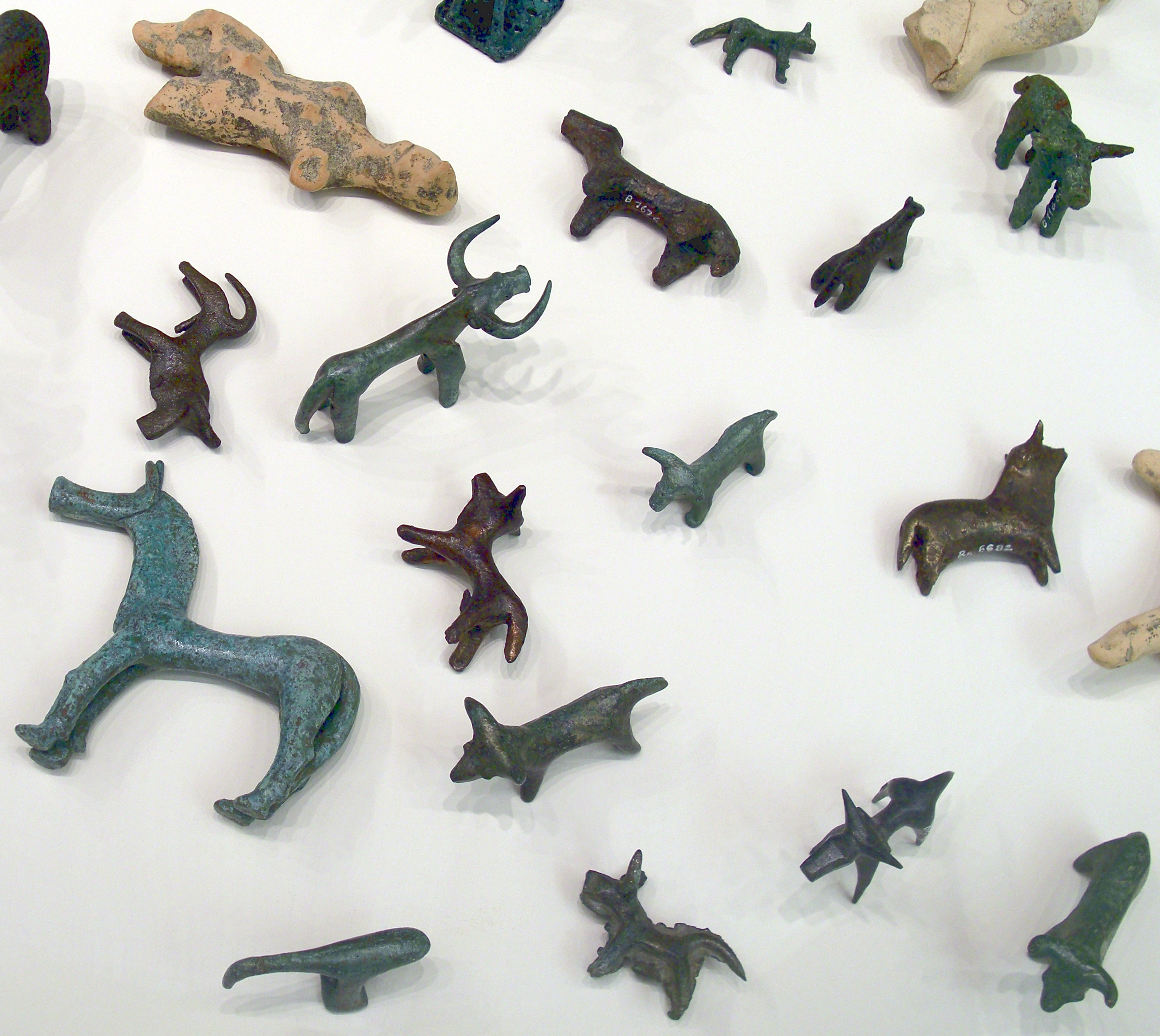
Figurines animales en bronze vouées au sanctuaire d'Olympie, IXe – VIIIe siècle av. J.-C. Musée archéologique d'Olympie.
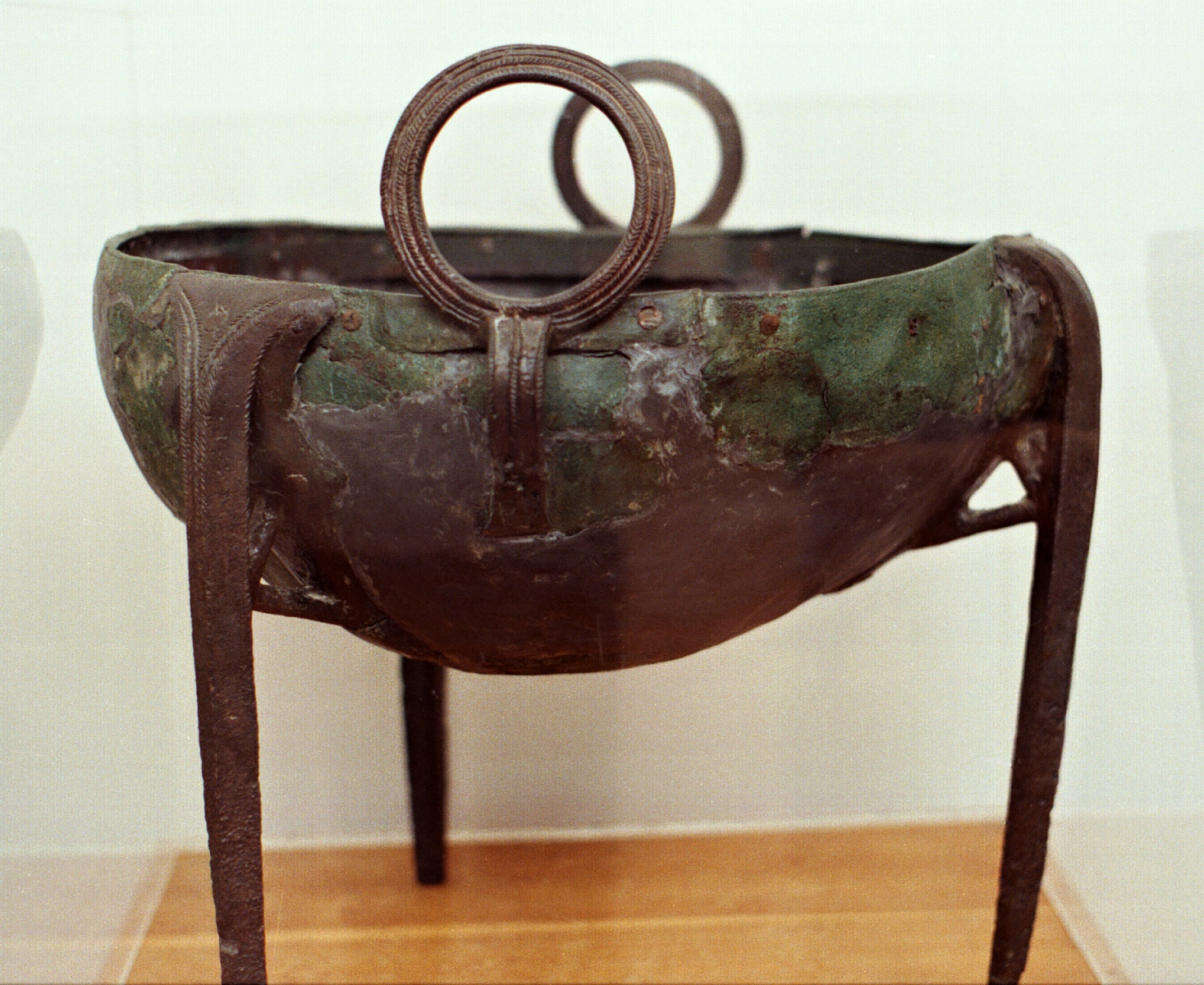
Tripode en bronze, v. 800 av. J.-C. Musée archéologique d'Olympie.

Se constate donc au VIIIe siècle av. J.-C. un bien plus important investissement, matériel comme symbolique, des communautés grecques, et en particulier de leurs élites, dans les cultes divins, qui se manifeste par cet accroissement des offrandes et la construction de temples. Cela est souvent relié aux évolutions politiques de la période : les cultes, notamment les fêtes religieuses, consolident et manifestent la cohésion des communautés civiques dont on voit l'émergence par ailleurs, les élites y participent car cela sert leur prestige et leur permet de s'affirmer face à des rivaux. Le fait que plusieurs sanctuaires soient situés aux marges des territoires civiques, comme les temples d'Héra de Samos et de Pérachora, semble lié à la volonté des cités qui les établissent d'affirmer leur contrôle du territoire. Les cultes jouent dès le début un rôle majeur dans l'auto-définition des cités grecques, fonction qui ne disparaîtra pas par la suite, loin de là,.
Une forme de culte qui a des échos dans les épopées et qui connaît un essor au VIIIe siècle av. J.-C., en particulier après 750, se déroule autour de tombes investies d'un caractère particulier, notamment d'anciennes sépultures à tertre de l'époque mycénienne, où des offrandes sont déposées. On y voit au minimum des sortes de cultes ancestraux, mais ils sont couramment interprétés comme la trace d'anciens cultes à des héros et héroïnes, donc des défunts humains, des figures prestigieuses du passé au statut particulier auquel on voue un culte, tels qu'on les connaît pour les périodes postérieures. Le lieu de culte à Hélène et Ménélas à Thérapné près de Sparte (Ménélaion) apparaît ainsi à cette période. Il a pu être proposé que l'essor de ces cultes soit lié à celui des épopées homériques qui chantent les louanges des figures héroïques qui font l'objet de vénération ; il semble cependant que leurs origines soient plus anciennes, et il est plus plausible qu'il faille inverser l'ordre des choses en considérant que les épopées homériques ont dû une partie de leur succès au goût de l'époque pour les personnages héroïques.
Il est courant de rechercher chez Homère des indications sur les pratiques rituelles de la seconde moitié du VIIIe siècle av. J.-C. D'une manière générale, même si le récit épique comprend des inventions et exagérations, les rites décrits semblent s'accorder avec ce qui était familier à l'auditoire du poète et peut être mis en parallèle avec des pratiques bien connues aux périodes suivantes. Il relate ainsi des prières adressées aux dieux, plusieurs rituels sacrificiels d'animaux qui suivent dans les grandes lignes le déroulement qui est attesté pour les périodes postérieures, des libations et d'autres offrandes, des serments, des oracles (provenant des sanctuaires de Delphes et Dodone), ainsi que des rituels funéraires. Les dieux ont des sanctuaires, des temples, des statues de culte, des prêtres. La piété se traduit avant tout par une exécution de ces rites de la manière correcte, et l'impiété, à savoir une manière incorrecte d'accomplir les rites, est critiquée. Ainsi parmi les rites qui tranchent avec ce qui est attesté dans la religion grecque classique, se trouvent les sacrifices humains accomplis par Achille lors des funérailles de Patrocle, que le narrateur désapprouve. En gros, il est considéré à la lecture des textes d'Homère et d'Hésiode, combinée aux découvertes archéologiques (notamment la présence de sanctuaires avec un téménos, un autel, des offrandes votives, et dans de plus en plus de cas un temple), que les principaux éléments caractérisant la religion grecque antique sont constitués autour de 700 av. J.-C., si ce n'est avant.

### Figurines
La sculpture de la Grèce des âges obscurs consiste en des figurines, donc des réalisations de petite taille, la statuaire, de plus grande taille, lui étant inconnue. Il en allait du reste de même durant l'âge du bronze. Les Mycéniens réalisaient des figurines et statuettes en terre cuite, dont les deux motifs principaux étaient des personnages humains avec les mains croisées ou levées, et des animaux, notamment des bovidés.
Les figurines en terre cuite des âges obscurs sont pour l'essentiel de petites pièces modelées à la main, à la réalisation peu soignée. Mais des réalisations de meilleure qualité, peintes suivant des motifs relevant des traditions géométriques, ont également été mises au jour : un centaure de 36 cm de haut provenant de Lefkandi, daté des alentours de 900 av. J.-C., soit la fin du protogéométrique, d'autant plus original qu'il n'existe pas de représentation d'animaux mythologiques dans le répertoire iconographique avant le Géométrique récent ; une figurine représentant un cerf mis au jour au Céramique d'Athènes, datant de la même période.

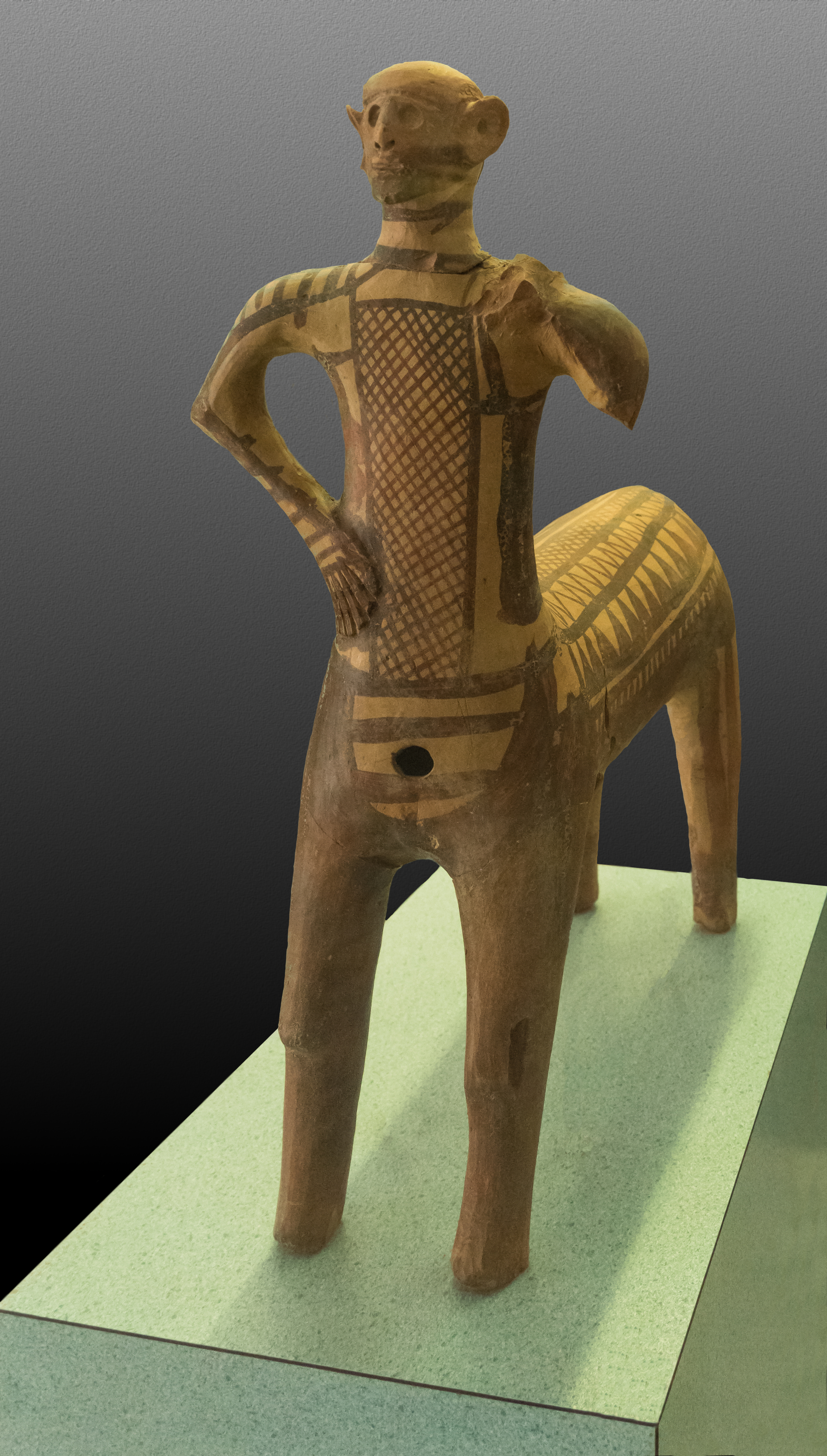
Centaure provenant de Lefkandi, fin du Xe siècle. Musée archéologique d'Érétrie.
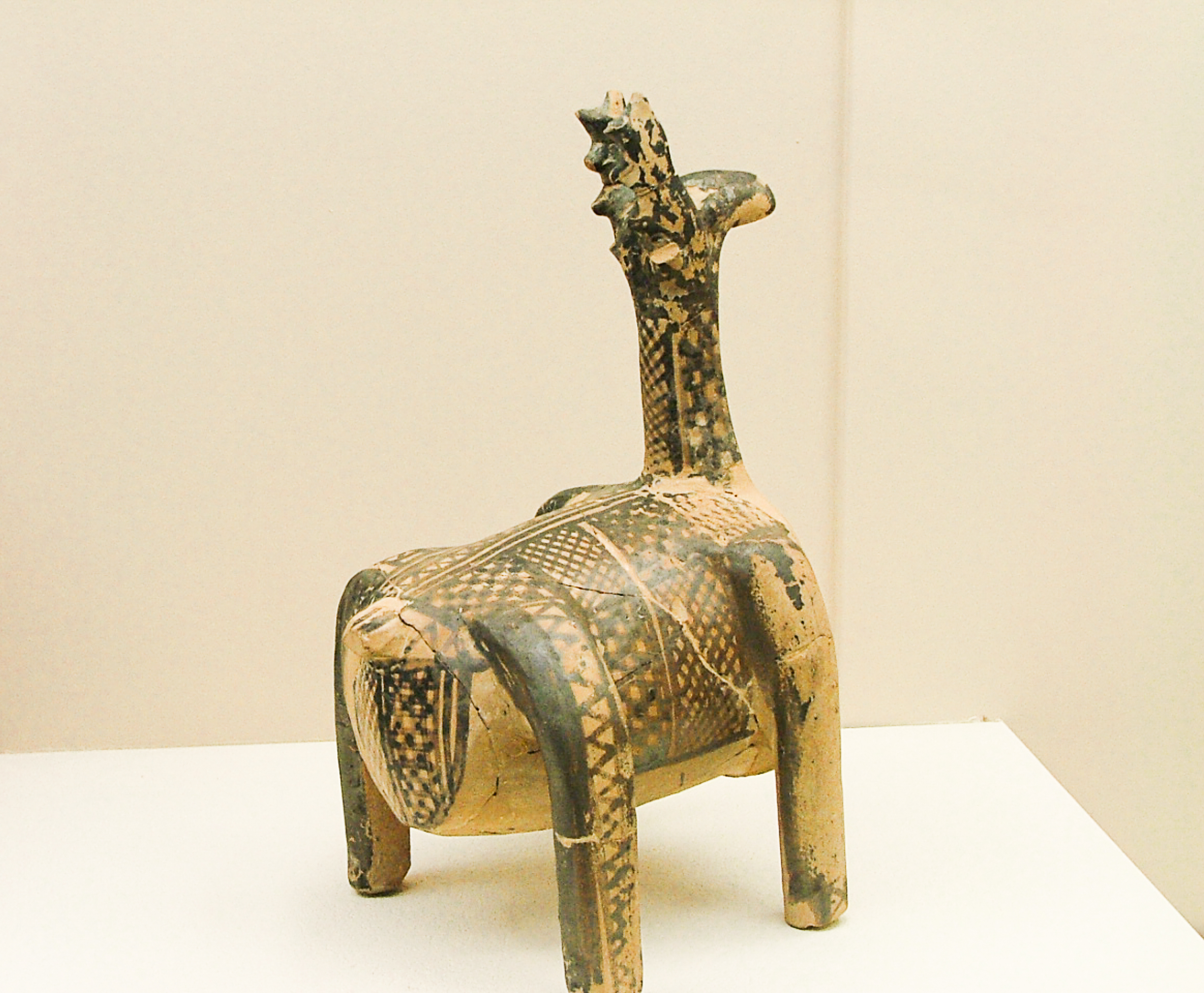
Cerf, v. 925-900. Athènes, musée archéologique du Kerameikós.

Les figurines en bronze sont absentes de la production artistique mycénienne, en dehors de la Crète qui semble avoir eu une tradition de figurines en bronze depuis la fin de l'époque mycénienne, qui aurait traversé les siècles suivants, même si elle est mal documentée et que les quelques trouvailles potentiellement rattachables aux âges obscurs sont difficiles à dater. Le IXe siècle av. J.-C. voit le développement de l'art de la figurine en bronze dans le monde égéen, qui se développe surtout au VIIIe siècle av. J.-C. Il s'agit d'une production destinée à être offerte aux divinités dans les sanctuaires, qui provient donc essentiellement de lieux de culte, en particulier Olympie. Le métal étant rare durant cette période, a fortiori le bronze, il s'agit en effet d'objets de prestige. Ils puisent une partie de leur inspiration dans les modèles en terre cuite, et la stylisation des figures rappelle celle des peintures sur poteries. Athènes, Argos, Corinthe et la Laconie ont été des lieux importants dans cette production de figurines en bronze, et chacun de ces lieux de production présente ses spécificités stylistiques qui permettent de retrouver l'origine des objets. Un premier groupe de figurines votives représente des animaux : des bovins, et surtout des chevaux, animal manifestement associé à la culture des élites et dont la représentation est digne d'être offerte aux dieux. L'autre type de figurine en bronze très répandue représente des humains. Alors que les chevaux sont généralement statiques, ces figurines sont présentées en action, ce qui renvoie au développement de la figuration narrative qui se produit sur les céramiques peintes au même moment : elles dansent, se battent, montent des chevaux ou des chars, etc. Certaines figurines en bronze sont des éléments ornant des chaudrons, l'autre production des bronziers qui se retrouve souvent dans les dépôts d'offrandes,,.

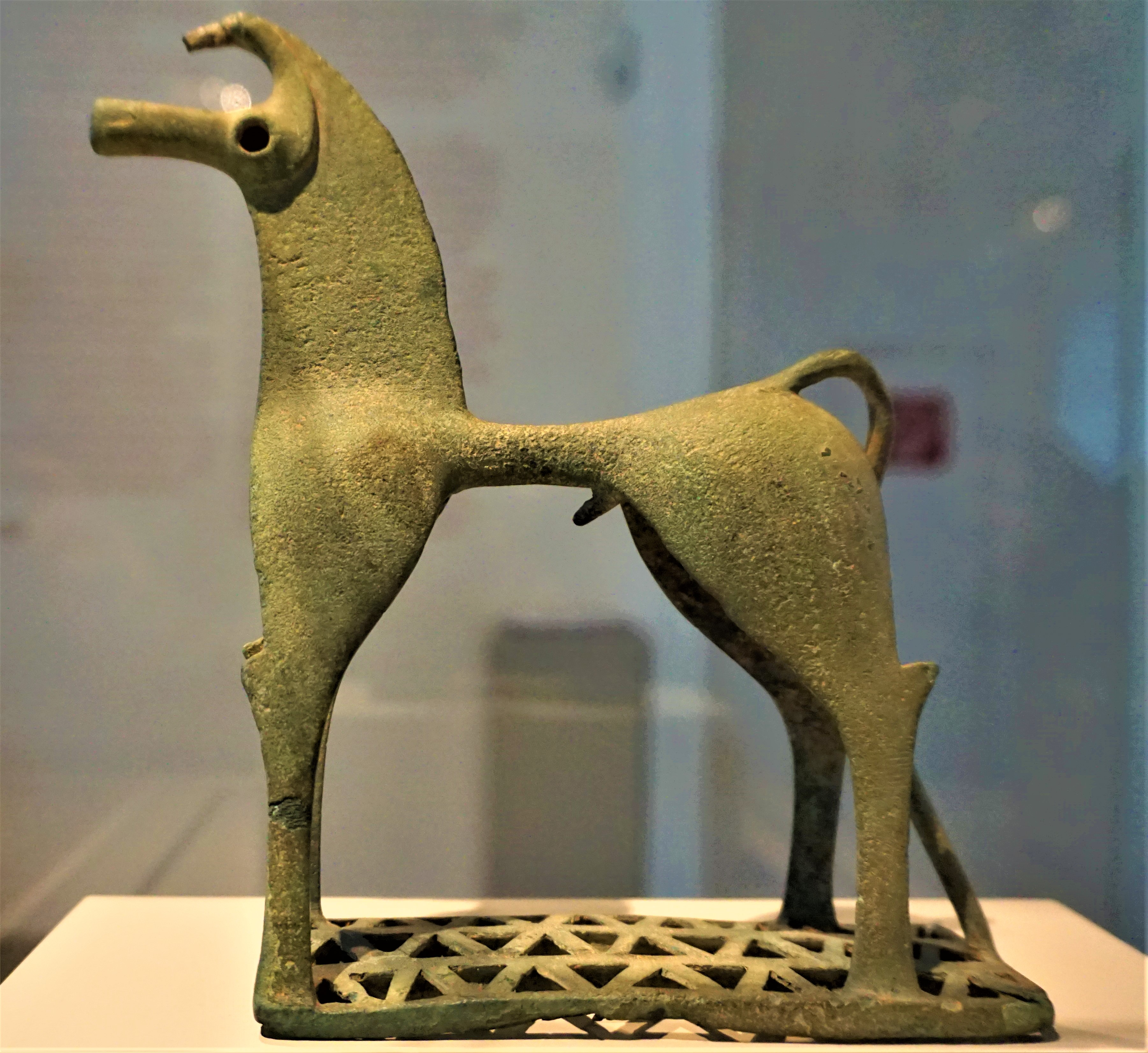
Figurine de cheval en bronze. Atelier corinthien, v. 750-725. Altes Museum.
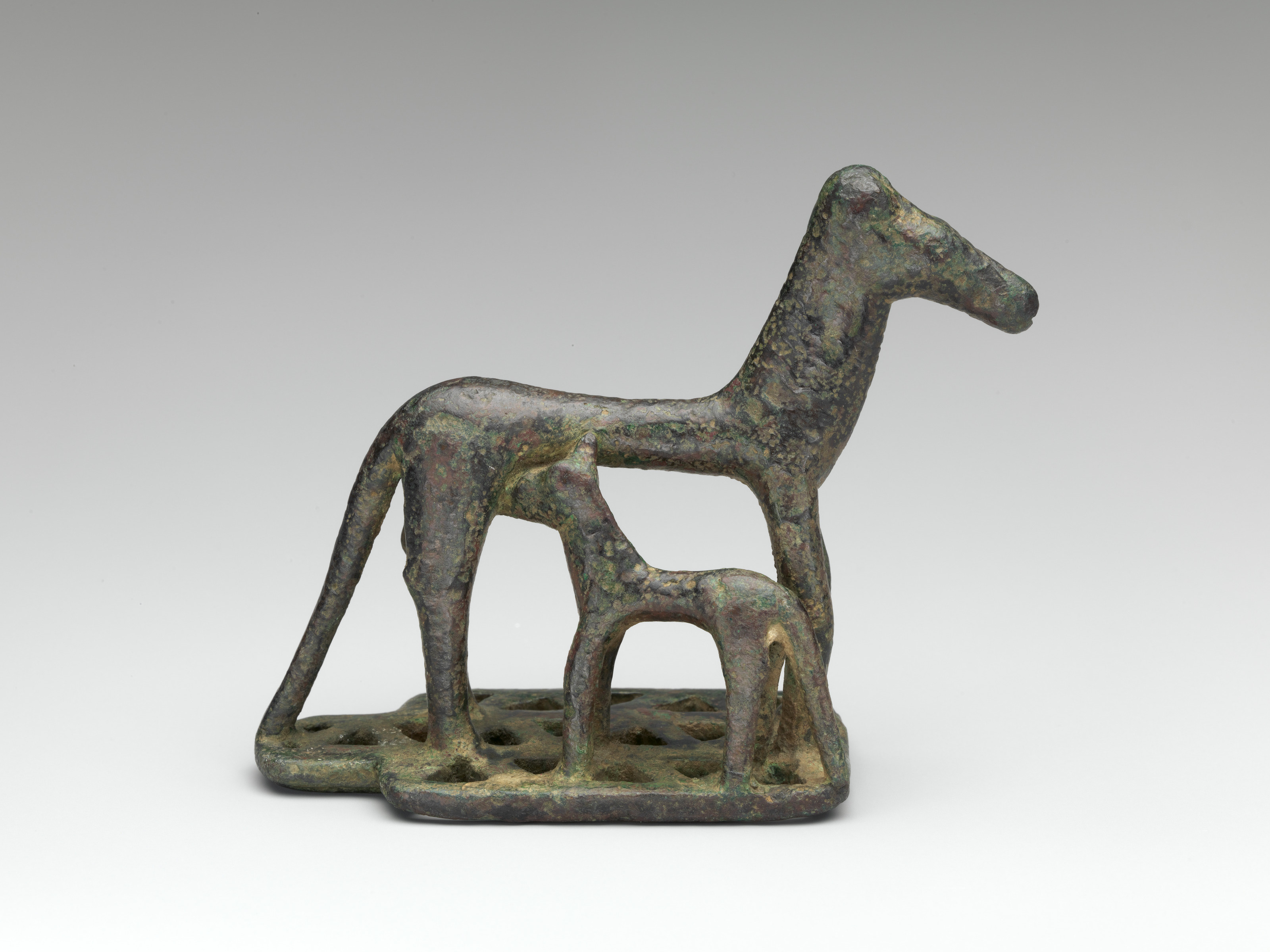
Jument avec son poulain. Atelier argien, v. 750. Metropolitan Museum of Art.
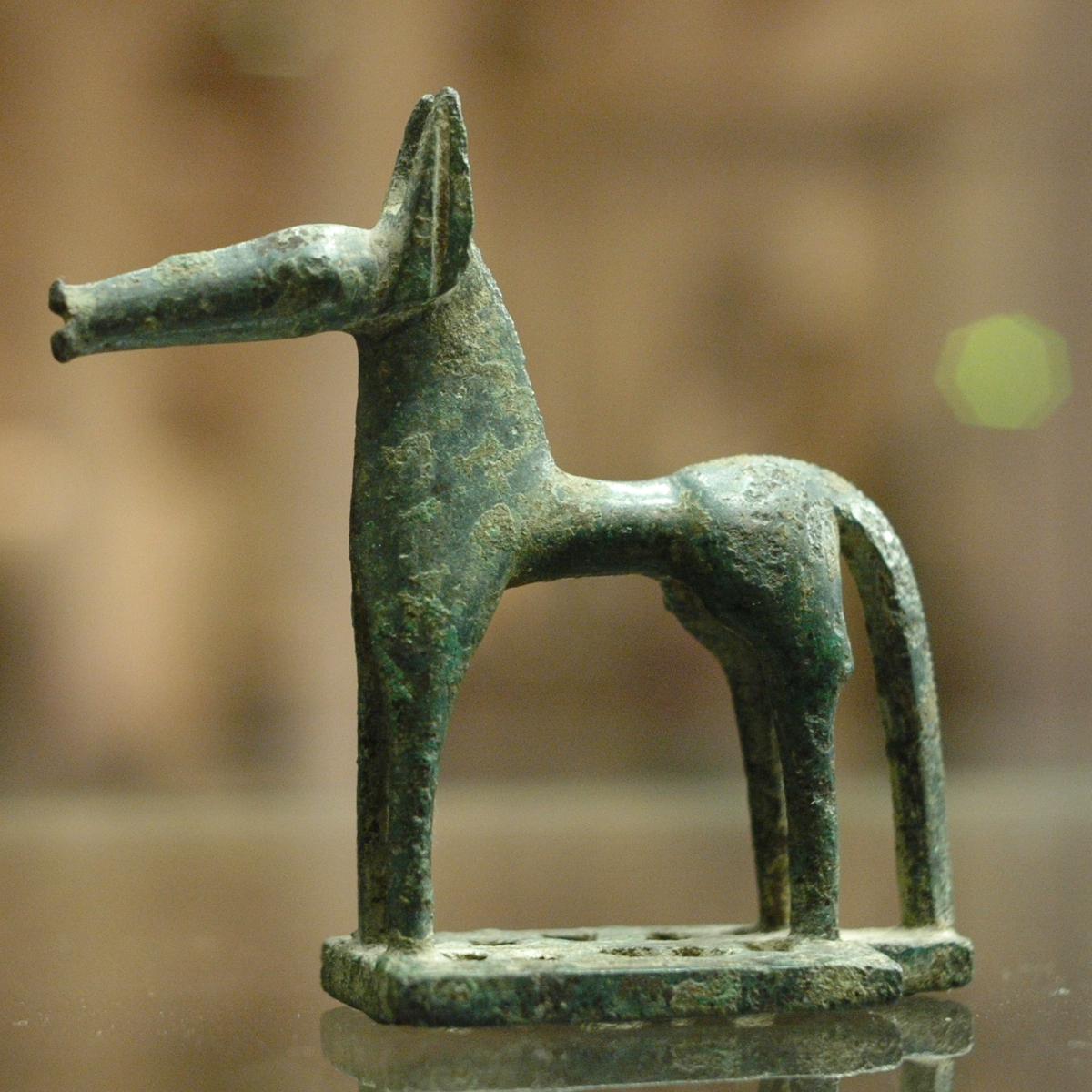
Figurine de cheval. Atelier laconien, v. 740 av. J.-C. Musée du Louvre.
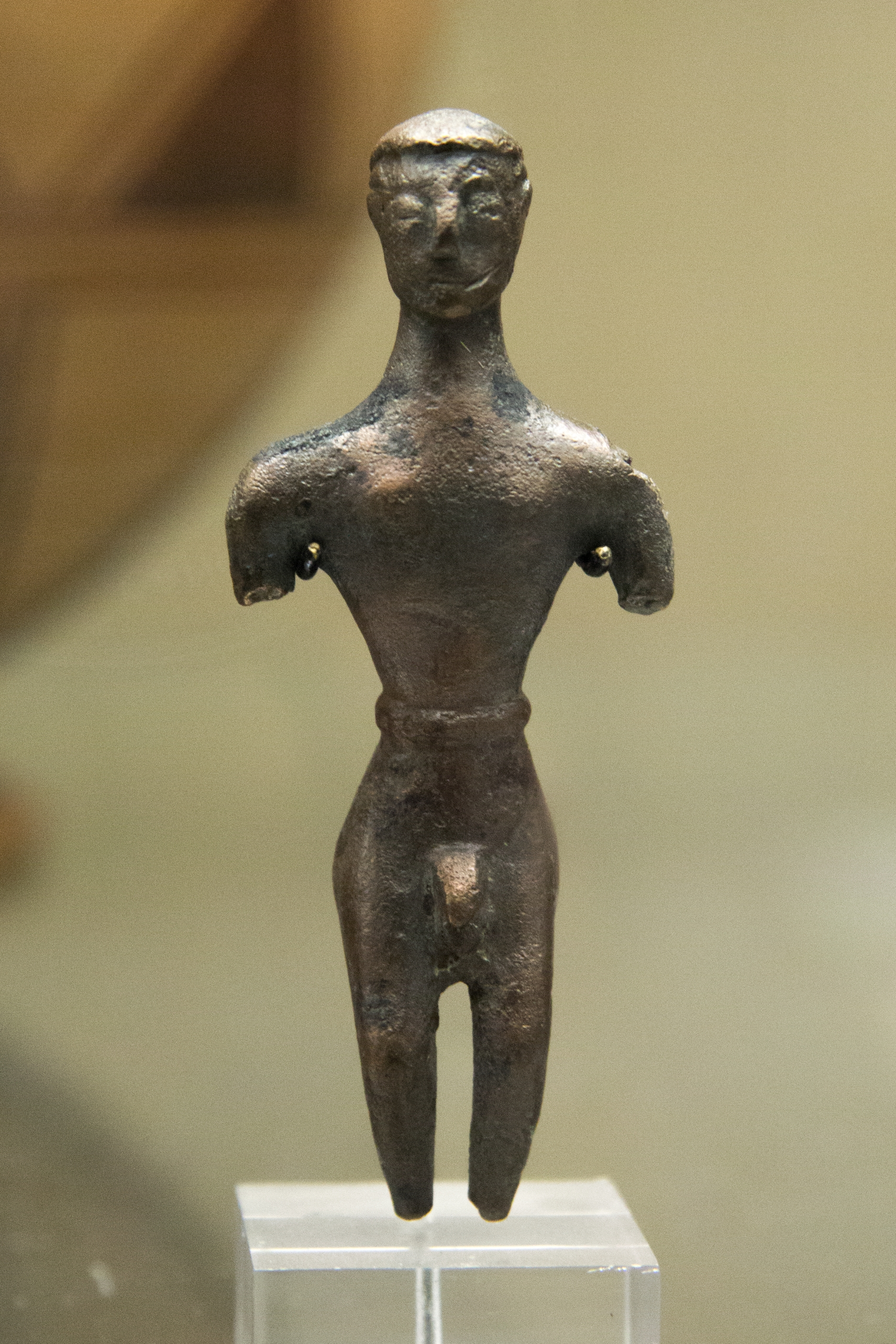
Figurine masculine en bronze. Crète, VIIIe siècle av. J.-C. British Museum.
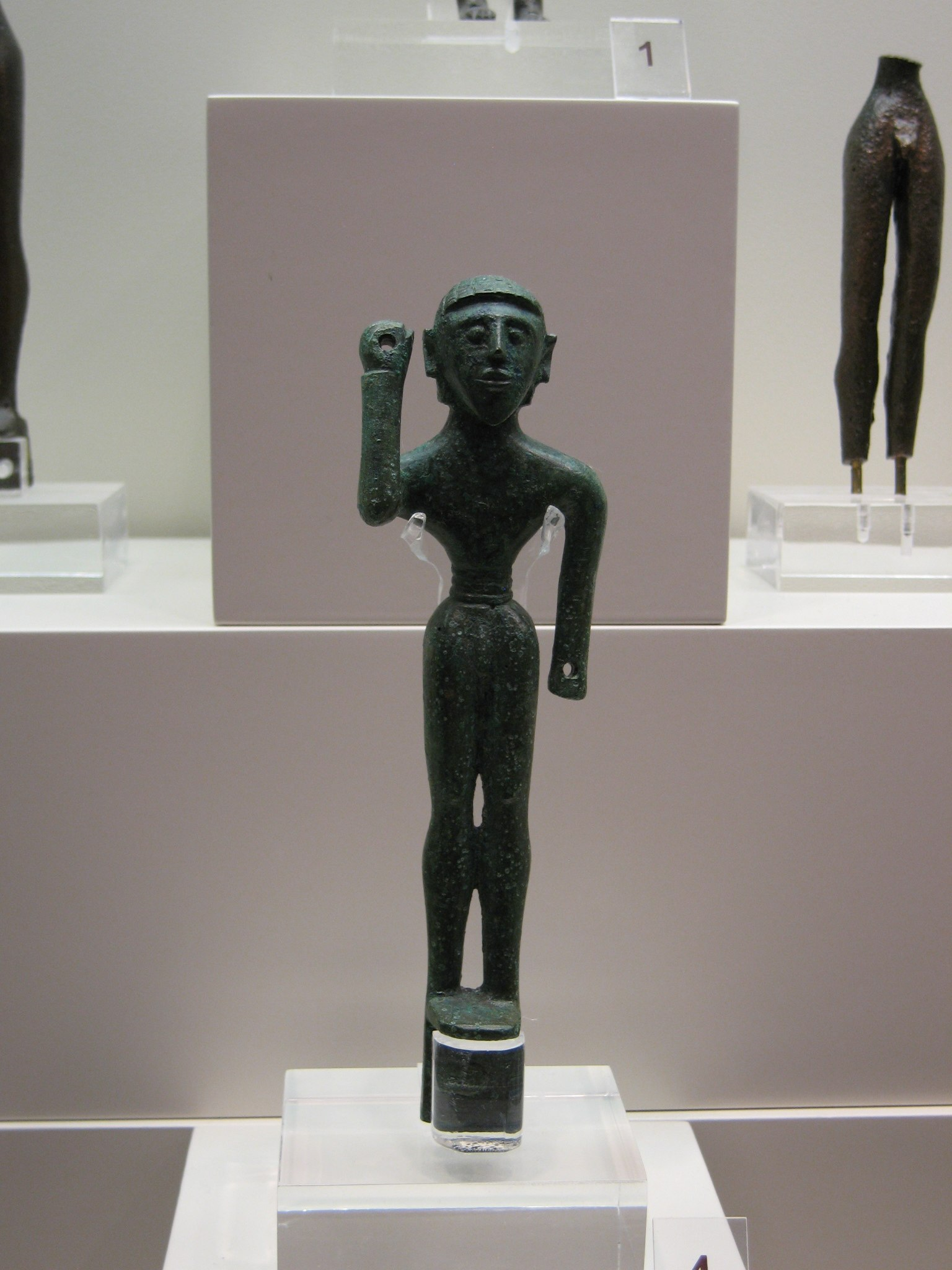
Statuette de guerrier nu à ceinture, élément d'un chaudron de bronze. V. 750-725. Musée archéologique d'Olympie.
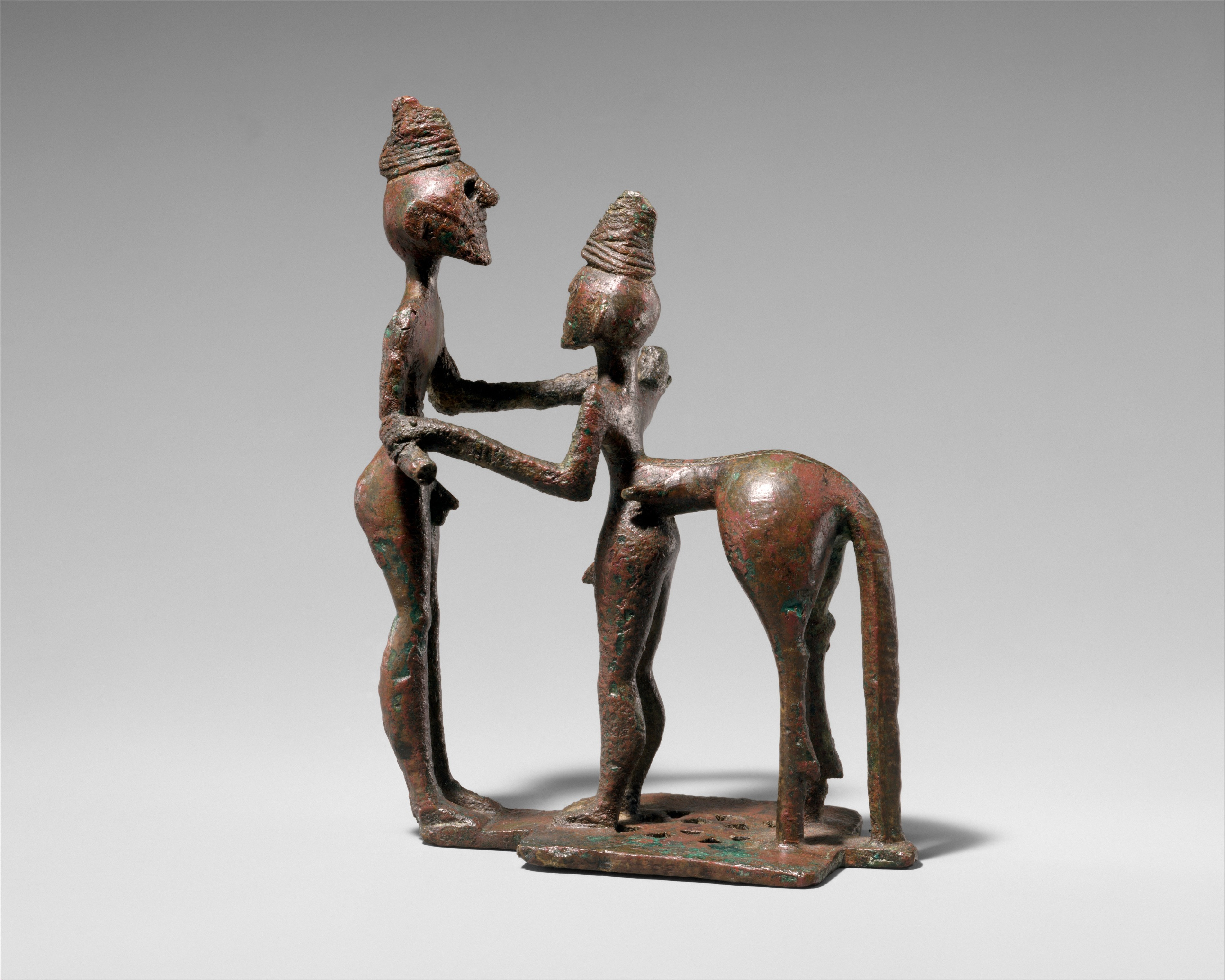
Homme affrontant un centaure. Atelier laconien, v. 750-725. Metropolitan Museum of Art.
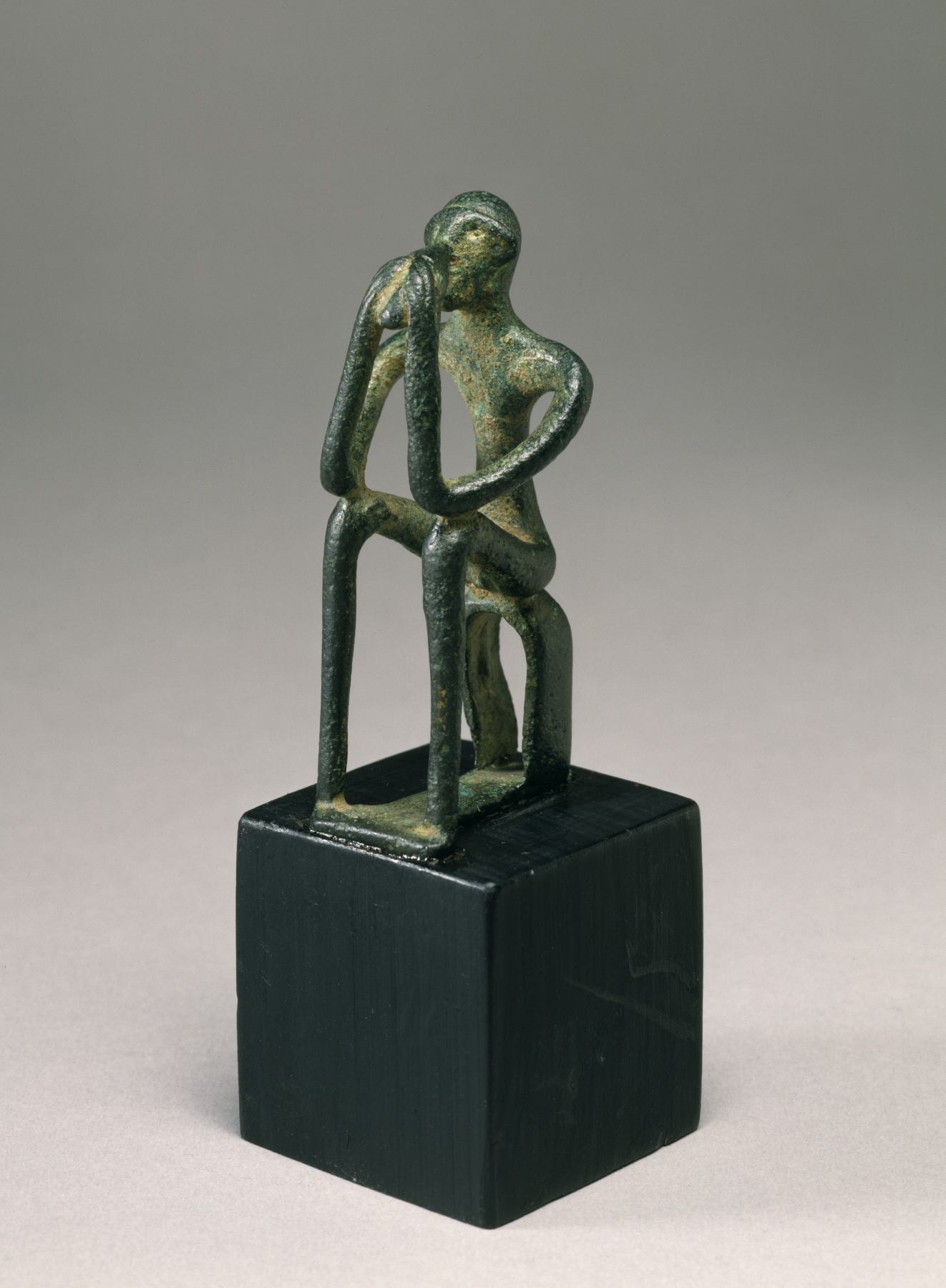
Statuette d'un homme assis, buvant (?). Atelier laconien, fin du VIIIe s. Walters Art Museum.

### Écriture

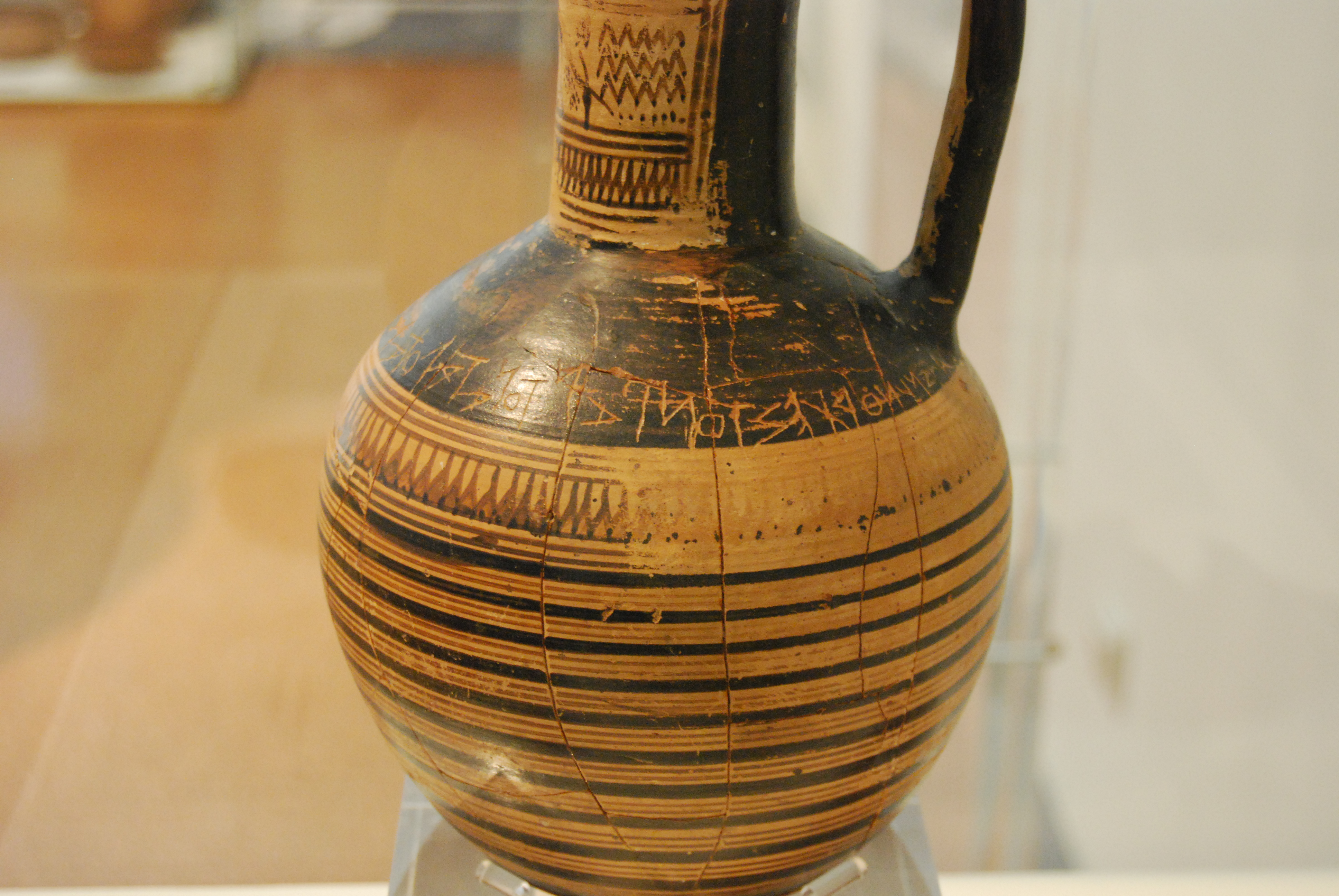
Inscription du Dipylon, sur une cruche datée d'environ 730-720 av. J.-C. Musée national archéologique d'Athènes.

L'écriture mycénienne, le linéaire B, était un système combinant des signes phonétiques notant des syllabes et des signes logographiques qui notaient des choses. C'est la première écriture connue servant à noter du grec. Elle servait pour la rédaction de documents administratifs, des tablettes d'argile, produites par les administrateurs des palais. Elle disparaît autour de 1200 av. J.-C., lors de la phase d'effondrement du système palatial mycénien, et sa disparition est un des révélateurs de la rupture qui se produit. Il n'y a manifestement plus d'administration qui nécessite la production de documents de gestion de biens et de personnel, et l'écriture a perdu toute utilité, ce qui fait qu'elle est oubliée rapidement, sans doute en l'espace d'une génération.

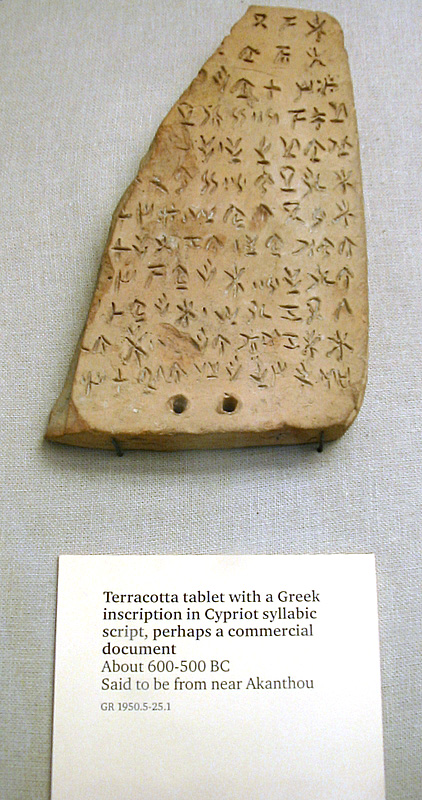
Tablette inscrite en syllabaire chypriote, survivance tardive de l'écriture mycénienne, v. 600-500 av. J.-C.

L'écriture disparaît alors du monde égéen pour plusieurs siècles. Elle n'est cependant pas complètement absente du monde grec entendu au sens large, puisque Chypre a livré une inscription en grec de la fin du XIe siècle av. J.-C. ou du début du suivant, en écriture dite syllabaire chypriote, qui dérive du syllabaire cypro-minoen employé au Bronze récent, qui lui-même présente des affinités avec l'ancienne écriture crétoise employée par les Minoens. Ce syllabaire chypriote est surtout connu pour l'époque archaïque et survit plusieurs siècles après.
En Grèce même, des objets inscrits réapparaissent vers le milieu du VIIIe siècle av. J.-C. sous la forme d'un alphabet, l'alphabet grec dans ses formes archaïques. Il s'agit de graffitis inscrits sur des poteries mises au jour à Érétrie, Lefkandi et Naxos. Un autre graffiti en lettres grecques provient de la nécropole d'Osteria dell'Osa, dans le Latium, semble être plus ancien, vers 800-775 av. J.-C.,. On considère que l'alphabet grec a été mis au point entre la fin du IXe siècle av. J.-C. et le début du VIIIe siècle av. J.-C., les écrits du VIIIe siècle av. J.-C. présentant manifestement une forme déjà élaborée et non en cours d'élaboration.
Le modèle ayant servi pour la mise au point de cet alphabet fait peu de doutes au regard de la forme des signes : il s'agit de l'alphabet phénicien, lui-même le résultat de plusieurs siècles d'expérimentations d'écritures alphabétiques transcrivant des écritures sémitiques au Levant. Les lieux et modalités de transmission de l'écriture sont débattus. Il est possible qu'elle se fasse à Al Mina, comptoir situé en Turquie actuelle, qui est visité par des Grecs. Les Phéniciens ayant entamé une expansion dans la Méditerranée où ils ont rencontré des marins et marchands grecs, il est également possible que la transmission se fasse en Grèce même, ou dans un des comptoirs de Méditerranée occidentale où ils cohabitent, comme Pithécusses. Les Eubéens, qui sont très actifs dans les échanges avec le Proche-Orient, et aussi bien présent sur les comptoirs d'Orient que d'Occident, ont sans doute joué un rôle important dans cette adaptation. On débat néanmoins pour savoir s'il faut rechercher un seul épisode d'invention, ou bien si celle-ci se produit en plusieurs étapes et donc potentiellement en plusieurs endroits. Quoi qu'il en soit l'écriture continue d'évoluer après cette période, et se constituent plusieurs ensembles d'écritures locales (les alphabets « vert », « rouge », « bleu clair » et « bleu foncé »),.
L'adaptation de l'alphabet pour noter la langue grecque se fait avec plusieurs innovations importantes par rapport aux alphabets sémitiques. Premièrement, alors que les alphabets sémitiques ne notent pas les voyelles parce qu'elles ne sont pas essentielles à la compréhension des textes en raison de la grammaire de leurs langues, l'alphabet grec modifie l'emploi de plusieurs signes de l'alphabet phénicien pour transcrire des voyelles, dont l'écriture est essentielle pour la compréhension d'un texte en grec,. Deuxièmement, de nouvelles lettres sont élaborées pour noter les consonnes aspirées (pʰ, kʰ) et les groupes consonantiques (ks, ps) du grec. C'est sur ce point que s'observent des divergences régionales.
Les raisons derrière le retour de l'écriture dans le monde grec sont débattues. L'écrit semble peu employé dans le monde grec durant le VIIIe siècle av. J.-C., et même durant les deux siècles suivants, et il ne se diffuse réellement qu'après 500 av. J.-C. Les inscriptions du VIIIe siècle av. J.-C. se trouvent surtout sur des vases en terre cuite, elles sont courtes, généralement des noms de personnes, qui sont soit les propriétaires de l'objet sur lesquelles elles sont inscrites, soit le destinataire de l'offrande de cet objet, et servent alors à commémorer cet acte pieux. On trouve des inscriptions plus longues datées des dernières décennies de ce siècle, notamment la « coupe de Nestor » mise au jour à Pithécusses qui porte une inscription mentionnant le personnage homérique et la déesse Aphrodite « à la belle couronne » (Kallistephanos). Une cruche à vin mise au jour dans une tombe athénienne du secteur du Dipylon porte une inscription en hexamètres qui semble faire référence à une compétition, une formule de malédiction et une imprécation rituelle se trouvent sur deux vases provenant de Cumes. Des textes peints apparaissent également sur des vases vers 700 av. J.-C., ce qui indiquerait une maîtrise de l'écriture par les artisans,,. Il est possible que les textes épiques, ou du moins une partie de leur contenu, aient circulé par écrit dès la fin du VIIIe siècle av. J.-C., mais cela demeure très débattu et un certain nombre de spécialistes s'oppose à cette idée,.
Le fait que les syllabes longues ne soient pas notées dans les premiers alphabets grecs semble un obstacle à l'idée que l'écriture ait été inventée pour transcrire des poèmes,. L'écriture ne semble pas être employée pour des usages administratifs comme c'était le cas à l'époque mycénienne, il est parfois avancé qu'elle ait été élaborée pour des usages commerciaux mais là encore les premiers écrits ne plaident pas en ce sens. Les premiers écrits sont surtout un moyen d'expression symbolique, peut être en lien avec la pratique du banquet aristocratique, le symposion, et des compétitions qui s'y déroulent. Les premiers écrits se retrouvent surtout dans des cités où plusieurs cultures se rencontrent, et ils peuvent être vus comme un instrument de communication, aussi d'affirmation d'une identité culturelle ou individuelle. Il a également été avancé que cette invention procède de l'affirmation d'une identité grecque, face aux Phéniciens, mais il semble peu probable que de tels sentiments existent déjà à cette période.

### Échanges et contacts avec l'extérieur
L'effondrement de la fin de l'âge du bronze s'accompagne d'un fort ralentissement des relations commerciales et diplomatiques qui avaient auparavant animé la Méditerranée orientale, et il s'ensuit une chute drastique des relations entre le monde égéen et les autres régions du monde antique. Certes des objets d'origine égéenne se retrouvent en Italie (des céramiques crétoises et chypriotes datant de la fin du IIe millénaire av. J.-C. ont été mises au jour dans la région de la future Géla) et au Proche-Orient, témoignant du fait que les réseaux sont préservés, mais en quantité limitée. La céramique fine de l'Helladique récent IIIC ne connaît pas la diffusion de ses prédécesseures de l'époque palatiale, tant s'en faut. La Grèce du début des siècles  obscurs ne connaît donc pas un arrêt total des relations avec l'extérieur, mais celles-ci connaissent une certaine régression vers 1200 av. J.-C., notamment avec l'Italie. De la même manière, beaucoup moins d'objets du Proche-Orient et d’Égypte parviennent dans le monde égéen. Les relations semblent mieux préservées entre les régions bordant l’Égée, du moins si on en juge par la diffusion de la céramique. Les élites de l'époque post-palatiale peuvent donc manifestement faire appel aux services d'intermédiaires qui ont des contacts dans d'autres régions et peuvent armer des navires pour aller obtenir des produits, et les circuits locaux, qui jouent un rôle important dans la diffusion des produits, y compris ceux qui ont des origines lointaines, ne sont pas non plus rompus. Il est également possible que des artisans itinérants assurent la circulation de techniques et de savoir-faire entre les régions, parfois au-delà de l’Égée (notamment en Italie).
Le début de l'âge du Fer semble plutôt dominé par des échanges à courte distance, certes fréquents, mais pas forcément réguliers. La distribution des céramiques de l'époque protogéométrique indiquent que celle provenant d'Attique se diffuse dans plusieurs autres régions, même si les productions d'Eubée semblent les plus diffusées, ce qui sert généralement pour conclure sur le fait que les marchands de cette île sont les plus actifs dans les échanges. De fait le cimetière de Lefkandi comprend de nombreux objets importés du reste du monde égéen. Des productions provenant des régions du nord de l’Égée (Macédoine, Thessalie, Chalcidique) se retrouvent plus au sud, ce qui pourrait refléter l'existence de réseaux d'échanges reposant sur la diffusion des minerais extraits dans ces contrées. La poursuite des activités métallurgiques est un autre révélateur de l'existence de circuits d'échanges à longue distance atteignant d'une manière ou d'une autre de nombreuses communautés du monde égéen, puis les minerais employés (cuivre, étain, fer, dans une moindre mesure or et argent) ne s'y extraient généralement pas. Le fait que des amphores circulent indique également des échanges de produits alimentaires qu'elles contenaient (vin, huile notamment). Quant aux rapports avec les régions extérieures, ils semblent limités mais pas inexistants. La diffusion de la technique de fabrication du fer vient de l'est, du Proche-Orient et/ou de Chypre. Des objets de facture orientale ou d'inspiration orientale se trouvent sur des sites de Grèce, et des productions de type grec, notamment eubéennes, se retrouvent au Proche-Orient. Il a souvent été supposé que les habitants de ces îles avaient des liens privilégiés avec les cités phéniciennes, notamment Tyr, voire que certains avaient conclu des alliances matrimoniales avec des Phéniciens, et/ou que des Phéniciens (marchands, artisans) se rendaient sur place voire s'y étaient installés. Cela reste conjectural. L'identité des marchands de ces époques est difficile à déterminer, les cargaisons des bateaux comprenant la plupart du temps des objets de diverses origines, résultat d'une pratique de cabotage et de réseaux d'échanges très fractionnés, et la poterie originaire d'une région extérieure que l'on retrouve sur un site n'y a pas forcément été apportée par des marchands venant de son lieu de fabrication.
Pour le IXe siècle av. J.-C. le tableau est également celui d'échanges limités mais non inexistants entre les régions lointaines. Le cimetière nord de Cnossos comprend ainsi de la céramique attique, quelques objets chypriotes ou proche-orientaux. Quelques objets orientaux se retrouvent dans des tombes d'Attique, et des objets à peine plus nombreux provenant d'Attique ont été mis au jour au Proche-Orient. Lefkandi a fourni un peu plus d'objets orientaux pour cette période. L'intensification des relations avec l'extérieur survient vers la fin du siècle et surtout au VIIIe siècle av. J.-C. Le temple B de Kommos (Crète), construit vers 800, témoigne d'inspirations proche-orientales et a livré environ 300 céramiques phéniciennes. C'est là que la présence de personnes venues de ce pays est la plus probable. L'adoption de l'alphabet, déjà évoquée, et l'exemple le plus éloquent des échanges culturels qui ont lieu à cette période. Il est en revanche plus difficile d'identifier des éléments d'inspiration orientale dans les pratiques rituelles de l'époque. Dans les épopées, des influences proche-orientales ou anatoliennes ont été proposées pour des passages des textes d'Homère et d'Hésiode, et sont débattues. Des objets de facture orientale ou de type orientalisant se diffusent dans tout le monde égéen au VIIIe siècle av. J.-C., peut-être pour certains réalisés par des artisans venus de l'est, prélude à la période « orientalisante » de l'art grec, qui couvre le VIIe siècle av. J.-C.. L'implantation de communautés grecques dans des régions extérieures, ou du moins la présence temporaire de Grecs, que ce soit en Syrie (Al-Mina (en)) ou en Italie (Pithécusses), reflète l'intensification des relations avec l'extérieur, là encore largement mise au crédit des marchands d'Eubée. Des vases grecs se retrouvent en Italie continentale, Sicile, Sardaigne. Les premières implantations coloniales à l'ouest renforcent ce phénomène d'expansion du monde grec. Au sein du monde égéen, les échanges matériels et immatériels se développent considérablement au VIIIe siècle av. J.-C., en particulier dans sa seconde moitié. De nombreuses régions se mettent ainsi à produire des céramiques de style géométrique tardif, plutôt inspirées des modèles corinthiens et argiens que de ceux d'Attique. Les échanges concernent en effet un nombre limité de productions ; ainsi la Crète, bien qu'elle soit parmi les parties du monde égéen les mieux insérées dans les échanges à longue distance, n'exporte pas ses céramiques, manifestement peu attractives en comparaison aux productions d'Attique, de Corinthe ou d'Eubée qui rencontraient le succès dans le monde égéen et au-delà (mais qui n'étaient elles-mêmes qu'une partie limitée de la production locale).

### Grèce antique
- Brigitte Le Guen (dir.), Maria Cecilia D'Ercole et Julien Zurbach, Naissance de la Grèce : De Minos à Solon, 3200 à 510 avant notre ère, Paris, Belin, coll. « Mondes anciens », 2019
- Claude Mossé et Annie Schnapp-Gourbeillon, Précis d'histoire grecque, Paris, Armand Colin, coll. « U », 2020

### Siècles obscurs
- (en) Anthony M. Snodgrass, The Dark Age of Greece : An Archaeological Survey of the Eleventh to the Eight Centuries BC, Routledge, 1971
- Claude Baurain, Les Grecs et la Méditerranée orientale : Des « siècles obscurs » à la fin de l'époque archaïque, Paris, Presses Universitaires de France, coll. « Nouvelle Clio », 1997
- Annie Schnapp-Gourbeillon, Aux Origines de la Grèce : (XIIIe – VIIIe siècles avant notre ère), La genèse du politique, Paris, Les Belles Lettres, coll. « Histoire », 2002
- (en) James Whitley, Style and Society in Dark Age Greece: The Changing Face of a Pre-Literate Society 1100-700 BC, Cambridge University Press, 2003  (ISBN 0-521-54585-4).
- (en) Susan Langdon, Art and Identity in Dark Age Greece. 1100-700 B.C.E., Cambridge University Press, 2008  (ISBN 978-0-521-51321-0).
- (en) Susan Langdon, New Light on a Dark Age, University of Missouri Press, 1997
- (en) Oliver Dickinson, The Aegean from the Bronze Age to the Iron Age : Continuity and change between the twelfth and eighth centuries BC, Londres et New York, Routledge, 2006
- (en) Robin Osborne, Greece in the Making : 1200-479 BC, Oxon, Routledge, 2009, 2e éd., p. 35-65
- (en) Catherine Morgan, « The Early Iron Age », dans Kurt A. Raaflaub et Hans van Wees (dir.), A Companion to Archaic Greece, Malden et Oxford, Wiley-Blackwell, 2009, p. 43-63
- (en) Ian Morris, « Early Iron Age Greece », dans Walter Scheidel, Ian Morris et Richard P. Saller (dir.), The Cambridge Economic History of the Greco-Roman World, Cambridge, Cambridge University Press, 2007, p. 211-241.
- (en) Jonathan M. Hall, A History of the Archaic Greek World : ca. 1200–479 BCE, Malden et Oxford, Wiley Blackwell, 2014, 2e éd.
- (en) Alex R. Knodell, Societies in Transition in Early Greece : An Archaeological History, Berkeley, University of California Press, 2021 (lire en ligne)